# 過去にディズニー・チャンネルで放送された番組
過去にディズニー・チャンネルで放送された番組（かこにディズニーチャンネルでほうそうされたばんぐみ）は、これまでにディズニー・チャンネルで放送され、終了した番組の一覧である（特別企画やスペシャル番組等も含む）。
※表記してある年号は放送がスタートした年になっている。
現在、番組の名称や番組の放送期間など不明なものが多くあります。分かる方がおりましたら加筆をお願いします。

## 番組一覧
番組名の後ろに☆がついてあるものは、2017年9月現在ディズニージュニアにて放送中。

### 2003年
| 放送作品                                                  | 放送開始日                 | 放送終了日              | ジュニアでも放送 | 備考・出典                               |
| --------------------------------------------------------- | -------------------------- | ----------------------- | ---------------- | ---------------------------------------- |
| ノック! ノック! ようこそベアーハウス                      | 2003年11月18日             | 2008年6月               |                  |                                          |
| レイブン 見えちゃってチョー大変!                          | 2003年11月頃               | ?                       |                  |                                          |
| チップとデールの大作戦                                    | 不明                       | 2012年3月11日           |                  |                                          |
| ライオン・キングのティモンとプンバァ                      | 不明                       | 2012年3月11日           |                  |                                          |
| ハウス・オブ・マウス 〜ミッキーとディズニーのなかまたち〜 | 不明                       | 2005年11月30日          |                  | 2005年12月よりトゥーン・ディズニーに移行 |
| キム・ポッシブル                                          | 2003年11月19日             | 不明                    |                  |                                          |
| ボーイ・ミーツ・ワールド                                  | 2003年                     | 不明                    |                  |                                          |
| ディズニーシネマプレミア                                  | 2003年                     | 不明                    |                  |                                          |
| ザ・ブック・オブ・プー                                    | 2003年11月                 | 2007年3月               |                  |                                          |
| アート・パーティー                                        | 2003年                     | 2007年9月27日           |                  |                                          |
| ハロー・ボックス                                          | 2003年                     | 2007年9月27日）         |                  |                                          |
| 22世紀ファミリー〜フィルにおまかせ〜                      | 2003年2008年10月6日        | 2008年2月2008年10月26日 |                  | 第4話のみ日本未放送                      |
| ジョジョ・サーカス                                        | 不明                       | 2008年12月              | ☆                |                                          |
| バーバパパ 世界をまわる                                   | 不明                       | 2008年12月              |                  |                                          |
| リジー&Lizzie                                             | 2003年11月19日2008年9月1日 | 2008年4月2008年10月3日  |                  |                                          |
| ポストマン・パット                                        | 不明                       | 2008年4月               | ☆                |                                          |
| ローリー・ポーリー・オーリー                              | 2003年11月下旬             | 2008年6月               |                  |                                          |
| エブとフロー                                              | 不明                       | 2008年6月               |                  |                                          |
| ローマン・ブラザーズ                                      | 2003年11月18日             | 2005年不明              |                  |                                          |
| ディズニーパラダイス                                      | 不明                       | 2008年1月               |                  | [ 2 ]                                    |
| 恐竜家族                                                  | 2003年11月19日             | ?                       |                  |                                          |
| ミクロキッズ                                              | ?                          | ?                       |                  |                                          |
| ヘラクレス                                                | 2003年11月19日             | 2004年8月12日           |                  |                                          |
| ウィークエンダー                                          | 2003年11月                 | ?                       |                  |                                          |

### 2004年
| 放送作品                                                    | 放送開始日                                    | 放送終了日                                    | 放送内容                                                                           | 備考・出典                     |
| ----------------------------------------------------------- | --------------------------------------------- | --------------------------------------------- | ---------------------------------------------------------------------------------- | ------------------------------ |
| ディズニー プラチナ・ウィーク                               | 2004年5月2日                                  | 5月8日                                        |                                                                                    |                                |
| プリンセス・アワー ジャスミン特集                           | 2004年7月5日                                  | 7月9日                                        |                                                                                    |                                |
| こんばんは!プレイハウスディズニー                           | 2004年7月19日                                 | 7月23日                                       |                                                                                    |                                |
| ヘラクレスのアテネアワー                                    | 2004年8月9日                                  | 8月13日                                       |                                                                                    |                                |
| キム・ポッシブル 新作パニック                               | 2004年8月21日（1） 2004年11月5日（2）         | 2004年8月21日（1） 2004年11月5日（2）         | キム・ポッシブル:タイム・トラベル（1、2） キム・ポッシブル #47、#49、#50、#52（2） | [ 3 ] [ 4 ]                    |
| グーニーズ                                                  | 2004年8月6日                                  | 2004年8月6日                                  | ソフト版                                                                           | [ 3 ]                          |
| ザ・マペットムービーショー!                                 | 2004年8月29日                                 | 2004年8月29日                                 | マペットの宝島 エルモと毛布の大冒険                                                | [ 3 ]                          |
| ベスト・キッド                                              | 2004年8月22日                                 | 2004年8月22日                                 | ソフト版                                                                           | [ 3 ]                          |
| ハッピーバースデー！プルート                                | 2004年9月5日                                  | 2004年9月5日                                  |                                                                                    |                                |
| みんな大好き!ダックテイル                                   | 2004年9月18日                                 | 2004年9月18日                                 |                                                                                    |                                |
| ワン！ダフル101デー                                         | 2004年10月1日                                 | 2004年10月1日                                 |                                                                                    |                                |
| バーバリアン・デイブ                                        | 2004年10月4日                                 | 2007年5月                                     |                                                                                    |                                |
| マジカル・ワールド・オブ・ディズニー 名画座                 | 2004年10月10日                                | 10月16日                                      |                                                                                    |                                |
| アラビアン アドベンチャー ナイト                            | 2004年10月22日                                | 2004年10月22日                                |                                                                                    |                                |
| ハロウィーンなんかこわくない                                | 2004年10月31日                                | 2004年10月31日                                |                                                                                    |                                |
| ザ・ブック・オブ・プーがいっぱい                            | 2004年11月1日                                 | 11月5日                                       |                                                                                    |                                |
| キム・ポッシブル 新作パニック2                              | 2004年11月5日                                 | 2004年11月5日                                 |                                                                                    |                                |
| ようこそくまのプーさん！                                    | 2004年11月13日                                | 2004年11月13日                                |                                                                                    |                                |
| 新くまのプーさん                                            | 2004年11月15日                                | 2007年9月30日                                 |                                                                                    |                                |
| ミッキーのバースデーレビュー2004 ～たっぷり見せます14時間～ | 2004年11月18日                                | 2004年11月18日                                |                                                                                    | [ 4 ]                          |
| レイブンまつり 新しくってチョー大変!                        | 2004年11月22日                                | 11月26日                                      |                                                                                    | [ 4 ]                          |
| ディズニー・チャンネル クリスマススペシャル                 | 2004年12月24日                                | 25日                                          |                                                                                    |                                |
| マジカル・ワールド・オブ・ディズニー エメラルド             | 2004年12月31日 午後8時 - 2005年1月2日 午前6時 | 2004年12月31日 午後8時 - 2005年1月2日 午前6時 |                                                                                    |                                |
| ティーモ・シュプリーモ                                      | 2004年6月21日                                 |                                               |                                                                                    | 後にトゥーンディズニーでも放送 |

### 2005年
| 放送作品                                                      | 放送開始日                                   | 放送終了日                                   | 放送内容                       | トゥーンディズニーでも放送 | 備考・出典 |
| ------------------------------------------------------------- | -------------------------------------------- | -------------------------------------------- | ------------------------------ | -------------------------- | ---------- |
| ディズニー・チャンネル お正月スペシャル                       | 2005年1月2日、3日                            | 2005年1月2日、3日                            |                                |                            |            |
| ディズニー・チャンネル 成人の日スペシャル オトナ・マタタ      | 2005年1月10日                                | 2005年1月10日                                |                                |                            |            |
| ディズニー・チャンネル バレンタインデー スペシャル            | 2005年2月14日                                | 2005年2月14日                                |                                |                            |            |
| アロハ！スティッチ                                            | 2005年2月26日                                | 2005年2月26日                                |                                |                            |            |
| ジョジョとあそぼう！ ひなまつりスペシャル                     | 2005年3月1日                                 | 3月3日                                       | ジョジョ・サーカス（話数不明） |                            |            |
| もっともっとリジー！                                          | 2005年3月21日                                | 3月25日                                      | リジー&Lizzie（話数不明）      |                            |            |
| ディズニー プラチナ・ウィーク                                 | 2005年5月2日                                 | 5月8日                                       |                                |                            |            |
| ハッピーバースデー！グーフィー                                | 2005年5月25日                                | 2005年5月25日                                |                                |                            |            |
| ハッピーバースデー！ドナルドダック                            | 2005年6月9日                                 | 2005年6月9日                                 |                                |                            |            |
| アラジンのマジックランプ・ナイト                              | 2005年6月19日                                | 2005年6月19日                                |                                |                            |            |
| キム・ポッシブル 新作ドラマチック・ナイト                     | 2005年7月9日                                 | 2005年7月9日                                 |                                |                            |            |
| カリフォルニア ディズニーランド・パーク開園50周年             | 2005年7月17日                                | 2005年7月17日                                |                                |                            |            |
| ジャングルデー！                                              | 2005年8月13日                                | 2005年8月13日                                |                                |                            |            |
| メイド・フォー・ミー！ ～みんなが作るディズニー・チャンネル～ | 2005年8月21日                                | 2005年8月21日                                |                                |                            |            |
| ディズニー・オン・クラシック 2005                             | 2005年9月17日                                | 2005年9月17日                                |                                |                            |            |
| アート アタック 芸術の秋スペシャル！                          | 2005年9月24日                                | 2005年9月24日                                |                                |                            | [ 5 ]      |
| おしえて、ジョジョたいそう                                    | 2005年10月10日                               | 2005年10月10日                               | ジョジョ・サーカス（話数不明） |                            |            |
| ディズニー・ハロウィーン 魔法の3日間                          | 2005年10月29日                               | 10月31日                                     |                                |                            |            |
| キミ・ポッシブル ボク・ライトイヤー                           | 2005年11月1日                                | 11月6日                                      |                                |                            |            |
| ハッピーバースデー！ミッキーマウス                            | 2005年11月18日                               | 2005年11月18日                               |                                | 〇（2005年 - 2008年）      |            |
| ディズニー・チャンネル ニューイヤーパーティー                 | 2005年12月31日 午後1時～2006年1月2日 午前6時 | 2005年12月31日 午後1時～2006年1月2日 午前6時 |                                |                            |            |
| デニス 笑っちゃうくらい小さな大物                             | 2005年4月15日                                | 2005年4月15日                                | ソフト版                       |                            | [ 5 ]      |
| 恐竜家族                                                      |                                              |                                              |                                |                            |            |
| ザ・フィンガーズ                                              |                                              |                                              |                                |                            |            |
| ブランディ アンド Mr.ウィスカーズ                             | 2005年4月16日                                |                                              |                                | 〇                         | [ 5 ]      |

### 2006年
- ディズニー・チャンネル 花よりガールズ（2006年3月3日）
- アート アタック 新学期スペシャル!（2006年3月25日）
- レイブンまつり さらに見えちゃってチョー大変！（2006年3月27日～3月31日）
- リジー&Lizzie もっと恋、やっぱり友達スペシャル（2006年4月8日、9日）
- プラチナ・ウィーク（2006年5月1日～5月7日）
- Aly & AJ コンサート（2006年5月22日）
- こうしのコニーちゃん（2006年7月3日～2008年4月）
- ディズニー・チャンネル ビート・バケーション（2006年8月6日～8月19日）
- シンドバッド 三夜大航海（2006年9月8日～9月10日）
- ディズニー・チャンネル ハロウィーン ～サブリナ魔法の2日間～（2006年10月30日、31日）
- ディズニーパラダイス クリスマススペシャル 2006（2006年12月10日、16日、22日、24日）
- ディズニー・チャンネル ロックン・ボウル パーティー（2006年12月31日 午後8時～2007年1月2日 午前6時）

### 2007年
- ディズニー・チャンネル ゲームズ（2007年3月3日～3月11日）
- ようこそティプトンへ 夢のプレミアナイト（2007年6月16日）
- ディズニー・チャンネル ゲームズ リプレイ（2007年7月7日～7月15日）
- ディズニーパラダイス 夏のスペシャル in 宮崎（2007年8月5日、11日、20日、25日、30日）
- ディズニー・チャンネル ゲームズ（2007年9月1日、2日、8日、9日、15日、16日、22日、23日）
- ディズニー・チャンネル ミュージックパーティー2007（2007年9月23日、28日、29日、10月4日、7日）
- ハイスクール・ミュージカル2 ジャパンプレミア・ウィークエンド（2007年10月13日、14日）
- ディズニーパラダイス クリスマススペシャル 2007（2007年12月8日、16日、22日、24日）
- ハイスクール・ミュージカル 紅白歌学校（2007年12月31日）

### 2008年
- オトナゲナイト（2008年1月14日）
- リロイが来るぞ!オール試作品大集合!（2008年1月26日）
- ハイスクール・ミュージカル はじめて知りまスター!（2008年3月29日、30日）
- プーさんといっしょ たくさんのさがしもの（2008年6月8日）
- ディズニー・チャンネル ゲームズ 2008（2008年8月29日、9月5日、12日、19日、26日）
- プリコレ（2008年9月7日）
- ウォルト・ディズニー・ワールド クリスマス・パレード（2008年12月6日）
- 東京ディズニーリゾート トレジャーハント（2008年5月～2010年7月）
  - 東京ディズニーリゾート トレジャーハント クリスマススペシャル（2008年12月20日）

### 2009年
| おとぼけスティーブンス一家      | 1月5日        |         |
| スタジオDC:オールスター・ライブ | 2009年1月24日 | 5月29日 |

### 2010年
| フルハウス                                             |         |
| アリスは悩める転校生                                   | 1月26日 |
| ハウス・オブ・マウス                                   |         |
| ふたりはふたご                                         |         |
| スターズ・チョイス！ ハンナ・モンタナ ベストエピソード |         |
| ジョナス・ブラザーズ ドリーム・バックステージ          |         |
| ザ・休み時間                                           |         |
| カレイドスター（テレビ東京系）                         |         |
| さくらももこ劇場 コジコジ（TBS系、6月 - 終了時期不明） |         |
| 大正野球娘。（TBS系）                                  |         |
| バートとアーニーのだいぼうけん（2月1日 - 2011年）      |         |

### 2011年
| 放送作品                |
| ----------------------- |
| ロズウェル/星の恋人たち |
| ジョナス                |
| ジョナス in L.A.        |
| サブリナ                |

### 2012年
- 学園アリス（キッズステーション・ANIPLEX製作委員会参加、NHK）
- ひめチェン!おとぎちっくアイドル リルぷりっ（テレビ東京系）
- とっとこハム太郎 (テレビ東京系)
- 愛してるぜベイベ★★（アニマックス製作委員会参加）
- ハリー・ポッターと賢者の石（ワーナー・ブラザース映画）※映画作品
- ハリー・ポッターと秘密の部屋（ワーナー・ブラザース映画）※映画作品
- ハリー・ポッターとアズカバンの囚人（ワーナー・ブラザース映画）※映画作品

### 2021年
- シークレットアイドル ハンナ・モンタナ(2021年12月15日～18日)
- セイディ・スパークス(2021年9月5日～2022年3月22日)

### 不明
| 放送作品                                         |
| ------------------------------------------------ |
| やさいおうこくものがたり☆                        |
| ろばのトコちゃん（TROTRO）☆                      |
| こちらエミリー・ヤン                             |
| こちらダニエル・クック                           |
| ストーリータイム                                 |
| ザ・ウィグルス                                   |
| ダンス・スケッチ                                 |
| ルーとルーのこどもパトロール隊☆                  |
| バニータウン☆                                    |
| ハッピー・モンスター・バンド☆                    |
| ぼくらとおいでよ ～ワールド・アドベンチャー～☆   |
| マイキーとアル マナーをおぼえよう☆               |
| ママ・ミラベルのムービータイム☆                  |
| ウィグルス放送局                                 |
| あそぼう! イマジネーション ムーバーズ☆           |
| ほのぼの牧場のなかま                             |
| 南の島の小さな飛行機 バーディー                  |
| みんなヒーロー! 〜ヒグリータウンのなかまた ち〜☆ |
| コアラ・ブラザーズ☆                              |
| リトルペンギン                                   |
| ディズニーランド・ストーリー                     |
| ムービーサーファーズ                             |
| プーさんといっしょ/プーとティガーとミュージカル☆ |
| ザ・リプレイス 大人とりかえ作戦                  |
| ディズニー365                                    |

## 特別編成一覧

### 2003年
| 月 | 日 | タイトル                     | 編成作品 |
| -- | -- | ---------------------------- | --- |
| 11 | 18 | 開局日のスペシャルプログラム | 蒸気船ウィリー、モンスターズ・インク、奇跡の旅、ハウス・オブ・マウス 〜ミッキーとディズニーのなかまたち〜、ボーイ・ミーツ・ワールド、恐竜家族、ミクロキッズ、ガミー・ベア―の冒険、チップとデールの大作戦 レスキュー・レンジャーズ、ダックテイル、キム・ポッシブル |

### 2004年
| 月 | 日    | タイトル                                                    | 編成作品 | 備考           |
| -- | ----- | ----------------------------------------------------------- | --- | -------------- |
| 4  | 17    | クラシックミッキー ～ディズニークラシック短編集～           | ディズニー・クラシック短編集 | 12時間連続放送 |
| 4  | 29    | リロ＆スティッチ ザ・シリーズ～4話連続放送～                | リロ＆スティッチ ザ・シリーズ |                |
| 6  | 9     | ～ハッピーバースデー！ドナルドダック～                      | ディズニー・クラシック短編集 | 12時間連続放送 |
| 7  | 19-23 | こんばんは！プレイハウスディズニー                          | スタンリー、ザ・ブック・オブ・プー、ジョジョ・サーカス、ウップス！-ABC English-、ローリー・ポーリー・オーリー                       |                |
| 9  | 5     | ディズニークラシック短編集 ～ハッピーバースデー！プルート～ | ディズニー・クラシック短編集 |                |
| 9  | 18    | みんな大好き！ダックテイル                                  | ダックテイル |                |
| 11 | 18    | ミッキーのバースデーレビュー2004                            | ミッキーと豆の木、ミッキーの王子と少年、主役はミッキー！クラシック短編スペシャル、ミッキーマウス 三つの街の物語～東京・横浜・神戸～ |                |

### 2005年
| 月 | 日  | タイトル                                          | 編成作品 |
| -- | --- | ------------------------------------------------- | --- |
| 2  | 14  | ディズニー・チャンネル バレンタインデースペシャル | |
| 5  | 2-8 | ディズニープラチナ・ウィーク                      | |
| 11 | 18  | ハッピーバースデー！ミッキーマウス                | |
| 12 | 24  | ディズニー・チャンネル クリスマススペシャル       | ポップアップミッキー ～すてきなクリスマス、ナイトメアー・ビフォア・クリスマス、ハウス・オブ・マウス ～ミッキーとディズニーのなかまたち～ |

### 2006年
| 月 | 日    | タイトル                                                  | 編成作品 | 日本初放送エピソード |
| -- | ----- | --------------------------------------------------------- | --- | -------------------- |
| 1  | 22    | キム・ポッシブル 新作パニックONLINE                       | キム・ポッシブル |                      |
| 5  |       | プラチナ・ウィーク                                        | |                      |
| 6  | 3     | くまのプーさん 今日はずっと森であそぼう                   | 新くまのプーさん、くまのプーさん/完全保存版、くまのプーさん クリストファー・ロビンを探せ！、ティガームービー プーさんの贈りもの、くまのプーさん ルーの楽しい春の日、くまのプーさんザ・ムービー はじめまして、ランピー！                                            |                      |
| 6  | 25    | こうしのコニーちゃん 先行放送                             | こうしのコニーちゃん |                      |
| 7  | 17    | オハナ・カーニバル                                        | リロ アンド スティッチ ザ・シリーズ | （4エピソード）      |
| 10 | 31    | ディズニー ハロウィーン特集                               | ナイトメアー・ビフォア・クリスマス |                      |
| 11 | 18    | ハッピーバースデー！ミッキーマウス                        | ミッキーマウス クラブハウス、ディズニークラシック短編集 |                      |
| 12 | 24-25 | マジカル・ワールド・オブ・ディズニー クリスマススペシャル | ベリー・ベリークリスマス、サンタクロース・ブラザーズ、ジミニー・クリケットのクリスマス、ディズニーパラダイス クリスマススペシャル2006、くまのプーさんみんなのクリスマス、ミッキーのクリスマスの贈りもの、ミッキーのマジカル・クリスマス/雪の日のゆかいなパーティー |                      |

### 2007年
| 月 | 日  | タイトル                                                   | 編成作品 |
| -- | --- | ---------------------------------------------------------- | --- |
| 4  | 29- | プラチナ・ウィーク                                         | リロ＆ステッチ2、わんわん物語、トイ・ストーリー2、リトル・マーメイド、ブラザー・ベア2、スパイダー マン 激情の激闘 |
| 5  | 1-5 | プラチナ・ウィーク                                         | リロ＆ステッチ2、わんわん物語、トイ・ストーリー2、リトル・マーメイド、ブラザー・ベア2、スパイダー マン 激情の激闘 |
| 7  | 22  | プーさんといっしょに、マジカル・ワールド・オブ・ディズニー | プーさんといっしょ                                                                                                |
| 8  | 3   | キム・ポッシブル 真夏の新作パニック                        | キム・ポッシブル                                                                                                  |
| 11 | 18  | ハッピーバースデー！ミッキーマウス                         | ミッキーマウス クラブハウス、ミッキー、ドナルド、グーフィーの三銃士                                               |
| 12 | 22- | 冬休み特別編成                                             | |

### 2008年
| 月 | 日    | タイトル                                                                               | 編成作品 | 日本初放送エピソード | 備考             |
| -- | ----- | -------------------------------------------------------------------------------------- | --- | -------------------- | ---------------- |
| 1  | 1-6   | 冬休み特別編成                                                                         | |                      |                  |
| 2  | 14    | バレンタイン特別編成                                                                   | サブリナ、コーリー ホワイトハウスでチョー大変！、スイート・ライフ |                      |                  |
| 2  | 14    | バレンタイン特別編成                                                                   | シークレット・アイドル ハンナ・モンタナ | #31                  |                  |
| 2  | 14    | バレンタイン特別編成                                                                   | シンデレラⅢ 戻された時計の針 | 本編                 |                  |
| 3  | 14    | キム・ポッシブル 卒業パニック                                                          | キム・ポッシブル |                      |                  |
| 4  | 18    | ウィザードになる前のウィザードたち                                                     | レイブン 見えちゃってチョー大変！、ジョニー・カパハラ 究極のビッグ・ウェーブ |                      |                  |
| 4  | 18    | ウィザードになる前のウィザードたち                                                     | シークレット・アイドル ハンナ・モンタナ | #34                  |                  |
| 4  | 18    | ウィザードになる前のウィザードたち                                                     | ウェイバリー通りのウィザードたち | #1                   |                  |
| 4  | 29-30 | プラチナ・ウィーク                                                                     | リロ アンド スティッチ ザ・シリーズ、ファイアボール、キム・ポッシブル、放課後探偵クラブ、サブリナ、スイート・ライフ、シークレット・アイドル ハンナ・モンタナ |                      |                  |
| 4  | 29    | プラチナ・ウィーク                                                                     | ターザン2、カンフー・プリンセス ウェンディ・ウー、モンスターズ・インク |                      |                  |
| 4  | 30    | プラチナ・ウィーク                                                                     | ブラザー・ベア２、ハロウィーンタウン４ ウィッチ大学へようこそ、ウェイバリー通りのウィザードたち、ジャングル・ブック |                      |                  |
| 5  | 2     | プラチナ・ウィーク                                                                     | ベイブ 都会へ行く |                      |                  |
| 5  | 3     | プラチナ・ウィーク                                                                     | ポカホンタス |                      |                  |
| 5  | 3     | プラチナ・ウィーク                                                                     | アトランティス／失われた帝国 | 本編                 |                  |
| 5  | 4     | プラチナ・ウィーク                                                                     | シンドバッド ７つの海の伝説 | 本編                 |                  |
| 5  | 5     | プラチナ・ウィーク                                                                     | アイアン・ジャイアント | 本編                 |                  |
| 5  | 6     | プラチナ・ウィーク                                                                     | カーズ、ハンナ・モンタナ ライブ・イン・ロンドン | 本編                 |                  |
| 5  | 23    | タイムマシン大作戦を見るための大作戦                                                   | コーリー ホワイトハウスでチョー大変！ | #25                  |                  |
| 5  | 23    | タイムマシン大作戦を見るための大作戦                                                   | シークレット・アイドル ハンナ・モンタナ | #36                  |                  |
| 5  | 23    | タイムマシン大作戦を見るための大作戦                                                   | タイムマシン大作戦 | 本編                 |                  |
| 6  | 8     | プーさんといっしょ たくさんのさがしもの                                                | プーさんといっしょ |                      |                  |
| 6  | 26-29 | キマった！スティッチ・デー                                                             | リロ＆スティッチ2、リロイ＆スティッチ、リロ アンド スティッチ ザ・シリーズ |                      |                  |
| 6  | 27    | キマった！スティッチ・デー                                                             | リロ＆スティッチ |                      | チャンネル初放送 |
| 7  | 14    | めずらしいいきもの図鑑                                                                 | キム・ポッシブル |                      |                  |
| 7  | 14    | めずらしいいきもの図鑑                                                                 | フィニアスとファーブ | #10                  |                  |
| 7  | 28-31 | ビート・バケーション                                                                   | シークレット・アイドル ハンナ・モンタナ |                      |                  |
| 7  | 28    | ビート・バケーション                                                                   | サブリナ、チアガールズ |                      |                  |
| 7  | 28,30 | ビート・バケーション                                                                   | コーリー ホワイトハウスでチョー大変！ |                      |                  |
| 7  | 29    | ビート・バケーション                                                                   | カデット・ケリー |                      |                  |
| 7  | 29,31 | ビート・バケーション                                                                   | ライフ with デレク、おとぼけスティーブンス一家 |                      |                  |
| 7  | 30    | ビート・バケーション                                                                   | レイブン 見えちゃってチョー大変！、チーター・ガールズ |                      |                  |
| 7  | 31    | ビート・バケーション                                                                   | チーター・ガールズ２ |                      |                  |
| 8  | 1     | ビート・バケーション                                                                   | ウェイバリー通りのウィザードたち、コーリー ホワイトハウスでチョー大変！、シークレット・アイドル ハンナ・モンタナ |                      |                  |
| 8  | 1     | ビート・バケーション                                                                   | キャンプ・ロック | 本編                 |                  |
| 8  | 2     | ビート・バケーション                                                                   | サブリナ、レイブン 見えちゃってチョー大変！ |                      |                  |
| 8  | 2     | ビート・バケーション                                                                   | ジョナス・ブラザーズ コンサート、キャンプ・ロック ～英語歌詞付 | 本編                 |                  |
| 8  | 2     | ビート・バケーション                                                                   | シークレット・アイドル ハンナ・モンタナ | #43                  |                  |
| 8  | 3     | ビート・バケーション                                                                   | ハイスクール・ミュージカル ～英語歌詞付、ハイスクール・ミュージカル コンサート、ハイスクール・ミュージカル２ ～英語歌詞付 |                      |                  |
| 8  | 3     | ビート・バケーション                                                                   | スイート・ライフ | #74                  |                  |
| 9  | 7     | プリコレ                                                                               | リロ＆スティッチ、リロ アンド スティッチ ザ・シリーズ、リロ＆スティッチ２ |                      |                  |
| 10 | 3-5   | ひつじのショーン 特別先行放送                                                          | ひつじのショーン | #1-3                 |                  |
| 10 | 3     | ひつじのショーン 特別先行放送                                                          | ウォレスとグルミット／チーズ・ホリデー | 本編                 |                  |
| 10 | 4     | ひつじのショーン 特別先行放送                                                          | ウォレスとグルミット／ペンギンに気をつけろ！ | 本編                 |                  |
| 10 | 5     | ひつじのショーン 特別先行放送                                                          | ウォレスとグルミット／危機一髪！ | 本編                 |                  |
| 10 | 27-31 | ディズニー・チャンネル ハロウィーン 魔法じかけの夜                                     | ウェイバリー通りのウィザードたち、サブリナ |                      |                  |
| 10 | 27    | ディズニー・チャンネル ハロウィーン 魔法じかけの夜                                     | 魔女っこツインズ |                      |                  |
| 10 | 28    | ディズニー・チャンネル ハロウィーン 魔法じかけの夜                                     | 魔女っこツインズ2 | 本編                 |                  |
| 10 | 29    | ディズニー・チャンネル ハロウィーン 魔法じかけの夜                                     | サブリナ麗しの魔女inローマの休日 |                      |                  |
| 10 | 30    | ディズニー・チャンネル ハロウィーン 魔法じかけの夜                                     | サブリナ麗しの魔女inグレートバリアリーフの休日 |                      |                  |
| 10 | 31    | ディズニー・チャンネル ハロウィーン 魔法じかけの夜                                     | ナイトメアー・ビフォア・クリスマス |                      |                  |
| 11 | 18    | ハッピーバースデー！ミッキーマウス                                                     | ミッキーマウス クラブハウス | #39-40               |                  |
| 11 | 18    | ハッピーバースデー！ミッキーマウス                                                     | ハウス・オブ・マウス |                      |                  |
| 11 | 22    | ディズニー・チャンネル 開局５周年記念放送 特別先行放送 スティッチ!イチャリバチョーデー | スティッチ！ |                      |                  |
| 11 | 22    | ディズニー・チャンネル 開局５周年記念放送                                              | パイレーツ・オブ・カリビアン 呪われた海賊たち |                      |                  |
| 11 | 29    | ディズニー・チャンネル 開局５周年記念放送                                              | パイレーツ・オブ・カリビアン デッドマンズ・チェスト | 本編                 |                  |
| 12 | 23    | クリスマス特別編成                                                                     | ウォルト・ディズニー・ワールド クリスマス・パレード、リトル・マーメイド、ミッキーのクリスマス・キャロル、E．T．、東京ディズニーリゾート トレジャーハント クリスマススペシャル、ファインディング・ニモ、パイレーツ・オブ・カリビアン 呪われた海賊たち、パイレーツ・オブ・カリビアン デッドマンズ・チェスト |                      |                  |
| 12 | 31    | チーター・ガールズ うたって、おどって、ナマステ                                        | チーター・ガールズ3 in インド、チーター・ガールズ ライブ・イン・マドリッド |                      |                  |
| 12 | 31    | チーター・ガールズ うたって、おどって、ナマステ                                        | チーター・ガールズが選ぶ今年のTOP3 エピソード、ハンナ・モンタナ ライブ・イン・ロンドン、ジョナス・ブラザーズ コンサート、ハイスクール・ミュージカル コンサート |                      |                  |

### 2009年
| 月 | 日    | タイトル                                                            | 編成作品 | 日本初放送エピソード                                           | 備考                                                        |
| -- | ----- | ------------------------------------------------------------------- | --- | -------------------------------------------------------------- | ----------------------------------------------------------- |
| 1  |       | ディズニー・チャンネル 開局5周年記念放送                            | バグズ・ライフ、ダンボ、おしゃれキャット |                                                                |                                                             |
| 1  | 24    | スイート・ライフ 全員出航                                           | スイート・ライフ オン・クルーズ |                                                                |                                                             |
| 1  | 31    | ハイスクール・ミュージカル／ザ・ムービー 公開直前 特別集中講座      | ハイスクール・ミュージカル、ハイスクール・ミュージカル2 |                                                                |                                                             |
| 2  | 12    | バレンタイン特別編成                                                | シンデレラIII 戻された時計の針 |                                                                |                                                             |
| 2  | 13    | バレンタイン特別編成                                                | リトル・マーメイド |                                                                |                                                             |
| 2  | 14    | ディズニー・チャンネル バレンタイン ときめきウィザード イキナリ王女 | プリティ・プリンセス、ウェイバリー通りのウィザードたち |                                                                |                                                             |
| 2  | 28    | フィニアスとファーブのクイズ！変わったカモ？                        | フィニアスとファーブ |                                                                |                                                             |
| 3  | 9     | ミッキーとマニー ツールがいっぱい                                   | ミッキーマウス クラブハウス |                                                                |                                                             |
| 3  | 9     | ミッキーとマニー ツールがいっぱい                                   | おたすけマニー | #52                                                            |                                                             |
| 3  | 27    | あんなモンタナ こんなモンタナ                                       | シークレット・アイドル ハンナ・モンタナ | #57-58                                                         |                                                             |
| 3  | 27    | あんなモンタナ こんなモンタナ                                       | マイリー・サイラス ライブ・イン・ベルリン | 本編                                                           |                                                             |
| 3  | 30-31 | スティッチ！イザヨイ・ウィーク                                      | スティッチ！ |                                                                |                                                             |
| 4  | 1-5   | スティッチ！イザヨイ・ウィーク                                      | スティッチ！ |                                                                |                                                             |
| 4  | 24    | ディズニー／ピクサー魔法のしくみ                                    | ピクサー･ストーリー～スタジオの軌跡 | 本編                                                           |                                                             |
| 4  | 25    | ディズニー／ピクサー魔法のしくみ                                    | ピクサー短編集： パート1 | 本編                                                           |                                                             |
| 4  | 25    | ディズニー／ピクサー魔法のしくみ                                    | トイ・ストーリー、バグズ・ライフ |                                                                |                                                             |
| 4  | 26    | ディズニー／ピクサー魔法のしくみ                                    | ピクサー短編集： パート2 | 本編                                                           |                                                             |
| 4  | 26    | ディズニー／ピクサー魔法のしくみ                                    | Mr.インクレディブル | 本編                                                           |                                                             |
| 4  | 26    | ディズニー／ピクサー魔法のしくみ                                    | ピクサー･ストーリー～スタジオの軌跡 |                                                                |                                                             |
| 5  | 6     | ウォレスとグルミット 一挙放送                                       | ひつじのショーン、ウォレスとグルミット／チーズ・ホリデー、ウォレスとグルミット／ペンギンに気をつけろ！、ウォレスとグルミット／危機一髪！ |                                                                |                                                             |
| 5  | 6     | ウォレスとグルミット 一挙放送                                       | ウォレスとグルミット 野菜畑で大ピンチ！ | 本編                                                           |                                                             |
| 5  | 11    | プレイハウスディズニー うたっておどろう げつようび                  | ミッキーマウス クラブハウス、プーさんといっしょ、Hello！オズワルド |                                                                |                                                             |
| 5  | 29    | ディズニー・チャンネル スター プレミア・フライデー                  | シークレット・アイドル ハンナ・モンタナ | #67                                                            |                                                             |
| 5  | 29    | ディズニー・チャンネル スター プレミア・フライデー                  | スイート・ライフ オン・クルーズ | #12                                                            |                                                             |
| 5  | 29    | ディズニー・チャンネル スター プレミア・フライデー                  | ウェイバリー通りのウィザードたち | #27                                                            |                                                             |
| 5  | 29    | ディズニー・チャンネル スター プレミア・フライデー                  | サニー with チャンス | #1                                                             |                                                             |
| 5  | 29    | ディズニー・チャンネル スター プレミア・フライデー                  | スタジオＤＣ：オールスター・ライブ | #2                                                             |                                                             |
| 5  | 29    | ディズニー・チャンネル スター プレミア・フライデー                  | キャンプ・ロック ～とびだす解説付 | 本編                                                           |                                                             |
| 6  | 26    | めんそーれ！スティッチ・デー                                        | スティッチ！ | #26                                                            | 世界初放送                                                  |
| 6  | 26    | めんそーれ！スティッチ・デー                                        | 「スティッチ！」みんなが選ぶ「６つのイイコト・ランキング」、スティッチ・オン・ステージ in 長崎 |                                                                |                                                             |
| 7  | 11    | 追跡！トラブルコンビ                                                | スイート・ライフ オン・クルーズ | #15,17                                                         |                                                             |
| 7  | 11    | 追跡！トラブルコンビ                                                | 新・王子と少年 | 本編                                                           |                                                             |
| 7  | 12    | 追跡！トラブルコンビ                                                | フィニアスとファーブ | #27-28                                                         |                                                             |
| 7  | 12    | 追跡！トラブルコンビ                                                | ピート・ザ・チキン～僕は超人気セレブ！ | 本編                                                           |                                                             |
| 8  | 7     | プリンセス・フィーバー                                              | シンデレラ・ストーリー |                                                                | チャンネル初放送                                            |
| 8  | 8     | プリンセス・フィーバー                                              | リトル・マーメイド III／はじまりの物語 | 本編                                                           |                                                             |
| 8  | 14    | プリンセス・フィーバー                                              | ロイヤル・セブンティーン |                                                                | チャンネル初放送                                            |
| 8  | 15    | プリンセス・フィーバー                                              | プリンセス・プロテクション・プログラム | 本編                                                           |                                                             |
| 9  | 13    | ジョナス ぼくらのドラマ宣言                                         | ジョナス |                                                                | 先行放送                                                    |
| 9  | 13    | ジョナス ぼくらのドラマ宣言                                         | ウェイバリー通りのウィザードたち、スイート・ライフ オン・クルーズ、シークレット･アイドル ハンナ・モンタナ |                                                                |                                                             |
| 10 | 12    | ウェイバリー通りのプレミア・パーティー                              | ウェイバリー通りのウィザードたち |                                                                | アレックス役のセレーナ・ゴメスが選ぶベストエピソード        |
| 10 | 13    | ウェイバリー通りのプレミア・パーティー                              | ウェイバリー通りのウィザードたち |                                                                | ジャスティン役のデヴィッド・ヘンリーが選ぶベストエピソード  |
| 10 | 14    | ウェイバリー通りのプレミア・パーティー                              | ウェイバリー通りのウィザードたち |                                                                | マックス役のジェイク・T・オースティンが選ぶベストエピソード |
| 10 | 15    | ウェイバリー通りのプレミア・パーティー                              | ウェイバリー通りのウィザードたち |                                                                | ハーパー役のジェニファー・ストーンが選ぶベストエピソード    |
| 10 | 16    | ウェイバリー通りのプレミア・パーティー                              | ウェイバリー通りのウィザードたち | #40,42、「ウィザードvsヴァンパイア～ウェイバリー通りの戦い～」 |                                                             |
| 10 | 24    | ディズニー・チャンネル ハロウィーン                                 | ミッキーの悪いやつには負けないぞ！、くまのプーさん ランピーとぶるぶるオバケ |                                                                | チャンネル初放送                                            |
| 10 | 24    | ディズニー・チャンネル ハロウィーン                                 | リトル・アインシュタイン、ミッキーマウス クラブハウス、おたすけマニー、プーさんといっしょ、リロ アンド スティッチ ザ・シリーズ、キム・ポッシブル、フィニアスとファーブ、ホーカス ポーカス、ライフ with デレク、シークレット・アイドル ハンナ・モンタナ、ウェイバリー通りのウィザードたち、サブリナ、ナイトメアー・ビフォア・クリスマス、ホーンテッドマンション |                                                                |                                                             |
| 11 | 18    | ハッピーバースデー！ミッキーマウス                                  | ミッキーマウス クラブハウス、ミッキーのマウスケたいそう、ハウス・オブ・マウス ～ミッキーとディズニーのなかまたち～、ミッキー、ドナルド、グーフィーの三銃士、ディズニーランド・ストーリー |                                                                |                                                             |
| 11 | 21    | マジカル・ワールド・オブ・ディズニー 冬の特別放送                   | ピノキオ |                                                                |                                                             |
| 11 | 28    | マジカル・ワールド・オブ・ディズニー 冬の特別放送                   | チャーリーとチョコレート工場 |                                                                |                                                             |
| 12 | 5     | マジカル・ワールド・オブ・ディズニー 冬の特別放送                   | パイレーツ・オブ・カリビアン 呪われた海賊たち |                                                                |                                                             |
| 12 | 12    | マジカル・ワールド・オブ・ディズニー 冬の特別放送                   | パイレーツ・オブ・カリビアン デッドマンズ・チェスト |                                                                |                                                             |
| 12 | 19    | マジカル・ワールド・オブ・ディズニー 冬の特別放送                   | パイレーツ・オブ・カリビアン ワールド・エンド |                                                                |                                                             |
| 12 | 7-12  | スティッチ！謎の新作大襲来！                                        | |                                                                |                                                             |
| 12 | 23    | クリスマス ムービーマラソン                                         | |                                                                |                                                             |
| 12 | 31    | 年忘れタイムマシン・パーティー！                                    | ハイスクール・ミュージカル、ハイスクール・ミュージカル2、キャンプ・ロック、プリンセス・プロテクション・プログラム、チーター・ガールズ3 in インド |                                                                |                                                             |

### 2010年
| 月 | 日     | タイトル                                                          | 編成作品 | 日本初放送エピソード                                                        | 備考                       |
| -- | ------ | ----------------------------------------------------------------- | --- | --------------------------------------------------------------------------- | -------------------------- |
| 1  | 25     | 「ジャングル･ジャンクション」スタートスペシャル                   | ミッキーマウス クラブハウス | #48                                                                         |                            |
| 1  | 25     | 「ジャングル･ジャンクション」スタートスペシャル                   | おたすけマニー | #65                                                                         |                            |
| 1  | 25     | 「ジャングル･ジャンクション」スタートスペシャル                   | プーさんといっしょ | #44                                                                         |                            |
| 1  | 25     | 「ジャングル･ジャンクション」スタートスペシャル                   | ジャングル･ジャンクション | #1                                                                          |                            |
| 2  | 1-11   | 映画公開記念！ハンナ・モンタナ特別放送                            | シークレット・アイドル ハンナ・モンタナ |                                                                             |                            |
| 2  | 12     | ハンナ・モンタナ ザ・ムービー公開直前！シークレット・スクリーン   | スイート・ライフ オン・クルーズ | #22                                                                         |                            |
| 2  | 12     | ハンナ・モンタナ ザ・ムービー公開直前！シークレット・スクリーン   | ウェイバリー通りのウィザードたち | #44                                                                         |                            |
| 2  | 12     | ハンナ・モンタナ ザ・ムービー公開直前！シークレット・スクリーン   | サニー with チャンス | #13                                                                         |                            |
| 2  | 12     | ハンナ・モンタナ ザ・ムービー公開直前！シークレット・スクリーン   | ジョナス | #10                                                                         |                            |
| 2  | 12     | ハンナ・モンタナ ザ・ムービー公開直前！シークレット・スクリーン   | シークレット・アイドル ハンナ・モンタナ | 「彼なのかもしれない」                                                      |                            |
| 2  | 27     | フィニアスとファーブ みんなでえらぶ！ベストソングカウントダウン   | フィニアスとファーブ | #37-38                                                                      |                            |
| 3  | 19     | ウェイバリー通りのウィザードたち／ザ・ムービー プレミア・ナイト   | ウェイバリー通りのウィザードたち | #51                                                                         | プレゼントキャンペーン実施 |
| 3  | 19     | ウェイバリー通りのウィザードたち／ザ・ムービー プレミア・ナイト   | ウェイバリー通りのウィザードたち/ザ・ムービー | 本編                                                                        | プレゼントキャンペーン実施 |
| 3  | 27-28  | スティッチ！イチャリバケーション                                  | スティッチ！ |                                                                             |                            |
| 4  | 3-4,10 | スティッチ！イチャリバケーション                                  | スティッチ！ |                                                                             |                            |
| 4  | 11     | スティッチ！イチャリバケーション                                  | スティッチ！ | #39                                                                         |                            |
| 4  | 16     | ディズニー/ピクサー ダイナマジック・ムービー                      | ピクサー・ストーリー〜スタジオの軌跡、ピクサー短編集 パート1 |                                                                             | プレゼントキャンペーン実施 |
| 4  | 17     | ディズニー/ピクサー ダイナマジック・ムービー                      | カーズ トゥーン | 「メーターの東京レース」                                                    | プレゼントキャンペーン実施 |
| 4  | 17     | ディズニー/ピクサー ダイナマジック・ムービー                      | レミーのおいしいレストラン | 本編                                                                        | プレゼントキャンペーン実施 |
| 4  | 23     | ディズニー/ピクサー ダイナマジック・ムービー                      | トイ・ストーリー2、ピクサー短編集 パート2 |                                                                             | プレゼントキャンペーン実施 |
| 4  | 24     | ディズニー/ピクサー ダイナマジック・ムービー                      | カーズ トゥーン | 「UFM未確認飛行メーター」                                                   | プレゼントキャンペーン実施 |
| 4  | 24     | ディズニー/ピクサー ダイナマジック・ムービー                      | ウォーリー | 本編                                                                        | プレゼントキャンペーン実施 |
| 5  | 1      | ディズニー・アニメーション ムービー・フェスティバル               | くまのプーさん クリストファー・ロビンを探せ! |                                                                             |                            |
| 5  | 2      | ディズニー・アニメーション ムービー・フェスティバル               | くまのプーさん/完全保存版 |                                                                             |                            |
| 5  | 3      | ディズニー・アニメーション ムービー・フェスティバル               | くまのプーさん ランピーとぶるぶるオバケ |                                                                             |                            |
| 5  | 4      | ディズニー・アニメーション ムービー・フェスティバル               | くまのプーさん ルーの楽しい春の日 |                                                                             |                            |
| 5  | 5      | ディズニー・アニメーション ムービー・フェスティバル               | くまのプーさん/完全保存版II, ピグレット・ムービー |                                                                             |                            |
| 5  | 6      | ディズニー・アニメーション ムービー・フェスティバル               | 王様の剣 |                                                                             |                            |
| 5  | 7      | ディズニー・アニメーション ムービー・フェスティバル               | バンビ |                                                                             |                            |
| 5  | 8      | ディズニー・アニメーション ムービー・フェスティバル               | ピーター・パン |                                                                             |                            |
| 5  | 9      | ディズニー・アニメーション ムービー・フェスティバル               | ロビンフッド |                                                                             |                            |
| 5  | 10     | ディズニー・アニメーション ムービー・フェスティバル               | リロ&スティッチ |                                                                             |                            |
| 5  | 11     | ディズニー・アニメーション ムービー・フェスティバル               | リロ&スティッチ2 |                                                                             |                            |
| 5  | 12     | ディズニー・アニメーション ムービー・フェスティバル               | スティッチ!ザ・ムービー |                                                                             |                            |
| 5  | 13     | ディズニー・アニメーション ムービー・フェスティバル               | リロイ&スティッチ |                                                                             |                            |
| 5  | 14     | ディズニー・アニメーション ムービー・フェスティバル               | レミーのおいしいレストラン |                                                                             |                            |
| 5  | 19     | ディズニー・アニメーション ムービー・フェスティバル               | ムーラン |                                                                             |                            |
| 5  | 20     | ディズニー・アニメーション ムービー・フェスティバル               | ムーラン 2 |                                                                             |                            |
| 5  | 21     | ディズニー・アニメーション ムービー・フェスティバル               | リトル・マーメイド III/はじまりの物語 |                                                                             |                            |
| 5  | 22     | ディズニー・アニメーション ムービー・フェスティバル               | シンデレラ |                                                                             |                            |
| 5  | 23     | ディズニー・アニメーション ムービー・フェスティバル               | 白雪姫 |                                                                             |                            |
| 5  | 28     | ディズニー・アニメーション ムービー・フェスティバル               | ウォーリー |                                                                             |                            |
| 6  | 7-11   | ハンナ・モンタナ なりきりプレイリスト                             | シークレット・アイドル ハンナ・モンタナ | #82                                                                         |                            |
| 6  | 25     | サニー with チャドさま                                            | スターにアイ・ラブ・ユー | 本編                                                                        |                            |
| 6  | 25     | サニー with チャドさま                                            | サニー with チャンス |                                                                             |                            |
| 7  | 19     | 新ドラマ発見!大航海だよティプトン号                               | スイート・ライフ オン・クルーズ | 『救命ボートの反乱』                                                        |                            |
| 7  | 19     | 新ドラマ発見!大航海だよティプトン号                               | グッドラック・チャーリー | #1                                                                          |                            |
| 7  | 31     | ハンナ・モンタナ "さよならマイリー!?"                             | シークレット・アイドル ハンナ・モンタナ |                                                                             | シーズン3最終              |
| 8  | 1,8,15 | スティッチ!ザ・ファイナル・カーニバル                             | スティッチ! |                                                                             |                            |
| 8  | 7      | フィニアスとファーブのクイズ！変わったカモ？2                     | フィニアスとファーブ |                                                                             |                            |
| 8  | 27     | スターズ・チョイス!ハンナ・モンタナ ベストエピソード              | シークレット・アイドル ハンナ・モンタナ |                                                                             |                            |
| 10 | 4      | ディズニー・チャンネル ハロウィーン                               | |                                                                             |                            |
| 10 | 11-16  | ディズニー・チャンネル ロック・オン・スターズ                     | |                                                                             |                            |
| 10 | 30,31  | でたあ！ウェイバリー通りのびっくりハロウィーン！                  | ウェイバリー通りのウィザードたち | #64-65、「ウェイバリー通りのウィザードたち／ザ・ムービー ～とびだす解説付」 |                            |
| 11 | 7      | 「ハンナ・モンタナ フォーエバー」“いつまでも忘れない”プレミア放送 | ハンナ・モンタナ フォーエバー | 「ハンナ・モンタナ フォーエバー」 “いつまでも忘れない”                      |                            |
| 11 | 12     | おめでとう！チャーリーのバースデー・アルバム                      | グッドラック・チャーリー | #9                                                                          |                            |
| 11 | 12     | おめでとう！チャーリーのバースデー・アルバム                      | スイート16 ～キャンドルに願いを | 本編                                                                        |                            |
| 11 | 18     | ハッピーバースデー！ミッキーマウス                                | ミッキーマウス クラブハウス | 「ミッキーマウス クラブハウス／ロードラリー」                               |                            |
| 11 | 18     | ハッピーバースデー！ミッキーマウス                                | ミッキーのびっくりどうぶつ | #1-2                                                                        |                            |
| 11 | 18     | ハッピーバースデー！ミッキーマウス                                | ミッキーマウスケたいそう、ディズニー・コメディ・タイム、東京ディズニーリゾート My マップ！、ミッキー、ドナルド、グーフィーの三銃士 |                                                                             |                            |
| 11 | 27     | ジョナス in L.A. ぼくらの引越しパーティー                         | サニー with チャンス | “Sonny with a Secret”                                                       |                            |
| 11 | 27     | ジョナス in L.A. ぼくらの引越しパーティー                         | ジョナス in L.A. | #2                                                                          |                            |
| 11 | 27     | ジョナス in L.A. ぼくらの引越しパーティー                         | キャンプ・ロック２ ファイナルジャム | 本編                                                                        |                            |
| 12 | 3      | ディズニー・チャンネル クリスマス                                 | おたすけマニー | #78                                                                         |                            |
| 12 | 3      | ディズニー・チャンネル クリスマス                                 | メイシー | #97-98                                                                      |                            |
| 12 | 3      | ディズニー・チャンネル クリスマス                                 | ジャングル・ジャンクション | #19                                                                         |                            |
| 12 | 3      | ディズニー・チャンネル クリスマス                                 | ワード・ワールド | #49                                                                         |                            |
| 12 | 3      | ディズニー・チャンネル クリスマス                                 | スティッチ！ | #36                                                                         |                            |
| 12 | 3      | ディズニー・チャンネル クリスマス                                 | ウェイン＆ラニー クリスマスを守れ！ | 本編                                                                        |                            |
| 12 | 3      | ディズニー・チャンネル クリスマス                                 | ミッキーマウス クラブハウス/マジックきかんしゃ、リロ アンド スティッチ ザ・シリーズ、ラマだった王様 学校へ行こう！、オリビア、キム・ポッシブル、プーさんといっしょ／スーパー探偵団（たんていだん）のクリスマス・ムービー                   |                                                                             |                            |
| 12 | 10     | ネバーランド・ムービーズ                                          | ティンカー・ベル |                                                                             | プレゼントキャンペーン実施 |
| 12 | 11     | ネバーランド・ムービーズ                                          | ピーター・パン |                                                                             | プレゼントキャンペーン実施 |
| 12 | 12     | ネバーランド・ムービーズ                                          | ピーター・パン2 ネバーランドの秘密 |                                                                             | プレゼントキャンペーン実施 |
| 12 | 23     | クリスマス・ホリデー ムービーマラソン                             | ポップアップ ミッキー ～すてきなクリスマス、ティンカー・ベル、ピーター・パン、ピーター・パン2 ネバーランドの秘密、サンタ・バディーズ ～小さな5匹の大冒険～、ウェイン＆ラニー クリスマスを守れ！、アイス・エイジ、アイス・エイジ2、グリンチ |                                                                             |                            |
| 12 | 27-31  | ディズニー・チャンネル 冬休み特別編成                             | |                                                                             |                            |
| 12 | 31     | ディズニー・チャンネル 冬休み特別編成                             | プリンセス・プロテクション・プログラム |                                                                             |                            |

### 2011年
| 月 | 日                                        | タイトル                                                                     | 編成作品 | 日本初放送エピソード                                               | 備考                                    |
| -- | ----------------------------------------- | ---------------------------------------------------------------------------- | --- | ------------------------------------------------------------------ | --------------------------------------- |
| 1  | 4-8                                       | スティッチ!ずっと最高のトモダチ 思い出チャンプルー                           | スティッチ!～ずっと最高のトモダチ～ |                                                                    | 連続放送#1-8                            |
| 1  | 15                                        | おひろめ！プレイハウスディズニー ぞうのババール バドゥのだいぼうけん先行放送 | ぞうのババール ～バドゥのだいぼうけん～ | #1                                                                 | 先行放送                                |
| 1  | 15                                        | おひろめ！プレイハウスディズニー ぞうのババール バドゥのだいぼうけん先行放送 | プーさんといっしょ |                                                                    |                                         |
| 1  | 15                                        | くまのプーさん 森の映画館                                                    | くまのプーさん／完全保存版 |                                                                    |                                         |
| 1  | 16                                        | くまのプーさん 森の映画館                                                    | くまのプーさん クリストファー・ロビンを探せ！ |                                                                    |                                         |
| 1  | 22                                        | くまのプーさん 森の映画館                                                    | ティガームービー プーさんの贈りもの |                                                                    |                                         |
| 1  | 23                                        | くまのプーさん 森の映画館                                                    | くまのプーさん／完全保存版II,ピグレット・ムービー |                                                                    |                                         |
| 1  | 29                                        | くまのプーさん 森の映画館                                                    | くまのプーさん ルーの楽しい春の日 |                                                                    |                                         |
| 1  | 30                                        | くまのプーさん 森の映画館                                                    | くまのプーさん ザ・ムービーはじめまして、ランピー！ |                                                                    |                                         |
| 1  | 28                                        | マニーとツールズ おおいそがしのきんようび                                    | おたすけマニー | 「おたすけマニー／マニーのおおしごと」                             |                                         |
| 1  | 28                                        | マニーとツールズ おおいそがしのきんようび                                    | アート・クリック、マニーのツール・スクール、パズル・プラス |                                                                    |                                         |
| 2  | 5                                         | おひろめ！プレイハウスディズニー リサとガスパール先行放送                    | リサとガスパール | 「リサとガスパール／リサのいもうと」                               |                                         |
| 2  | 7-11                                      | スティッチ&エンジェル 恋するエイリアン・ウィーク                             | スティッチ！ | #40                                                                |                                         |
| 2  | 7-11                                      | スティッチ&エンジェル 恋するエイリアン・ウィーク                             | リロ アンド スティッチ ザ・シリーズ、スティッチ！～ずっと最高のトモダチ～ |                                                                    |                                         |
| 2  | 4                                         | ウィザ金！！！                                                               | ウェイバリー通りのウィザードたち | #75-76                                                             |                                         |
| 2  | 11                                        | ウィザ金！！！                                                               | ウェイバリー通りのウィザードたち | #77-78                                                             |                                         |
| 2  | 18                                        | ウィザ金！！！                                                               | ウェイバリー通りのウィザードたち | 「ウェイバリー通りのウィザードたち／メイスンを救い出せ」、#81      |                                         |
| 2  | 19                                        | フィニアスとファーブの汗かきお絵かき大作戦                                   | フィニアスとファーブ | 「フィニアスとファーブ／夏はキミのもの！」                         |                                         |
| 3  | 5                                         | おひろめ！プレイハウスディズニー オリビア 新エピソード                       | オリビア | #52                                                                |                                         |
| 3  | 19                                        | ハンナが歌エバー・みんなで踊らナイト！                                       | ハンナ・モンタナ フォーエバー | #11                                                                |                                         |
| 3  | 19                                        | ハンナが歌エバー・みんなで踊らナイト！                                       | シェキラ！ | #1                                                                 | 先行放送                                |
| 3  | 19                                        | ハンナが歌エバー・みんなで踊らナイト！                                       | キャンプ・ロック２ ファイナル・ジャム |                                                                    |                                         |
| 3  | 26                                        | スイチュー！フレンズ ギョギョ！スプラッシュ入学式                            | スイチュー！フレンズ | #1                                                                 |                                         |
| 3  | 26                                        | スイチュー！フレンズ ギョギョ！スプラッシュ入学式                            | フィニアスとファーブ、ファインディング・ニモ |                                                                    |                                         |
| 4  | 16                                        | ハイサイ リロ！ スティッチ再会スペシャル                                     | スティッチ！〜ずっと最高のトモダチ〜 |                                                                    |                                         |
| 4  | 22                                        | ちきゅうはともだち プレイハウスディズニー                                    | おたすけマニー |                                                                    |                                         |
| 5  | 4                                         | ちきゅうはともだち プレイハウスディズニー                                    | ぞうのババール ～バドゥのだいぼうけん～ | #16-A                                                              |                                         |
| 5  | 9                                         | フィニアスとファーブの汗かきお絵かき発表会                                   | フィニアスとファーブ | 「フィニアスとファーブ／ジェットコースター ザ・ミュージカル」      |                                         |
| 5  | 16-21                                     | ディズニー・チャンネル 歌え！卒業パーティー                                  | ハンナ・モンタナ フォーエバー | #13                                                                |                                         |
| 5  | 16-21                                     | ディズニー・チャンネル 歌え！卒業パーティー                                  | ハイスクール・ミュージカル／ザ・ムービー 〜英語歌詞付 | 本編                                                               |                                         |
| 5  | 28                                        | ぶっちゃけ？ウィザードたちのXデー                                            | 独占！セレーナ・ゴメス初来日 密着スペシャル！ | 本編                                                               |                                         |
| 5  | 28                                        | ぶっちゃけ？ウィザードたちのXデー                                            | ウェイバリー通りのウィザードたち | #82                                                                |                                         |
| 5  | 28                                        | ぶっちゃけ？ウィザードたちのXデー                                            | プリンセス・プロテクション・プログラム 〜とびだす解説付 | 本編                                                               |                                         |
| 6  | 12                                        | スティッチ！ ず～っと最高の日曜日                                            | スティッチ!～ずっと最高のトモダチ～ |                                                                    |                                         |
| 6  | 19                                        | スティッチ！ ず～っと最高の日曜日                                            | スティッチ!～ずっと最高のトモダチ～ | #25-27                                                             |                                         |
| 6  | 26                                        | スティッチ！ ず～っと最高の日曜日                                            | スティッチ!～ずっと最高のトモダチ～ | #28-30                                                             | シリーズ最終                            |
| 6  | 18                                        | ハンナ・モンタナ フォーエバー いくよ！ファイナル・ステージ                   | ハンナ・モンタナ フォーエバー | 「ハンナ・モンタナ フォーエバー/いちばん大切なもの」               | シリーズ最終                            |
| 6  | ちきゅうはともだち プレイハウスディズニー |                                                                              | |                                                                    |                                         |
| 7  | 3-8                                       | ディズニージュニア プレミアウィーク！                                        | ジェイクとネバーランドのかいぞくたち、マイ・ディズニージュニア、すすめ！ オクトノーツ、ゆかいなみつばちファミリー |                                                                    | 日本初放送番組                          |
| 7  | 3-8                                       | ディズニージュニア プレミアウィーク！                                        | ミッキーマウス クラブハウス、おたすけマニー、きんきゅうしゅつどう隊 OSO、オリビア |                                                                    |                                         |
| 7  | 3                                         | ディズニージュニア プレミアウィーク！                                        | リサとガスパール、ぞうのババール ～バドゥのだいぼうけん～、ファインディング・ニモ |                                                                    |                                         |
| 7  | 16                                        | ディズニー・チャンネル たいばん！                                            | けいおん！ | #13                                                                | 連続放送#1-13                           |
| 7  | 16                                        | ディズニー・チャンネル たいばん！                                            | レモネード・マウス | 本編                                                               |                                         |
| 7  | 23                                        | DCシリーズ3作 おさらい放送                                                   | シェキラ！ |                                                                    | 連続放送#1-8                            |
| 7  | 23                                        | DCシリーズ3作 おさらい放送                                                   | スイチュー！フレンズ |                                                                    | 連続放送#1-7,9                          |
| 7  | 23                                        | DCシリーズ3作 おさらい放送                                                   | スイート・ライフ オン・クルーズ |                                                                    | 連続放送#52-59                          |
| 8  | 18-                                       | フィニアスとファーブの29時間半テレビ 日本全国ペリーマラソン                  | フィニアスとファーブ | #66                                                                |                                         |
| 8  | 18-                                       | フィニアスとファーブの29時間半テレビ 日本全国ペリーマラソン                  | フィニアスとファーブ トークしまショー |                                                                    |                                         |
| 8  | 8                                         | ミニーのリボンやさん パチパチ・パーティー                                    | ミッキーマウス クラブハウス | #79                                                                |                                         |
| 8  | 13                                        | 主役はいただき！シャーペイ・フィーバー                                       | ハイスクール・ミュージカル、ハイスクール・ミュージカル２、ハイスクール・ミュージカル ザ・ムービー |                                                                    |                                         |
| 8  | 13                                        | 主役はいただき！シャーペイ・フィーバー                                       | シャーペイのファビュラス・アドベンチャー | 本編                                                               |                                         |
| 8  | 1-4,8-11                                  | こんばんは！ディズニージュニア                                               | リサとガスパール、おさるのジョージ、ぞうのババール ～バドゥのだいぼうけん～、ジェイクとネバーランドのかいぞくたち |                                                                    |                                         |
| 9  | 3                                         | スイチュー！フレンズ ギョギョ！おさかなにムチュー！                          | スイチュー！フレンズ | #8                                                                 |                                         |
| 9  | 18                                        | フレンズ・フォー・チェンジ ゲームズ                                          | スイート・ライフ オン・クルーズ | #71-72                                                             |                                         |
| 9  | 18                                        | フレンズ・フォー・チェンジ ゲームズ                                          | スイート・ライフ／ザ・ムービー | 本編                                                               |                                         |
| 9  | 25                                        | フレンズ・フォー・チェンジ ゲームズ                                          | シェキラ！ | #13-14                                                             |                                         |
| 9  | 25                                        | フレンズ・フォー・チェンジ ゲームズ                                          | シャーペイのファビュラス・アドベンチャー |                                                                    |                                         |
| 9  | 19                                        | ディズニージュニア おたすけホリデー                                          | すすめ！オクトノーツ | #18                                                                |                                         |
| 9  | 19                                        | ディズニージュニア おたすけホリデー                                          | おたすけマニー | #87                                                                |                                         |
| 9  | 19                                        | ディズニージュニア おたすけホリデー                                          | きんきゅうしゅつどう隊 OSO | #45                                                                |                                         |
| 9  | 25                                        | 劇場版とっとこハム太郎 一挙放送の日曜日なのだ！                              | 劇場版とっとこハム太郎 ハムハムランド大冒険、劇場版とっとこハム太郎 ハムハムハムージャ！幻のプリンセス、劇場版とっとこハム太郎 ハムハムグランプリン オーロラ谷の奇跡～リボンちゃん危機一髪！～、劇場版とっとこハム太郎はむはむぱらだいちゅ！ ハム太郎とふしぎのオニの絵本塔 |                                                                    |                                         |
| 10 | 2                                         | フレンズ・フォー・チェンジ ゲームズ                                          | グッドラック・チャーリー | #35-36                                                             |                                         |
| 10 | 2                                         | フレンズ・フォー・チェンジ ゲームズ                                          | レモネード・マウス |                                                                    |                                         |
| 10 | 9                                         | フレンズ・フォー・チェンジ ゲームズ                                          | ウェイバリー通りのウィザードたち | #92-93                                                             |                                         |
| 10 | 9                                         | フレンズ・フォー・チェンジ ゲームズ                                          | フレンズ・フォー・チェンジ ゲームズ 最終決戦 | 本編                                                               |                                         |
| 10 | 10                                        | ジェイクとネバーランドのかいぞくたち ヨー！ホー！ハロウィーン                | ジェイクとネバーランドのかいぞくたち | #7                                                                 | 連続放送 #1-11                          |
| 10 | 15                                        | 劇場版フィニアスとファーブ／ザ・ムービー 史上最大の初放送                    | フィニアスとファーブ／ザ・ムービー | 本編                                                               |                                         |
| 10 | 16                                        | サニー with ハロウィーン                                                     | サニー with チャンス | #39                                                                |                                         |
| 10 | 16                                        | サニー with ハロウィーン                                                     | めっちゃ ソー・ランダム | #1                                                                 | 先行放送                                |
| 10 | 17-21                                     | スティッチ！クイズ かくれミッキーをさがせ！アンコール放送                    | スティッチ！～ずっと最高のトモダチ～ |                                                                    |                                         |
| 10 | 22,29                                     | けいおん！プレイバック・サタデー                                             | けいおん！ |                                                                    | 連続放送 #1-8                           |
| 11 | 5                                         | けいおん！プレイバック・サタデー                                             | けいおん！ | #14                                                                | 連続放送 #9-14                          |
| 11 | 3                                         | おさるのジョージ ウッキー・ホリデー                                          | おさるのジョージ |                                                                    |                                         |
| 11 | 12,13                                     | スイート・ライフ 全員卒業？！                                                | スイート・ライフ オン・クルーズ | #73                                                                | シリーズ最終                            |
| 11 | 18                                        | ハッピーバースデー！ミッキーマウス                                           | ミッキーマウス クラブハウス | 「ミッキーマウスクラブハウス／うちゅうたんけん」                   |                                         |
| 11 | 18                                        | ハッピーバースデー！ミッキーマウス                                           | ファンタジア | 本編                                                               |                                         |
| 11 | 18                                        | ハッピーバースデー！ミッキーマウス                                           | ディズニー・コメディ・タイム、ミッキー、ドナルド、グーフィーの三銃士、ディズニーランド・ストーリー |                                                                    |                                         |
| 11 | 23                                        | イッキ見！一日でわかるウィザードたち                                         | ウェイバリー通りのウィザードたち |                                                                    | 連続放送 #82-93                         |
| 12 | 3                                         | ディズニー・チャンネル クリスマス                                            | ジャングル・ジャンクション | #19                                                                |                                         |
| 12 | 3                                         | ディズニー・チャンネル クリスマス                                            | おたすけマニー | #79                                                                |                                         |
| 12 | 3                                         | ディズニー・チャンネル クリスマス                                            | リサとガスパール | #50                                                                |                                         |
| 12 | 3                                         | ディズニー・チャンネル クリスマス                                            | きんきゅうしゅつどう隊 OSO | 「きんきゅうしゅつどう隊 OSO／みんなでいわおうハッピー・ホリデー」 |                                         |
| 12 | 3                                         | ディズニー・チャンネル クリスマス                                            | ジェイクとネバーランドのかいぞくたち | #22                                                                |                                         |
| 12 | 3                                         | ディズニー・チャンネル クリスマス                                            | フィニアスとファーブ | 「フィニアスとファーブのクリスマス・バケーション」                 |                                         |
| 12 | 3                                         | ディズニー・チャンネル クリスマス                                            | 東京ディズニーリゾート My マップ！ | #15                                                                |                                         |
| 12 | 3                                         | ディズニー・チャンネル クリスマス                                            | スイート・ライフ オン・クルーズ | #66                                                                |                                         |
| 12 | 3                                         | ディズニー・チャンネル クリスマス                                            | グッドラック・チャーリー／ザ・ムービー | 本編                                                               |                                         |
| 12 | 3                                         | ディズニー・チャンネル クリスマス                                            | ミッキーマウスクラブハウス、オリビア、スティッチ！～ずっと最高のトモダチ～ |                                                                    |                                         |
| 12 | 9-10                                      | ライオン・キング ジャングル・ジングル・ベル                                  | ライオン・キング |                                                                    | プレゼントキャンペーン実施              |
| 12 | 10                                        | ライオン・キング ジャングル・ジングル・ベル                                  | ライオン・キング 2 シンバズ・プライド |                                                                    | プレゼントキャンペーン実施              |
| 12 | 11                                        | ライオン・キング ジャングル・ジングル・ベル                                  | ライオン・キング 3 ハクナ・マタタ |                                                                    | プレゼントキャンペーン実施              |
| 12 | 16                                        | ディズニージュニア まるごとマニーの日                                        | おたすけマニー | 「おたすけマニー／しゅうりこうじょうを まもれ！」                  |                                         |
| 12 | 17                                        | フィニアスとファーブ みんなで歌っちゃいネーター！                            | フィニアスとファーブ |                                                                    | 7話連続放送、プレゼントキャンペーン実施 |
| 12 | 23                                        | ディズニー・チャンネル ホリデーマラソン                                      | ミッキーマウスクラブハウス／マジックきかんしゃ、きんきゅうしゅつどう隊 OSO／みんなでいわおうハッピー・ホリデー、クリフォード ザ・ムービー、リサとガスパール、美女と野獣／ベルのファンタジーワールド、美女と野獣／ベルの素敵なプレゼント、ティンカー・ベルと月の石、ライオン・キング、カンフー・パンダ、マスター・ファイブの秘密、ミッキーのクリスマスの贈りもの、グッドラック・チャーリー／ザ・ムービー、ナイトメアー・ビフォア・クリスマス |                                                                    |                                         |
| 12 | 26-31                                     | ディズニー・チャンネル 冬休み編成                                            | シェキラ！ |                                                                    |                                         |

### 2012年
| 月 | 日         | タイトル                                                        | 編成作品 | 日本初放送エピソード                                                 | 備考                       |
| -- | ---------- | --------------------------------------------------------------- | --- | -------------------------------------------------------------------- | -------------------------- |
| 1  | 1-3        | ディズニー・チャンネル 冬休み編成                               | |                                                                      |                            |
| 1  | 14         | マジカル・ワールド・オブ・ディズニー ワイルド5                  | ライオン・キング 2 シンバズ・プライド、オープン・シーズン、マダガスカル2、カンフー・パンダ、ブラザー・ベア                                                                 |                                                                      |                            |
| 1  | 21         | イジーにおまかせ ヨー！ホー！かいぞくプリンセス                 | ジェイクとネバーランドのかいぞくたち | #20                                                                  |                            |
| 1  | 28         | ディズニー・チャンネル 天才サタデー                             | 天才学級アント・ファーム | #1                                                                   |                            |
| 1  | 28         | ディズニー・チャンネル 天才サタデー                             | シェキラ！ | #20-21                                                               |                            |
| 1  | 28         | ディズニー・チャンネル 天才サタデー                             | グッドラック・チャーリー | #44-45                                                               |                            |
| 1  | 28         | ディズニー・チャンネル 天才サタデー                             | ウェイバリー通りのウィザードたち | #98,101                                                              |                            |
| 2  | 6-10       | フィニアスとファーブ クイズ！いたのかハカセ                     | |                                                                      | プレゼントキャンペーン実施 |
| 2  | 11         | スティッチ！ チョコっとデレっとバレンタイン                     | スティッチ！ |                                                                      |                            |
| 2  | 11         | スティッチ！ チョコっとデレっとバレンタイン                     | スティッチ！～ずっと最高のトモダチ～ | #24                                                                  |                            |
| 2  | 18         | たんと！ディズニージュニア                                      | すすめ！ オクトノーツ |                                                                      |                            |
| 2  | 19         | たんと！ディズニージュニア                                      | おさるのジョージ |                                                                      |                            |
| 2  | 25         | サエないやつらのイケてるサタデー！                              | スイート・ライフ オン・クルーズ、グッドラック・チャーリー、天才学級アント・ファーム、シェキラ！                                                                            |                                                                      |                            |
| 2  | 25         | サエないやつらのイケてるサタデー！                              | イケてる私とサエない僕 | 本編                                                                 |                            |
| 2  | 27         | ディズニー・アニメーション ムービー・フェスティバル             | バグズ・ライフ |                                                                      |                            |
| 2  | 28         | ディズニー・アニメーション ムービー・フェスティバル             | わんわん物語 |                                                                      |                            |
| 2  | 29         | ディズニー・アニメーション ムービー・フェスティバル             | わんわん物語II |                                                                      |                            |
| 3  | 1          | ディズニー・アニメーション ムービー・フェスティバル             | ティンカー・ベルと月の石 |                                                                      |                            |
| 3  | 10         | シェキラ！スマッシュ・ダンス5                                   | シェキラ! | 「シェキラ!/飛べ!空高く」                                            |                            |
| 3  | 10         | シェキラ！スマッシュ・ダンス5                                   | グッドラック・チャーリー | #38                                                                  |                            |
| 4  | 1          | スティッチ！ 宇宙イチのエイプリル・フール                       | スティッチ！ |                                                                      |                            |
| 4  | 14,15      | ディズニージュニア みつけて！ミニーのリボン                     | ミニーのリボンショー | #1-8                                                                 |                            |
| 4  | 14,15      | ディズニージュニア みつけて！ミニーのリボン                     | ミッキーマウス クラブハウス |                                                                      |                            |
| 4  | 21         | フィニアスとファーブ 発掘！過去のハナシ・ペリー                 | スイチュー！フレンズ | #21                                                                  |                            |
| 4  | 21         | フィニアスとファーブ 発掘！過去のハナシ・ペリー                 | フィニアスとファーブ | #73,85,87                                                            |                            |
| 4  | 30         | ウェイバリー通りのファイナル・カウントダウン                    | ウェイバリー通りのウィザードたち | #108、「ウェバリー通りのウィザードたち/運命のウィザード・テスト」    |                            |
| 5  | 3-6        | ディズニー・チャンネル ゴールデンウィーク編成                   | フレネミーズ、シェキラ! |                                                                      |                            |
| 5  | 12         | たんと！ディズニージュニア オリビア／ゆかいなみつばちファミリー | オリビア | #74-78                                                               |                            |
| 5  | 13         | たんと！ディズニージュニア オリビア／ゆかいなみつばちファミリー | ゆかいなみつばちファミリー | #70-74                                                               |                            |
| 5  | 26         | ディズニー・チャンネル スゴトモ                                 | スイチュー！フレンズ | #30                                                                  |                            |
| 5  | 26         | ディズニー・チャンネル スゴトモ                                 | フィニアスとファーブ | #80                                                                  |                            |
| 5  | 26         | ディズニー・チャンネル スゴトモ                                 | オースティン＆アリー | #1                                                                   | 先行放送                   |
| 5  | 26         | ディズニー・チャンネル スゴトモ                                 | 天才学級アントファーム | #16                                                                  |                            |
| 5  | 26         | ディズニー・チャンネル スゴトモ                                 | シェキラ！ | #32                                                                  |                            |
| 5  | 26         | ディズニー・チャンネル スゴトモ                                 | ハンナ・モンタナ ザ・ムービー | 本編                                                                 |                            |
| 6  | 9          | ハッピーバースデー！ドナルドダック                              | ミッキーマウス クラブハウス | #95                                                                  |                            |
| 6  | 9,10,16    | スティッチ ヨクバリ・ヒストリー                                 | リロ＆スティッチ、スティッチ！ザ・ムービー、リロ＆スティッチ2、リロ アンド スティッチ ザ・シリーズ、リロイ＆スティッチ、スティッチ！、スティッチ！～ずっと最高のトモダチ～ |                                                                      |                            |
| 6  | 9,10,16    | スティッチ ヨクバリ・ヒストリー                                 | スティッチと砂の惑星 | 本編                                                                 |                            |
| 6  | 23         | オーソーとマニー いっしょにおたすけデー！                       | きんきゅうしゅつどう隊 OSO | #58                                                                  |                            |
| 6  | 23         | オーソーとマニー いっしょにおたすけデー！                       | おたすけマニー |                                                                      |                            |
| 7  | 7          | ディズニージュニア おいでよ！かんげいパーティー                 | ミッキーマウス クラブハウス | #94                                                                  |                            |
| 7  | 7          | ディズニージュニア おいでよ！かんげいパーティー                 | ミニーのリボンショー | #9                                                                   |                            |
| 7  | 7          | ディズニージュニア おいでよ！かんげいパーティー                 | こひつじのティミー | 「こひつじのティミー／ともだちをすくえ！」                           |                            |
| 7  | 7          | ディズニージュニア おいでよ！かんげいパーティー                 | ドックはおもちゃドクター | #1                                                                   |                            |
| 7  | 7          | ディズニージュニア おいでよ！かんげいパーティー                 | ムークのせかいりょこう | #1-2                                                                 |                            |
| 7  | 7          | ディズニージュニア おいでよ！かんげいパーティー                 | ミニーのリボンショー | #10                                                                  |                            |
| 7  | 7          | ディズニージュニア おいでよ！かんげいパーティー                 | おたすけマニー | #110                                                                 |                            |
| 7  | 7          | ディズニージュニア おいでよ！かんげいパーティー                 | ジェイクとネバーランドのかいぞくたち | 「ジェイクとネバーランドのかいぞくたち／かえってきたピーター・パン」 |                            |
| 7  | 7          | ディズニージュニア おいでよ！かんげいパーティー                 | ディズニーポエム・タイム、ティンカー・ベルと妖精の家 |                                                                      |                            |
| 7  | 28         | ディズニー・チャンネル ミュージック・ウェーブ                   | シェキラ！ | #35                                                                  |                            |
| 7  | 28         | ディズニー・チャンネル ミュージック・ウェーブ                   | 秘密のラジオ・ガール | 本編                                                                 |                            |
| 7  | 28         | ディズニー・チャンネル ミュージック・ウェーブ                   | ジェシー！ | #1                                                                   | 先行放送                   |
| 8  | 14,15      | フィニアスとファーブ 熱闘！ペリー・スポーツ                     | フィニアスとファーブ | #78,#84                                                              |                            |
| 8  | 26         | ディズニー・チャンネル 夏バテすっきり！学級                     | スイート・ライフ オン・クルーズ、天才学級アント・ファーム |                                                                      |                            |
| 9  | 15         | ディズニー・チャンネル ドラマチック文化祭                       | オースティン＆アリー | #10                                                                  |                            |
| 9  | 15         | ディズニー・チャンネル ドラマチック文化祭                       | レット･イット･シャイン | 本編                                                                 |                            |
| 9  | 24         | ディズニー・チャンネル ドラマチック文化祭                       | グッドラック･チャーリー／ザ･ムービー |                                                                      |                            |
| 9  | 24         | ディズニー・チャンネル ドラマチック文化祭                       | グッドラック･チャーリー | #57                                                                  |                            |
| 9  | 24         | ディズニー・チャンネル ドラマチック文化祭                       | ジェシー！ | #2                                                                   |                            |
| 9  | 8          | スイチュー！フレンズ トリオ de ザン SHOW                        | スイチュー！フレンズ | #29,#31-32                                                           |                            |
| 9  | 17         | ディズニージュニア ジェイクのヨー！ホー！ホリデー               | ジェイクとネバーランドのかいぞくたち |                                                                      |                            |
| 10 | 6,20       | フィニアスとファーブ ペリーどこだ？                             | フィニアスとファーブ | #97-98                                                               |                            |
| 10 | 6,20       | フィニアスとファーブ ペリーどこだ？                             | 怪奇ゾーン グラビティフォールズ | #1                                                                   | 先行放送                   |
| 10 | 8          | ディズニージュニア ぎゃおぉ！ハロウィーン                       | |                                                                      |                            |
| 10 | 26         | ディズニー・チャンネル ハロウィーン                             | |                                                                      |                            |
| 11 | 4          | たんと！ディズニージュニア／ドックはおもちゃドクター            | ドックはおもちゃドクター |                                                                      |                            |
| 11 | 10         | またまたオギャー！グッドラック・ベビー                          | グッドラック･チャーリー | 「グッドラック・チャーリー／特別なバースデープレゼント」             |                            |
| 11 | 18         | ハッピーバースデー！ミッキーマウス                              | ディズニー・コメディ・タイム、ミッキーマウス クラシック短編集、ミッキー、ドナルド、グーフィーの三銃士                                                                      |                                                                      |                            |
| 11 | 23         | おさるのジョージ ウッキー・ホリデー                             | |                                                                      |                            |
| 11 | 4,11,18,25 | おためしディズニーＸＤ／科学ファミリー ラボラッツ               | 科学ファミリー ラボラッツ |                                                                      |                            |
| 12 | 3-6        | フィニアスとファーブ もりもり歌っちゃいネーター!                | フィニアスとファーブ |                                                                      |                            |
| 12 | 7-9        | ハリー・ポッター 3夜連続放送                                    | ハリー・ポッターと賢者の石、ハリー・ポッターと秘密の部屋、ハリー・ポッターとアズカバンの囚人                                                                               |                                                                      |                            |
| 12 | 15         | ディズニー・チャンネル クリスマス                               | スイチュー！フレンズ | #28                                                                  |                            |
| 12 | 24         | ディズニー・チャンネル ホリデー・ムービー・マラソン             | |                                                                      |                            |

### 2013年
| 月 | 日         | タイトル                                                                            | 編成作品 | 日本初放送エピソード                                                                                      | 備考                                       |
| -- | ---------- | ----------------------------------------------------------------------------------- | --- | --- | ------------------------------------------ |
| 1  | 7-11       | 「こばと。」おさらい放送                                                            | こばと。 | |                                            |
| 1  | 14         | たんと！ディズニージュニア おたすけマニー                                           | おたすけマニー | 「おたすけマニー／しょうぼうしマニー」                                                                    |                                            |
| 1  | 19,20      | 怪奇ゾーン グラビティフォールズ おっかなファイル                                    | 怪奇ゾーン グラビティフォールズ | | 連続放送 #1-6                              |
| 1  | 26         | ディズニー・チャンネル スチャラカ・ジャパン！                                       | スイート・ライフ、めっちゃ ソー・ランダム、ウェイバリー通りのウィザードたち、スイート・ライフ オン・クルーズ | |                                            |
| 1  | 26         | ディズニー・チャンネル スチャラカ・ジャパン！                                       | シェキラ！in ジャパン | 本編 |                                            |
| 1  | 26         | ディズニー・チャンネル スチャラカ・ジャパン！                                       | 天才学級アント・ファーム | #32 |                                            |
| 2  | 4-8        | フィニアスとファーブ カモノチョコからの挑戦状                                       | フィニアスとファーブ | #90 |                                            |
| 2  | 9          | すすめ！バッキー ジェイクのかいぞくせん                                             | ジェイクとネバーランドのかいぞくたち | 「ジェイクとネバーランドのかいぞくたち／ジェイク バッキーをとりもどせ！」、「アホイ！スカリーとあそぼう」 |                                            |
| 2  | 17         | シュガー・ラッシュ公開記念 とびこめ！ゲームワールド                                 | 怪奇ゾーン グラビティフォールズ | #10 |                                            |
| 2  | 23         | オースティン＆アリー つかめ！ネクスト・ドリーム                                     | ティーン・スパイ K.C. | #19 |                                            |
| 3  | 9          | ミッキーマウス クラブハウス あつまれ！まほうつかい                                  | ミッキーマウス クラブハウス | |                                            |
| 3  | 9          | ミッキーマウス クラブハウス あつまれ！まほうつかい                                  | ミニーのリボンショー | #11 |                                            |
| 3  | 16         | シェキラ！とジェシー！のホップ・ステップ・ギャフン！                                | シェキラ！ | #53 |                                            |
| 3  | 16         | シェキラ！とジェシー！のホップ・ステップ・ギャフン！                                | ジェシー！ | #22 |                                            |
| 3  | 20         | スイチュー！パーティー・シャカなベイベー                                            | スイチュー！フレンズ | #38 |                                            |
| 4  | 13         | よろしくでちゅ！グッドラック・トビー                                                | グッドラック・チャーリー | #65 |                                            |
| 4  | 15         | ディズニーランド・ムービーズ                                                        | シンデレラ | | 無料放送、プレゼントキャンペーン実施       |
| 4  | 16         | ディズニーランド・ムービーズ                                                        | ダンボ | | 無料放送、プレゼントキャンペーン実施       |
| 4  | 17         | ディズニーランド・ムービーズ                                                        | カントリー・ベアーズ | | 無料放送、プレゼントキャンペーン実施       |
| 4  | 18         | ディズニーランド・ムービーズ                                                        | 不思議の国のアリス | | 無料放送、プレゼントキャンペーン実施       |
| 4  | 19         | ディズニーランド・ムービーズ                                                        | ピーター・パン | | 無料放送、プレゼントキャンペーン実施       |
| 4  | 20         | ディズニーランド・ムービーズ                                                        | トイ・ストーリー | | 無料放送、プレゼントキャンペーン実施       |
| 4  | 21         | ディズニーランド・ムービーズ                                                        | くまのプーさん/完全保存版 | | 無料放送、プレゼントキャンペーン実施       |
| 4  | 28         | 怪奇ゾーン グラビティフォールズ 続おっかなファイル                                  | 怪奇ゾーン グラビティフォールズ | | 連続放送 #7-11                             |
| 5  | 5          | 「プリティーリズム・オーロラドリーム」連続放送                                      | プリティーリズム･オーロラドリーム | | 連続放送 #20-29                            |
| 5  | 18         | オースティン&アリー マイ・ベストソング                                              | オースティン＆アリー | #21 |                                            |
| 5  | 19         | ようこそソフィア きらきらプリンセス・パーティー                                     | ミッキーマウス クラブハウス、ジェイクとネバーランドのかいぞくたち、ドックはおもちゃドクター、ラプンツェルのウェディング、眠れる森の美女 | |                                            |
| 5  | 19         | ようこそソフィア きらきらプリンセス・パーティー                                     | ちいさなプリンセス ソフィア | #1 |                                            |
| 5  | 4,11,18,25 | おためしディズニーＸＤ／クラッシュとバーンスティーン                                | クラッシュとバーンスティーン | |                                            |
| 6  | 9          | スティッチ あつめて！ロックンイトコ                                                 | リロ＆スティッチ、スティッチ！ザ・ムービー、リロイ＆スティッチ、リロ アンド スティッチ ザ・シリーズ、スティッチ！、スティッチ！～ずっと最高のトモダチ～、スティッチと砂の惑星 | |                                            |
| 6  | 10-14      | フィニアスとファーブ 5日で分かる博士のできるまで                                    | フィニアスとファーブ | #100 |                                            |
| 6  | 22         | ちいさなプリンセス ソフィア おさらいレッスン                                        | ちいさなプリンセス ソフィア | | 連続放送 序章,#1-5                         |
| 6  | 30         | ジェシー！新作記念 コイバナサンデー                                                 | ジェシー | #28 |                                            |
| 7  | 6          | ディズニー・チャンネル・サマーコースター                                            | スイチュー！フレンズ | |                                            |
| 8  | 9-10       | フィニアスとファーブ 悪のドゥーフェンシュマーツ放送局                               | フィニアスとファーブ | #99,#101                                                                                                  | 33時間連続放送、プレゼントキャンペーン実施 |
| 9  | 14         | スイチュー！デート キミにムチュー！                                                 | スイチュー！フレンズ | | 5話連続放送                                |
| 9  | 28         | ディズニー・チャンネルうたサタ！                                                    | オースティン＆アリー | #36 |                                            |
| 9  | 28         | ディズニー・チャンネルうたサタ！                                                    | ティーン・ビーチ・ムービー～英語歌詞付 | 本編 |                                            |
| 10 | 13         | ディズニー・チャンネル ハロウィーン                                                 | 天才学級アント・ファーム | #40 |                                            |
| 10 | 13         | ディズニー・チャンネル ハロウィーン                                                 | ジェシー！ | #27 |                                            |
| 10 | 13         | ディズニー・チャンネル ハロウィーン                                                 | 彼女はモンスター・ファイター | 本編 |                                            |
| 10 | 13         | ディズニー・チャンネル ハロウィーン                                                 | オースティン & アリー、グッドラック・チャーリー | |                                            |
| 10 | 20         | ディズニー・チャンネル ハロウィーン                                                 | 怪奇ゾーン グラビティフォールズ | #12 |                                            |
| 10 | 26         | ジャスミンといっしょ！ソフィアのがんばるどようび                                    | ちいさなプリンセス ソフィア | #12 |                                            |
| 11 | 18         | ディズニー・チャンネル魔法の10週間 オープニング ハッピーバースデー！ミッキーマウス  | ミッキーマウスクラブハウス | 「ミッキーマウスクラブハウス / スーパーアドベンチャー」                                                   |                                            |
| 11 | 18         | ディズニー・チャンネル魔法の10週間 オープニング ハッピーバースデー！ミッキーマウス  | ミッキーマウス！ | #1 |                                            |
| 11 | 18         | ディズニー・チャンネル魔法の10週間 オープニング ハッピーバースデー！ミッキーマウス  | ミッキー、ドナルド、グーフィーの三銃士、ディズニー･コメディ・タイム | |                                            |
| 11 | 23         | ディズニー・チャンネル魔法の10週間 1週目 ディズニー・チャンネル タイムマシン大放送  | スタンリー、リトル・マーメイド、パパはグーフィー、アート アタック、ガミー・ベアーの冒険、バーバリアン・デイブ、おちゃめな魔女サブリナ、新くまのプーさん、リジー・マグワイア・ムービー、サブリナ 麗しの魔女in ローマの休日、ボーイ・ミーツ・ワールド、レイブン 見えちゃってチョー大変！、22 世紀ファミリー～フィルにおまかせ～ | |                                            |
| 11 | 30         | ディズニー・チャンネル魔法の10週間 2週目 ウェイバリー通りのウィザードたち特集       | ウェイバリー通りのウィザードたち | 「帰ってきたウィザードたち アレックスvs アレックス」                                                      |                                            |
| 12 | 7          | ディズニー・チャンネル魔法の10週間 3週目 フィニアスとファーブ特集                   | フィニアスとファーブ | #102、「フィニアスとファーブ／マーベル・ヒーロー大作戦」                                                  |                                            |
| 12 | 14         | ディズニー・チャンネル魔法の10週間 4週目 怪奇ゾーン グラビティフォールズ特集        | 怪奇ゾーン グラビティフォールズ | #14、短編「ディッパーの謎ガイド」                                                                         |                                            |
| 12 | 21         | ディズニー・チャンネル魔法の10週間 5週目 ドラマシリーズ特集 ワクワク・フューチャー! | ブログ犬 スタン | #20 | 未来をテーマに特集                         |
| 12 | 21         | ディズニー・チャンネル魔法の10週間 5週目 ドラマシリーズ特集 ワクワク・フューチャー! | グッドラック・チャーリー | #88 | 未来をテーマに特集                         |
| 12 | 21         | ディズニー・チャンネル魔法の10週間 5週目 ドラマシリーズ特集 ワクワク・フューチャー! | ジェシー！ | #50 | 未来をテーマに特集                         |
| 12 | 21         | ディズニー・チャンネル魔法の10週間 5週目 ドラマシリーズ特集 ワクワク・フューチャー! | オースティン & アリー | #39 | 未来をテーマに特集                         |
| 12 | 21         | ディズニー・チャンネル魔法の10週間 5週目 ドラマシリーズ特集 ワクワク・フューチャー! | シェキラ！ | #72 | 未来をテーマに特集                         |
| 12 | 28         | ディズニー・チャンネル魔法の10週間 6週目 スイチュー！フレンズ特集                   | スイチュー!フレンズ | #44 | 5話連続放送                                |

### 2014年
| 月 | 日          | タイトル                                                                                     | 編成作品                                                                                | 日本初放送エピソード                                                     | 備考                                           |
| -- | ----------- | -------------------------------------------------------------------------------------------- | --------------------------------------------------------------------------------------- | ------------------------------------------------------------------------ | ---------------------------------------------- |
| 1  | 4           | ディズニー・チャンネル魔法の10週間 7週目 ジェイクとネバーランドのかいぞくたち特集            | ジェイクとネバーランドのかいぞくたち                                                    | 「ジェイクとネバーランドのかいぞくたち／ジェイクネバーランドをすくえ！」 |                                                |
| 1  | 11          | ディズニー・チャンネル魔法の10週間 8週目 ちいさなプリンセス ソフィア特集                     | ちいさなプリンセスソフィア                                                              | 「ちいさなプリンセスソフィア／にんぎょのともだち」                       | 魔法を使うエピソードを特集                     |
| 1  | 18          | ディズニー・チャンネル魔法の10週間 9週目 ディズニー・チャンネル アレだれパニック大放送       | ブログ犬 スタン                                                                         | #12                                                                      | 登場人物同士の人格が入れ替わるエピソードを特集 |
| 1  | 18          | ディズニー・チャンネル魔法の10週間 9週目 ディズニー・チャンネル アレだれパニック大放送       | シェキラ！                                                                              | #66                                                                      | 登場人物同士の人格が入れ替わるエピソードを特集 |
| 1  | 18          | ディズニー・チャンネル魔法の10週間 9週目 ディズニー・チャンネル アレだれパニック大放送       | 天才学級アント・ファーム                                                                | #46                                                                      | 登場人物同士の人格が入れ替わるエピソードを特集 |
| 1  | 18          | ディズニー・チャンネル魔法の10週間 9週目 ディズニー・チャンネル アレだれパニック大放送       | オースティン& アリー                                                                    | #31                                                                      | 登場人物同士の人格が入れ替わるエピソードを特集 |
| 1  | 18          | ディズニー・チャンネル魔法の10週間 9週目 ディズニー・チャンネル アレだれパニック大放送       | ジェシー！                                                                              | #40                                                                      | 登場人物同士の人格が入れ替わるエピソードを特集 |
| 1  | 18          | ディズニー・チャンネル魔法の10週間 9週目 ディズニー・チャンネル アレだれパニック大放送       | 怪奇ゾーングラビティフォールズ                                                          | #16                                                                      | 登場人物同士の人格が入れ替わるエピソードを特集 |
| 1  | 18          | ディズニー・チャンネル魔法の10週間 9週目 ディズニー・チャンネル アレだれパニック大放送       | フィニアスとファーブ                                                                    | #107                                                                     | 登場人物同士の人格が入れ替わるエピソードを特集 |
| 1  | 25          | ディズニー・チャンネル魔法の10週間 10週目 メイド・フォー・ミー! みんなで作る魔法のフィナーレ | なんだかんだワンダー                                                                    |                                                                          | 視聴者投票で決まった編成で放送                 |
| 2  | 17-21,24-28 | なんだかんだワンダー ぬけがけ2ウィーク                                                       | なんだかんだワンダー                                                                    |                                                                          |                                                |
| 2  | 24          | ディズニー／ピクサー ダイナマジック・ムービー                                                | ピクサー・ストーリー～スタジオの軌跡                                                    |                                                                          |                                                |
| 2  | 25          | ディズニー／ピクサー ダイナマジック・ムービー                                                | モンスターズ・インク                                                                    |                                                                          |                                                |
| 2  | 26          | ディズニー／ピクサー ダイナマジック・ムービー                                                | カーズ2                                                                                 |                                                                          |                                                |
| 2  | 27          | ディズニー／ピクサー ダイナマジック・ムービー                                                | Mr.インクレディブル                                                                     |                                                                          |                                                |
| 2  | 28          | ディズニー／ピクサー ダイナマジック・ムービー                                                | カールじいさんの空飛ぶ家                                                                |                                                                          |                                                |
| 3  | 1           | ディズニー／ピクサー ダイナマジック・ムービー                                                | ファインディング・ニモ                                                                  |                                                                          |                                                |
| 3  | 3-6         | フィニアスとファーブ 集合！アニマル・エージェント                                            | フィニアスとファーブ                                                                    |                                                                          |                                                |
| 3  | 23          | ようこそ！リブとマディ KAWAIIパーティー                                                      | うわさのツインズ リブとマディ                                                           |                                                                          |                                                |
| 4  | 13          | オースティン&アリー 胸さわぎのNEW ステージ                                                   | オースティン＆アリー                                                                    | #46                                                                      |                                                |
| 4  | 18-25       | アリエルとティンカー・ベルのスプリング・ファンタジー                                         |                                                                                         |                                                                          |                                                |
| 4  | 19          | ディズニープリンセスがいっぱい！ソフィアのまほうのどようび                                   | ちいさなプリンセス ソフィア                                                             | #17                                                                      |                                                |
| 4  | 29          | 「Oops！フェアリー・ペアレンツ」連続放送                                                     |                                                                                         |                                                                          |                                                |
| 5  | 3           | シェキラ！ファイナル・ダンス5                                                                | シェキラ！                                                                              |                                                                          | ソウルメイト・ダンスをテーマとした放送         |
| 5  | 10          | シェキラ！ファイナル・ダンス5                                                                | シェキラ！                                                                              |                                                                          | フジヤマ・ダンスをテーマとした放送             |
| 5  | 17          | シェキラ！ファイナル・ダンス5                                                                | シェキラ！                                                                              |                                                                          | トンデモ・ダンスをテーマとした放送             |
| 5  | 24          | シェキラ！ファイナル・ダンス5                                                                | シェキラ！                                                                              |                                                                          | ライバル・ダンスをテーマとした放送             |
| 5  | 31          | シェキラ！ファイナル・ダンス5                                                                | シェキラ！                                                                              | #78                                                                      | ファイナル・ダンスをテーマとした放送           |
| 5  | 31          | シェキラ！ファイナル・ダンス5                                                                | やってないってば！                                                                      | #1                                                                       | 先行放送                                       |
| 5  | 5           | ジェイクとゴーゴー！あたらしいたからさがし                                                   | ジェイクとネバーランドのかいぞくたち                                                    | #65                                                                      |                                                |
| 5  | 5           | ジェイクとゴーゴー！あたらしいたからさがし                                                   | ビッケはちいさなバイキング                                                              | #1-2                                                                     | 先行放送                                       |
| 5  | 10          | なんだかんだワンダー さすらいおさらい大放送                                                  | なんだかんだワンダー                                                                    |                                                                          | 連続放送#1-3,5,7                               |
| 6  | 7           | 帰ってきたグラビティフォールズ 恐怖！メイベルまつり                                          | 怪奇ゾーン グラビティフォールズ                                                         | 「メイベルがボス」                                                       |                                                |
| 6  | 9-13        | ハッピーバースデー！ドナルドダック                                                           |                                                                                         |                                                                          |                                                |
| 7  | 13          | ブログ犬新作記念 オー・マイ・ドッグショー！                                                  | ブログ犬 スタン                                                                         |                                                                          |                                                |
| 7  | 19          | マホーでハイ・ホー！マジカル・サタデー                                                       | ハイ・ホー7D                                                                            |                                                                          | 先行放送                                       |
| 8  | 8-9         | フィニアスとファーブ35時間テレビ カモノグルメ博覧会                                          | フィニアスとファーブ                                                                    | #115-117,120                                                             | プレゼントキャンペーンあり                     |
| 8  | 16          | 真夏のクライマックス グラビティフォールズ 仰天サタデー                                       | 怪奇ゾーン グラビティフォールズ                                                         |                                                                          |                                                |
| 8  | 22          | 「けいおん！！」1話～14話連続放送                                                            | けいおん！！                                                                            |                                                                          |                                                |
| 8  | 30          | ティーン・ビーチ・スターズ パーティー・ナイト                                                | オースティン＆アリー、ジェシー！、ティーン・ビーチ・ムービー                            |                                                                          |                                                |
| 9  | 7           | なんだかんだワンダー どんなもんだサンデー                                                    | なんだかんだワンダー                                                                    | #9                                                                       |                                                |
| 9  | 15-19,22-26 | グッドラック・フレンズ！ダブル・クライマックス・パーティー                                   | スイチュー！フレンズ、グッドラック・チャーリー                                          |                                                                          |                                                |
| 10 | 18          | ディズニー・チャンネル ハロウィーン                                                          | 怪奇ゾーン グラビティフォールズ                                                         | #22                                                                      |                                                |
| 10 | 18          | ディズニー・チャンネル ハロウィーン                                                          | フィニアスとファーブ                                                                    | #118-119                                                                 |                                                |
| 10 | 18          | ディズニー・チャンネル ハロウィーン                                                          | トイ・ストーリー・オブ・テラー！、キャスパーのオバケ学園                                |                                                                          |                                                |
| 10 | 25          | スター・ウォーズ大放送 ディズニー・チャンネル 宇宙でキマリだ！サタデー                       | フィニアスとファーブ                                                                    | 「フィニアスとファーブ／スター・ウォーズ大作戦」                         |                                                |
| 11 | 1           | ディズニー・チャンネル フレッシュ・ラッシュ！                                                | ハイ・ホー7D                                                                            | #3                                                                       |                                                |
| 11 | 1           | ディズニー・チャンネル フレッシュ・ラッシュ！                                                | なんだかんだワンダー                                                                    | #13                                                                      |                                                |
| 11 | 1           | ディズニー・チャンネル フレッシュ・ラッシュ！                                                | 怪奇ゾーン グラビティフォールズ                                                         | #21                                                                      |                                                |
| 11 | 1           | ディズニー・チャンネル フレッシュ・ラッシュ！                                                | フィニアスとファーブ                                                                    | #122                                                                     |                                                |
| 11 | 1           | ディズニー・チャンネル フレッシュ・ラッシュ！                                                | 世界のディズニーリゾートへGO！                                                          | #7                                                                       |                                                |
| 11 | 1           | ディズニー・チャンネル フレッシュ・ラッシュ！                                                | ブログ犬 スタン                                                                         | #37                                                                      |                                                |
| 11 | 1           | ディズニー・チャンネル フレッシュ・ラッシュ！                                                | やってないってば！                                                                      | #8                                                                       |                                                |
| 11 | 1           | ディズニー・チャンネル フレッシュ・ラッシュ！                                                | ジェシー！                                                                              | #64                                                                      |                                                |
| 11 | 1           | ディズニー・チャンネル フレッシュ・ラッシュ！                                                | うわさのツインズ リブとマディ                                                           | #17                                                                      |                                                |
| 11 | 1           | ディズニー・チャンネル フレッシュ・ラッシュ！                                                | クラウド9                                                                               | 本編                                                                     |                                                |
| 11 | 18          | ハッピーバースデー！ミッキーマウス                                                           | ミッキーマウス クラブハウス                                                             | #118                                                                     |                                                |
| 11 | 18          | ハッピーバースデー！ミッキーマウス                                                           | ミッキーマウス！                                                                        | #24                                                                      |                                                |
| 11 | 18          | ハッピーバースデー！ミッキーマウス                                                           | ミッキーのミニー救出大作戦                                                              | 本編                                                                     |                                                |
| 11 | 18          | ハッピーバースデー！ミッキーマウス                                                           | ディズニー・コメディ・タイム                                                            |                                                                          | 連続放送                                       |
| 11 | 24          | おさるのジョージ ウッキー・ホリデー                                                          | おさるのジョージ、おさるのジョージ／Curious George、おさるのジョージ2／ゆかいな大冒険！ |                                                                          |                                                |
| 12 | 13          | オラフといっしょ！ ごきげんクリスマス                                                        | ちいさなプリンセス ソフィア                                                             | （オーロラ姫が登場するエピソード）                                       |                                                |
| 12 | 13          | オラフといっしょ！ ごきげんクリスマス                                                        | オースティン＆アリー、ブログ犬 スタン                                                   |                                                                          |                                                |
| 12 | 20          | もういちどクライマックス グラビティフォールズ ゾクゾク連続放送                               | 怪奇ゾーン グラビティフォールズ                                                         | 短編「修理はスース」                                                     |                                                |
| 12 | 23          | けいおん！！ 15話～27話、映画けいおん！ 連続放送                                             | けいおん！                                                                              |                                                                          |                                                |

### 2015年
| 月 | 日    | タイトル                                                   | 編成作品                                                                                                   | 日本初放送エピソード                                                                | 備考                                   |
| -- | ----- | ---------------------------------------------------------- | --- | ----------------------------------------------------------------------------------- | -------------------------------------- |
| 1  | 12    | たんと！ディズニージュニア ドックはおもちゃドクター        | チクタク・タウン                                                                                           | #1-2                                                                                |                                        |
| 1  | 12    | たんと！ディズニージュニア ドックはおもちゃドクター        | ドックはおもちゃドクター                                                                                   |                                                                                     |                                        |
| 1  | 17    | なんだかんだワンダー ギラギラ銀河の大パーティー            | なんだかんだワンダー                                                                                       | #14                                                                                 |                                        |
| 1  | 26-30 | ディズニー・チャンネル ハチャメチャ天才週間                | 天才学級アント・ファーム                                                                                   | #65                                                                                 |                                        |
| 1  | 26-30 | ディズニー・チャンネル ハチャメチャ天才週間                | カンペキ・ボーイ                                                                                           | 本編                                                                                |                                        |
| 2  | 7     | フィニアスとファーブ 新作パニック どうなる?ダンヴィル      | フィニアスとファーブ                                                                                       | 「フィニアスとファーブ／ゾンビの街ダンヴィル」                                      |                                        |
| 2  | 11    | たんと！ディズニージュニア すすめ！ オクトノーツ           | すすめ! オクトノーツ                                                                                       |                                                                                     |                                        |
| 2  | 14    | ラプンツェルのプリンセス・サタデー                         | 塔の上のラプンツェル、ラプンツェルのウェディング                                                           |                                                                                     |                                        |
| 2  | 14    | ラプンツェルのプリンセス・サタデー                         | ちいさなプリンセス ソフィア                                                                                | 「ちいさなプリンセス ソフィア／プリンセス アイビーの のろい」                       |                                        |
| 2  | 22    | ディズニー・チャンネル トンデモ宇宙事件簿                  | フィーニアスとファーブ／スター・ウォーズ大作戦、やってないってば！、ジェシー！、オースティン＆アリー       |                                                                                     |                                        |
| 3  | 7     | ハイ・ホー7D コミカル・マジカル・カーニバル                | ハイ・ホー7D                                                                                               | #14                                                                                 |                                        |
| 3  | 15    | ひみつがいっぱい！ ジェイクとびっくりネバーランド          | ジェイクとネバーランドのかいぞくたち                                                                       | #78                                                                                 |                                        |
| 3  | 15    | ひみつがいっぱい！ ジェイクとびっくりネバーランド          | ジェイクとだいかいぞくのたから                                                                             | #1                                                                                  |                                        |
| 4  | 11    | なんだかんだワンダー さくれつ！ギャグギャラクシー          | なんだかんだワンダー                                                                                       | #20                                                                                 |                                        |
| 4  | 15-18 | トイ・ストーリー コレクション                              | |                                                                                     |                                        |
| 4  | 19    | ディズニージュニア ぴっかぴかパーティー                    | |                                                                                     |                                        |
| 4  | 25    | ザ・ペンギンズ 週末突入大作戦                              | ザ・ペンギンズ from マダガスカル                                                                           |                                                                                     | 連続放送 #1-8                          |
| 5  | 2     | ラブライブ！（1期）1話～8話 一挙放送                       | ラブライブ！                                                                                               |                                                                                     |                                        |
| 5  | 17    | おでかけドック！どこでもしんさつデー                       | ドックはおもちゃドクター                                                                                   | #58                                                                                 | 6話連続放送                            |
| 5  | 23    | ティーン・スパイ K.C. 放送開始ミッション                   | ティーン・スパイ K.C.                                                                                      | #1特別編、#2                                                                        |                                        |
| 5  | 23    | ティーン・スパイ K.C. 放送開始ミッション                   | Radio Disney ファミリー・バースデー                                                                        | 本編                                                                                |                                        |
| 6  | 5     | ラブライブ！（1期）9話～13話 一挙放送                      | ラブライブ！                                                                                               |                                                                                     |                                        |
| 6  | 13    | フィニアスとファーブ カモノラブ・パーティー！              | フィニアスとファーブ                                                                                       | #126、「フィニアスとファーブ／夏休み最後の日」                                      | プレゼントキャンペーン実施             |
| 6  | 20    | ジェイクとピーター・パンがゆく！ネバーランドのだいぼうけん | ジェイクとネバーランドのかいぞくたち                                                                       | 「ジェイクとネバーランドのかいぞくたち／ ジェイク ウェンディのほんをとりかえせ！ 」 |                                        |
| 6  | 21    | 怪奇ゾーングラビティフォールズ 新作おっかなプレイバック    | 怪奇ゾーン グラビティフォールズ                                                                            | 短編アニメ「グラビティフォールズ・テレビ その2」                                    |                                        |
| 6  | 27    | オースティ～ン・ビーチ・サタデー                           | オースティン ＆ アリー                                                                                     | #68                                                                                 |                                        |
| 6  | 27    | オースティ～ン・ビーチ・サタデー                           | ティーン・ビーチ・ムービー ～英語歌詞付                                                                    |                                                                                     |                                        |
| 7  | 11    | ブンブン・タカコとブーブー・ヒューバート 先行放送          | ブンブン・タカコとブーブー・ヒューバート                                                                   | #1-15                                                                               | 先行放送                               |
| 7  | 25    | ディズニー・チャンネル 音楽祭 イケオン                     | フィニアスとファーブ、ミッキーマウス、ザ・ペンギンズ from マダガスカル、怪奇ゾーン グラビティフォールズ    |                                                                                     |                                        |
| 7  | 25    | ディズニー・チャンネル 音楽祭 イケオン                     | オースティン＆アリー                                                                                       | #72                                                                                 |                                        |
| 7  | 25    | ディズニー・チャンネル 音楽祭 イケオン                     | ティーン・ビーチ 2                                                                                         | 本編                                                                                |                                        |
| 7  |       | 「スター・ウォーズ 反乱者たち」連続放送                    | スター・ウォーズ 反乱者たち                                                                                |                                                                                     |                                        |
| 8  | 3-6,7 | スティッチ！新作接近！パーフェクト・ウィーク               | リロ＆スティッチ、スティッチ！ザ・ムービー、リロ＆スティッチ2、リロイ＆スティッチ、スティッチ！            |                                                                                     |                                        |
| 8  | 7     | スティッチ！新作接近！パーフェクト・ウィーク               | スティッチ！パーフェクト・メモリー                                                                         | 本編                                                                                | 世界初放送、プレゼントキャンペーン実施 |
| 8  | 10-14 | マジカル・ワールド・オブ・ディズニー 夏休みシアター        | |                                                                                     |                                        |
| 8  | 15    | ザ・ペンギンズ連続放送 真夏のキュート大作戦                | ザ・ペンギンズ from マダガスカル                                                                           |                                                                                     |                                        |
| 8  | 16    | プリンセスがいっぱい！ソフィアのキラキラにちようび         | ちいさなプリンセス ソフィア                                                                                | #37                                                                                 |                                        |
| 9  | 12    | ブログ犬 スタン つぶやきドッグショー！                     | ブログ犬 スタン                                                                                            | #50                                                                                 |                                        |
| 9  | 13    | マイルズといこう！にちようアドベンチャー                   | マイルズのトゥモローランドだいさくせん                                                                     | #11                                                                                 |                                        |
| 9  | 19-23 | マジカル・ワールド・オブ・ディズニー ティンカー・ベル特集  | |                                                                                     |                                        |
| 9  | 27    | 新作サンデー！ガンバリ・ガールズ                           | ティーン・スパイ Ｋ.Ｃ.                                                                                    | #9                                                                                  |                                        |
| 9  | 27    | 新作サンデー！ガンバリ・ガールズ                           | うわさのツインズ リブとマディ                                                                              | #33                                                                                 |                                        |
| 9  | 27    | 新作サンデー！ガンバリ・ガールズ                           | オースティン ＆ アリー                                                                                     | #73-74                                                                              |                                        |
| 9  | 27    | 新作サンデー！ガンバリ・ガールズ                           | バッド・ヘア・デー                                                                                         | 本編                                                                                |                                        |
| 10 | 3     | ディズニージュニア ぎゃおぉ！ハロウィーン                  | ヘンリー・ハグルモンスター                                                                                 | #42                                                                                 |                                        |
| 10 | 3     | ディズニージュニア ぎゃおぉ！ハロウィーン                  | ドックはおもちゃドクター                                                                                   | #67                                                                                 |                                        |
| 10 | 3     | ディズニージュニア ぎゃおぉ！ハロウィーン                  | ちいさなプリンセス ソフィア                                                                                | #36                                                                                 |                                        |
| 10 | 3     | ディズニージュニア ぎゃおぉ！ハロウィーン                  | ミッキーマウス クラブハウス                                                                                | 「ミッキーマウス クラブハウス／ミッキーのモンスターミュージカル」                   |                                        |
| 10 | 4     | ディズニー・チャンネル ドラマシリーズ ハロウィーン特集     | ブログ犬スタン                                                                                             | #48                                                                                 |                                        |
| 10 | 4     | ディズニー・チャンネル ドラマシリーズ ハロウィーン特集     | うわさのツインズ リブとマディ                                                                              | #24                                                                                 |                                        |
| 10 | 4     | ディズニー・チャンネル ドラマシリーズ ハロウィーン特集     | やってないってば！                                                                                         | #18                                                                                 |                                        |
| 10 | 4     | ディズニー・チャンネル ドラマシリーズ ハロウィーン特集     | ガール・ミーツ・ワールド                                                                                   | #11                                                                                 |                                        |
| 10 | 12    | ディズニー・チャンネル オール新作ミッション                | ザ・ペンギンズ from マダガスカル                                                                           | #73-74                                                                              |                                        |
| 10 | 12    | ディズニー・チャンネル オール新作ミッション                | フィニアスとファーブ                                                                                       | 「フィニアスとファーブ番外編 O.W.C.A.ファイル」                                     |                                        |
| 10 | 12    | ディズニー・チャンネル オール新作ミッション                | ミッキーマウス！                                                                                           | #38                                                                                 |                                        |
| 10 | 12    | ディズニー・チャンネル オール新作ミッション                | ティーン・スパイ Ｋ.Ｃ.                                                                                    | #10-11                                                                              |                                        |
| 10 | 24    | 衝撃のグラビティフォールズ ミステリー・ハロウィーン        | 怪奇ゾーン グラビティフォールズ                                                                            | #26,31                                                                              |                                        |
| 10 | 30    | 黒魔女さんが通る!! ルキウゲ・ルキウゲ連続放送              | 黒魔女さんが通る!!                                                                                         |                                                                                     |                                        |
| 11 | 2-6   | リブとマディの新作パーティー！恋する5日間                  | うわさのツインズ リブとマディ                                                                              | #36-40                                                                              |                                        |
| 11 | 18    | ハッピーバースデー！ミッキーマウス                         | ミッキーマウス！                                                                                           | #41                                                                                 |                                        |
| 11 | 18    | ハッピーバースデー！ミッキーマウス                         | スティッチ！パーフェクト・メモリー、ミッキーのミニー救出大作戦、ファンタジア、ディズニー・コメディ・タイム |                                                                                     |                                        |
| 11 | 23    | トゥモローランドへいこう！マイルズのうちゅうレッスン       | マイルズのトゥモローランドだいさくせん                                                                     |                                                                                     |                                        |
| 11 | 28    | 悪の新作まつり なんだかんだヘイター                        | なんだかんだワンダー                                                                                       | #21-22                                                                              |                                        |
| 12 | 12    | オラフといっしょ！ごきげんクリスマス                       | |                                                                                     |                                        |
| 12 | 12    | ソフィアとジェイクの ふゆはさいこう！                      | ちいさなプリンセス ソフィア                                                                                | #47                                                                                 |                                        |
| 12 | 13    | ソフィアとジェイクの ふゆはさいこう！                      | キャプテン・ジェイクとネバーランドのかいぞくたち                                                           | 「キャプテン・ジェイクとネバーランドのかいぞくたち／ネバーランドのうみをまもれ！」  |                                        |
| 12 | 14-17 | ディセンダント放送記念 ディズニーヴィランズ・ウィーク      | 白雪姫、アラジン ジャファーの逆襲、101、眠れる森の美女                                                     |                                                                                     |                                        |
| 12 | 18    | ディセンダント放送記念 ディズニーヴィランズ・ウィーク      | ディセンダント                                                                                             | 本編                                                                                |                                        |
| 12 | 18    | 悪魔バスター★スター・バタフライ 先行放送                   | 悪魔バスター★スター・バタフライ                                                                            | #1-2                                                                                | 先行放送                               |

### 2016年
| 月 | 日    | タイトル                                                                       | 編成作品 | 日本初放送エピソード                                      | 備考                       |
| -- | ----- | ------------------------------------------------------------------------------ | --- | --------------------------------------------------------- | -------------------------- |
| 1  | 11    | おさるのジョージ ウッキー・ホリデー                                            | おさるのジョージ | #81                                                       | 連続放送 #17-25            |
| 1  | 15    | 「悪魔バスター★スター・バタフライ」拡大放送                                    | 悪魔バスター★スター・バタフライ | #3                                                        |                            |
| 1  | 30    | ディズニー・チャンネル 最新！ドラマチック・ガールズ                            | ガール・ミーツ・ワールド | #22-23                                                    |                            |
| 1  | 30    | ディズニー・チャンネル 最新！ドラマチック・ガールズ                            | インビジブル・シスター | 本編                                                      |                            |
| 2  | 6     | シークレット・フェブラリー／ブログ犬 スタン                                    | ブログ犬 スタン | #61-62,64                                                 |                            |
| 2  | 11    | シークレット・フェブラリー／ちいさなプリンセス ソフィア                        | ちいさなプリンセス ソフィア | #58,#61                                                   |                            |
| 2  | 13    | シークレット・フェブラリー／怪奇ゾーン グラビティフォールズ                    | 怪奇ゾーン グラビティフォールズ | #32                                                       |                            |
| 2  | 20    | シークレット・フェブラリー／ザ・ペンギンズとチャック・チャック                 | ザ・ペンギンズ from マダガスカル | #75                                                       |                            |
| 2  | 20    | シークレット・フェブラリー／ザ・ペンギンズとチャック・チャック                 | チャック・チャック | #1-2                                                      | 先行放送                   |
| 2  | 27    | シークレット・フェブラリー／ティーン・スパイ K.C.                              | ティーン・スパイ K.C. | #25-26,28-29                                              |                            |
| 3  | 2     | みんなのスター！のりのりミニー・ショー                                         | ミッキーマウス クラブハウス | #119                                                      |                            |
| 3  | 2     | みんなのスター！のりのりミニー・ショー                                         | ミニーのリボンショー | #29                                                       |                            |
| 3  | 4     | 映画「アーロと少年」公開記念 バグズ・ライフ                                    | バグズ・ライフ |                                                           |                            |
| 3  | 19    | 新作パーティー！リブとマディとヴィランズ・サタデー                             | うわさのツインズ リブとマディ | #44-46                                                    |                            |
| 3  | 19    | 新作パーティー！リブとマディとヴィランズ・サタデー                             | ディセンダント ～英語歌詞付、ディセンダント セット・イット・オフ                                                                                             | 本編                                                      |                            |
| 3  | 21~24 | ティンカー・ベルのトゥインクル・ウィーク                                       | ティンカー・ベルと月の石、ティンカー・ベルと妖精の家、ティンカー・ベルと輝く羽の秘密、ティンカー・ベルとネバーランドの海賊船                                 |                                                           | プレゼントキャンペーンあり |
| 3  | 25    | ティンカー・ベルのトゥインクル・ウィーク                                       | ティンカー・ベルと流れ星の伝説 | 本編                                                      | プレゼントキャンペーンあり |
| 4  | 8     | 映画「ズートピア」公開記念 チキン・リトル                                      | チキン・リトル |                                                           |                            |
| 4  | 16    | 初登場！ライオン・ガード                                                       | ライオン・ガード | 「ライオン・ガード ゆうしゃのでんせつ」                   |                            |
| 4  | 16    | 初登場！ライオン・ガード                                                       | ライオン・キング |                                                           |                            |
| 4  | 16    | ディズニージュニア はるのおたのしみ会                                          | おさるのジョージ |                                                           |                            |
| 4  | 23    | ディズニージュニア はるのおたのしみ会                                          | ドックはおもちゃドクター | #83                                                       |                            |
| 4  | 24    | 新作登場！スター・バタフライ めっちゃ見れるデー                                | 悪魔バスター★スター・バタフライ | #8                                                        | 連続放送 #1-8              |
| 5  | 15    | ライオン・ガード はじまりのだいほうそう                                        | ライオン・ガード | #1                                                        |                            |
| 5  | 15    | ライオン・ガード はじまりのだいほうそう                                        | ライオン・キング、ライオン・ガード ゆうしゃのでんせつ |                                                           |                            |
| 5  | 22    | ディズニー・チャンネル KiraKira★ドラマコレクション                             | ティーン・スパイ K.C.、オースティン＆アリー、ガール・ミーツ・ワールド、うわさのツインズ リブとマディ、ディセンダント                                         |                                                           |                            |
| 6  | 11,12 | 怪奇ゾーングラビティフォールズ ゾ・ゾ・ゾ！クライマックス                      | 怪奇ゾーン グラビティフォールズ |                                                           | シリーズ最終、全話連続放送 |
| 6  | 18    | アナ雪がいっぱい フローズン・サマー ソフィアとオラフの雪まつり                 | ちいさなプリンセス ソフィア | #68                                                       |                            |
| 6  | 26    | ブログ犬スタン フィナーレにほえろ！                                            | ブログ犬スタン |                                                           |                            |
| 8  | 3-5   | マダガスカーニバル 3デイズ                                                     | ザ・ペンギンズ from マダガスカル、マダガスカル、マダガスカル2                                                                                                |                                                           |                            |
| 8  | 3-5   | マダガスカーニバル 3デイズ                                                     | マダガスカル3 | 本編                                                      |                            |
| 8  | 5     | よーいどん！ディズニージュニアのうんどうかい                                   | |                                                           |                            |
| 8  | 13    | なぞがいっぱい！マイルズとうちゅうのたび                                       | マイルズのトゥモローランドだいさくせん |                                                           |                            |
| 8  | 19    | オースティン＆アリー ひびけ！ファイナル・デュエット                            | オースティン＆アリー | （2エピソード）                                           | シリーズ最終               |
| 8  | 26    | アナ雪がいっぱい フローズン・サマー                                            | |                                                           |                            |
| 9  | 3     | まるごとライオン・ガード ゆうしゃのどようび                                    | ライオン・ガード | #9『ちいさなライオン･ガード』 「これは すバンガらしい！」 | 連続放送 序章、#1-9        |
| 9  | 16,17 | 100作達成記念 ディズニー・チャンネル・オリジナル・ムービー大放送               | ハイスクール・ミュージカル、ベビーシッター・アドベンチャー                                                                                                   |                                                           |                            |
| 9  | 16,17 | 100作達成記念 ディズニー・チャンネル・オリジナル・ムービー大放送               | 「ハイスクール・ミュージカル」10周年特別映像 | 本編                                                      |                            |
| 9  | 19    | 「マダガスカル」3作連続放送                                                    | |                                                           |                            |
| 9  | 22    | 「Doraemon」10話連続放送                                                       | Doraemon |                                                           | 連続放送 #27-36            |
| 10 | 2     | ディズニー・チャンネル ハロウィーン／ドラマスター ファッション・チェック       | |                                                           |                            |
| 10 | 15    | ディズニー・チャンネル ハロウィーン ディセンダント ヴィランズ・スタイル        | ディセンダント キケンな世界 | 「ディセンダント キケンな世界／ネオンパーティー」         |                            |
| 10 | 15    | ディズニー・チャンネル ハロウィーン ディセンダント ヴィランズ・スタイル        | ディセンダント、ディセンダント セット・イット・オフ |                                                           |                            |
| 10 | 16    | ディズニー・チャンネル ハロウィーン／ドレスアップ！ソフィア                    | ちいさなプリンセス ソフィア | #75-77                                                    |                            |
| 10 | 21,22 | ディズニー・チャンネル ハロウィーン／びっくり仮装シアター                      | アリス・イン・ワンダーランド、ナイトメアー・ビフォア・クリスマス                                                                                             |                                                           |                            |
| 10 | 30    | ディズニー・チャンネル ハロウィーン／なりきり！スター・バタフライ              | 悪魔バスター★スター・バタフライ | #14                                                       | 連続放送 #1-14             |
| 11 | 3     | たんと！ディズニージュニア ドックはおもちゃドクター                            | ドックはおもちゃドクター | #92                                                       | 連続放送 #84-92            |
| 11 | 6     | 怪奇ゾーン グラビティフォールズ もういちど クライマックス                      | 怪奇ゾーン グラビティフォールズ |                                                           | 連続放送 #31-41            |
| 11 | 13    | オール新作！リブとマディのドキドキ・サンデー                                   | うわさのツインズ リブとマディ | #62-65                                                    |                            |
| 11 | 18    | ハッピーバースデー！ミッキーマウス                                             | ミッキーマウス クラブハウス | #109                                                      |                            |
| 12 | 2-4   | マジカル・ワールド・オブ・ディズニー 冬のおくりもの ファンタジー・ワールド特集 | アリス・イン・ワンダーランド、オズ はじまりの戦い、ナイトメアー・ビフォア・クリスマス                                                                        |                                                           |                            |
| 12 | 9-10  | マジカル・ワールド・オブ・ディズニー 冬のおくりもの ディズニー／ピクサー特集   | ファインディング・ニモ、トイ・ストーリー 謎の恐竜ワールド、モンスターズ・ユニバーシティ、トイ・ストーリー・オブ・テラー！                                    |                                                           |                            |
| 12 | 11    | ディズニージュニアのクリスマス                                                 | せいぶのねこキャリー |                                                           | チャンネル初放送           |
| 12 | 11    | ディズニージュニアのクリスマス                                                 | マイルズのトゥモローランドだいさくせん、すすめ！ オクトノーツ、ドックはおもちゃドクター、ちいさなプリンセス ソフィア                                         |                                                           |                            |
| 12 | 16-18 | マジカル・ワールド・オブ・ディズニー 冬のおくりもの ディズニープリンセス特集   | アラジン、リトル・マーメイドIII／はじまりの物語、美女と野獣／ベルの素敵なプレゼント                                                                          |                                                           |                            |
| 12 | 17,18 | 冬の新作！ 週末めっちゃスター・バタフライ                                      | 悪魔バスター★スター・バタフライ | #20                                                       |                            |
| 12 | 23    | マジカル・ワールド・オブ・ディズニー 冬のおくりもの ティンカー・ベル特集       | ティンカー・ベルと月の石、ティンカー・ベルと妖精の家、ティンカー・ベルと輝く羽の秘密、ティンカー・ベルとネバーランドの海賊船、ティンカー・ベルと流れ星の伝説 |                                                           |                            |

### 2017年
| 月 | 日        | タイトル                                                                              | 編成作品 | 日本初放送エピソード                                          | 備考                                      |
| -- | --------- | ------------------------------------------------------------------------------------- | --- | ------------------------------------------------------------- | ----------------------------------------- |
| 1  | 9         | ディズニージュニア ぴかぴか！おはなしかい                                             | |                                                               |                                           |
| 1  | 15        | 10時間連続！ザ・ペンギンズ キュート大作戦                                             | ザ・ペンギンズ from マダガスカル |                                                               | 連続放送 #1-20                            |
| 1  | 27,28     | ディズニー・チャンネル こんなの見たことナイト！                                       | |                                                               |                                           |
| 1  | 29        | ちいさなプリンセス ソフィア あつまれ！ひみつのとしょしつ                              | ちいさなプリンセス ソフィア |                                                               |                                           |
| 2  | 3         | 福はウチやで！ 節分スター・バタフライ                                                 | 悪魔バスター★スター・バタフライ |                                                               |                                           |
| 2  | 13        | マイロ・マーフィーの法則 びっくり先行放送                                             | マイロ・マーフィーの法則 |                                                               |                                           |
| 4  | 9         | ティーン・スパイ Ｋ.Ｃ. スリリング・ナイト                                            | ティーン・スパイ Ｋ.Ｃ. | #55                                                           |                                           |
| 4  | 15        | 「ティンカー・ベル」シリーズ連続放送                                                  | |                                                               |                                           |
| 4  | 16        | 「マイロ・マーフィーの法則」連続放送                                                  | マイロ・マーフィーの法則 | #6                                                            | 連続放送 #1-6                             |
| 4  | 23        | アバローのプリンセス エレナ 魔法できらめく日曜日                                      | アバローのプリンセス エレナ | #12                                                           |                                           |
| 5  | 13        | ザ・ペンギンズ もっと！もっと！モート！                                               | ザ・ペンギンズ from マダガスカル |                                                               |                                           |
| 5  | 21        | スター・バタフライ 新作決戦！ ステッキ対ステッキやデー！                              | 悪魔バスター★スター・バタフライ | #27                                                           |                                           |
| 5  | 28        | ディズニー・チャンネル キョーダイ・パラダイス                                         | キャンプ・キキワカ | #12                                                           |                                           |
| 5  | 28        | ディズニー・チャンネル キョーダイ・パラダイス                                         | リブとマディ in カリフォルニア | #7                                                            |                                           |
| 5  | 28        | ディズニー・チャンネル キョーダイ・パラダイス                                         | ハーレーはド真ん中 | #1-2                                                          |                                           |
| 6  | 5~9,12~16 | 「Doraemon」連続放送                                                                  | Doraemon |                                                               | 連続放送 #28-47                           |
| 6  | 17,18     | ミッキーマウスとロードレーサーズがやってくる！ディズニージュニア ぴっかぴかパーティー | ミッキーマウスとロードレーサーズ |                                                               |                                           |
| 6  | 18        | ディセンダント キケンなヴィランズ・ナイト                                             | |                                                               |                                           |
| 6  | 26~30     | 6月26日は“スティッチの日”                                                             | |                                                               |                                           |
| 7  | 8         | 「かみさまみならい ヒミツのここたま」新エピソード先行放送                             | かみさまみならい ヒミツのここたま |                                                               | 連続放送 #53-58                           |
| 7  | 15        | 「カーズ／クロスロード」公開記念 トイ・ストーリー大放送                               | トイ・ストーリー3、トイ・ストーリー・オブ・テラー！、トイ・ストーリー 謎の恐竜ワールド |                                                               |                                           |
| 7  | 21        | マイロ・マーフィーの法則 おもいっきり 新作サマー                                      | マイロ・マーフィーの法則 | #11                                                           | 連続放送 #1-11                            |
| 7  | 30        | くまのプーさん ともだちいっぱい！にちようび                                           | ドックのおもちゃびょういん | #13                                                           |                                           |
| 7  | 30        | くまのプーさん ともだちいっぱい！にちようび                                           | くまのプーさん／完全保存版、くまのプーさん |                                                               |                                           |
| 8  | 4         | ディズニー・チャンネル プリンセス・サマー！                                           | ちいさなプリンセス ソフィア | #84                                                           |                                           |
| 8  | 4         | ディズニー・チャンネル プリンセス・サマー！                                           | アバローのプリンセス エレナ | #17                                                           |                                           |
| 8  | 11        | ディズニー・チャンネル プリンセス・サマー！                                           | ラプンツェル ザ・シリーズ | #1                                                            |                                           |
| 8  | 11        | ディズニー・チャンネル プリンセス・サマー！                                           | 塔の上のラプンツェル、ラプンツェル あたらしい冒険、美女と野獣 |                                                               |                                           |
| 8  | 18        | ディズニー・チャンネル プリンセス・サマー！                                           | 悪魔バスター★スター・バタフライ | #28-29                                                        | 連続放送 #1-29 プレゼントキャンペーンあり |
| 8  | 11        | 「おさるのジョージ」連続放送                                                          | おさるのジョージ |                                                               | 連続放送 #91-96、長編3作品                |
| 9  | 1         | 新作映画だ！ペンギンズ・フライデー                                                    | マダガスカル、マダガスカル2、マダガスカル3、ザ・ペンギンズ from マダガスカル、ペンギンズ FROM マダガスカル ザ・ムービー |                                                               |                                           |
| 9  | 9         | たんと！ディズニージュニア ミッキーマウスとロードレーサーズ                           | ミッキーマウスとロードレーサーズ |                                                               | 連続放送 #1-7                             |
| 9  | 18        | ソフィアとアンバー いこう！しんぴのしまへ                                             | ちいさなプリンセス ソフィア | 「ちいさなプリンセス ソフィア／しんぴの しま」                |                                           |
| 9  | 23        | 「モンスター・ホテル」 特集                                                           | モンスター・ホテルザ・シリーズ、モンスター・ホテル、モンスター・ホテル2 |                                                               |                                           |
| 9  | 25~29     | ディセンダント特集 ここにもヴィランズ！ウィーク                                       | 天才学級アント・ファーム、ウェイバリー通りのウィザードたち、とび蹴り アチョ～ズ！、グッドラック・チャーリー、超ゲーマー伝説 ぼくらの裏ワザ青春白書、ジェシー！、キャンプ・キキワカ、ベビーシッター・アドベンチャー、リブとマディ in カリフォルニア |                                                               |                                           |
| 10 | 7         | ドキドキ！スター・バタフライ 恋のクライマックス大放送                                 | 悪魔バスター★スター・バタフライ | #34-35                                                        | シーズン2最終                             |
| 10 | 9         | ディズニージュニア ぎゃおぉ！ハロウィーン                                             | ちいさなプリンセス ソフィア | #97                                                           |                                           |
| 10 | 9         | ディズニージュニア ぎゃおぉ！ハロウィーン                                             | ドックはおもちゃドクター、ジェイクとネバーランドのかいぞくたち、ミッキーマウス クラブハウス |                                                               |                                           |
| 10 | 14        | たんと！ディズニージュニア おさるのジョージ                                           | おさるのジョージ |                                                               | 連続放送 #97~#102                         |
| 10 | 30,31     | ガール・ミーツ・ワールド フィナーレ・パーティー！                                     | ガール・ミーツ・ワールド | 「ガール・ミーツ・ワールド／ワールド・ミーツ・ガール」 #70-71 | シリーズ最終                              |
| 11 | 3         | まるごと！ラプンツェル・デー                                                          | |                                                               |                                           |
| 11 | 11        | まほうがいっぱい！ソフィアとしんぴのどようび                                          | ちいさなプリンセス ソフィア |                                                               |                                           |
| 11 | 12        | ヴィランズ＆スパイ スクランブル・ナイト！                                             | ティーン・スパイ Ｋ.Ｃ.、ディセンダント2 |                                                               |                                           |
| 11 | 18        | ハッピーバースデー！ミッキーマウス                                                    | ミッキーマウス！ | #66                                                           |                                           |
| 11 | 23        | 「おさるのジョージ」連続放送                                                          | おさるのジョージ3／ジャングルへ帰ろう | 本編                                                          |                                           |
| 12 | 9         | ディズニー・チャンネル クリスマス                                                     | |                                                               |                                           |
| 12 | 16        | はばたけ！魔法の王国へ エレナの新作サタデー                                           | アバローのプリンセス エレナ | 「アバローのプリンセス エレナ／ジャークインの王国」           |                                           |
| 12 | 18-22     | ディズニー・チャンネル 歌え！ミュージカル・ウィーク                                   | ディセンダント2 ～英語歌詞付 |                                                               |                                           |

### 2018年
| 月 | 日        | タイトル                                                                                             | 編成作品 | 日本初放送エピソード                                            | 備考          |
| -- | --------- | --- | --- | --------------------------------------------------------------- | ------------- |
| 1  | 6         | ディズニー・チャンネル 謹賀ワン年                                                                    | パグ・パグ・アドベンチャー |                                                                 | 6話連続放送   |
| 1  | 7         | ディズニー・チャンネル 謹賀ワン年                                                                    | ボルト |                                                                 |               |
| 1  | 8         | ディズニー・チャンネル 謹賀ワン年                                                                    | マイロ・マーフィーの法則 |                                                                 | 5話連続放送   |
| 1  | 28        | つよいぞ がおお！ ライオン・ガードのにちようび                                                       | ライオン・ガード |                                                                 |               |
| 2  | 3         | ソフィアとぼうけん ゴーゴー！しんぴのしま                                                            | ちいさなプリンセス ソフィア | #99                                                             |               |
| 2  | 10        | モンスター・ホテル ようこそ絶叫サタデー                                                              | モンスター・ホテル ザ・シリーズ |                                                                 |               |
| 2  | 18        | 冬の新作！ラプンツェル いそがしサンデー                                                              | ラプンツェル ザ・シリーズ | #15、「ラプンツェル ザ・シリーズ／女王のつとめ」                | 連続放送#1-15 |
| 3  | 3         | プリンセスがいっぱい！ソフィアのキラキラひなまつり                                                   | ちいさなプリンセス ソフィア |                                                                 |               |
| 3  | 17        | エレナがいっぱい！春の新作カーニバル                                                                 | アバローのプリンセス エレナ | #26-27                                                          |               |
| 3  | 19        | アンディ・マック 連続放送                                                                            | アンディ・マック | #11-12                                                          |               |
| 3  | 24        | ディズニージュニア たんじょう！ふたつのおたすけチーム                                                | マイルズのトゥモローランドだいさくせん | 「マイルズのトゥモローランドだいさくせん／あたらしい たびだち」 |               |
| 3  | 25        | ディズニージュニア たんじょう！ふたつのおたすけチーム                                                | ドックのおもちゃびょういん | 「ドックのおもちゃびょういん／ハイパーレスキュー しゅつどう！」 |               |
| 4  | 1,8,15,22 | アンディ・マック アンコール・サンデー                                                                | アンディ・マック |                                                                 |               |
| 4  | 14        | ラプンツェル 春のドラマチックダイアリー                                                              | ラプンツェル ザ・シリーズ |                                                                 |               |
| 4  | 22        | マイロ・マーフィー 新作パニック ピスタチオンパレード！                                               | マイロ・マーフィーの法則 |                                                                 |               |
| 5  | 3         | たんと！ディズニージュニア ドックのおもちゃびょういん                                                | ドックのおもちゃびょういん |                                                                 |               |
| 5  | 4         | たんと！ディズニージュニア ミッキーマウスとロードレーサーズ                                          | ミッキーマウスとロードレーサーズ |                                                                 |               |
| 5  | 12        | 新作やで！スター・バタフライ 謎めきパーティー                                                        | 悪魔バスター★スター・バタフライ | #47-48                                                          |               |
| 5  | 19        | 新作ございます！モンスター・ホテル おもてなしサタデー                                                | モンスター・ホテル ザ・シリーズ | #17                                                             |               |
| 5  | 27        | ザ・ペンギンズ キュン！キュン！大放送                                                                | ザ・ペンギンズ from マダガスカル |                                                                 |               |
| 6  | 2         | パグ・パグ・アドベンチャー わくわくせかいりょこう                                                    | パグ・パグ・アドベンチャー |                                                                 |               |
| 6  | 9         | たんと！ディズニージュニア おさるのジョージ                                                          | おさるのジョージ |                                                                 |               |
| 6  | 9         | ハッピーバースデー！ ドナルドダック ダックテイルズ先行放送                                           | ダックテイルズ |                                                                 | 先行放送      |
| 6  | 10        | 新作エレナ！マジカル・アドベンチャー                                                                 | アバローのプリンセス エレナ |                                                                 |               |
| 6  | 16        | 王国あやうし！ラプンツェル クライマックス・サタデー                                                  | ラプンツェル ザ・シリーズ |                                                                 |               |
| 7  | 6         | ディズニー・チャンネル ビッグ・ピクサー・サマー                                                      | ピクサー・ショート・フィルム |                                                                 |               |
| 7  | 7         | ディズニー・チャンネル ビッグ・ピクサー・サマー                                                      | モンスターズ・インク |                                                                 |               |
| 7  | 13        | ディズニー・チャンネル ビッグ・ピクサー・サマー                                                      | レミーのおいしいレストラン |                                                                 |               |
| 7  | 14        | ディズニー・チャンネル ビッグ・ピクサー・サマー                                                      | カールじいさんの空飛ぶ家 |                                                                 |               |
| 7  | 20        | ディズニー・チャンネル ビッグ・ピクサー・サマー                                                      | トイ・ストーリー |                                                                 |               |
| 7  | 21        | ディズニー・チャンネル ビッグ・ピクサー・サマー                                                      | トイ・ストーリー2 |                                                                 |               |
| 7  | 27        | ディズニー・チャンネル ビッグ・ピクサー・サマー                                                      | アーロと少年 |                                                                 |               |
| 7  | 28        | ディズニー・チャンネル ビッグ・ピクサー・サマー                                                      | インサイド・ヘッド | 本編                                                            |               |
| 7  | 23        | ディズニー・チャンネルの夏休み                                                                       | |                                                                 |               |
| 7  | 27        | 新作ギョーテン！スター・バタフライ イッキ見やデー                                                    | 悪魔バスター★スター・バタフライ |                                                                 |               |
| 7  | 29-       | 怪奇ゾーン グラビティフォールズ 拡大放送                                                             | 怪奇ゾーン グラビティフォールズ |                                                                 |               |
| 8  | 10        | マイロとフィニアスとファーブ 真夏の大法則！                                                          | マイロ・マーフィーの法則 | 「マイロ・マーフィーの法則／フィニアスとファーブ現象」          | 連続放送#1-19 |
| 8  | 24        | 新作エレナ！マジカル・フライデー                                                                     | アバローのプリンセス エレナ |                                                                 |               |
| 9  | 8         | ミラキュラス これまでのすべて。ふたりのはじまり。                                                    | ミラキュラス レディバグ&シャノワール |                                                                 |               |
| 9  | 24        | ティーン・スパイ K.C. ファイナル・ミッション                                                         | ティーン・スパイ K.C. |                                                                 |               |
| 10 | 8         | ディズニー・ジュニアぎゃおぉ！ハロウィーン                                                           | バンピリーナとバンパイアかぞく |                                                                 |               |
| 10 | 8         | ディズニー・チャンネル ハロウィーン アニメーション連続放送                                           | マイロ・マーフィーの法則、ダックテイルズ、モンスター・ホテル ザ・シリーズ |                                                                 |               |
| 10 | 20        | ディズニー・チャンネル15周年 プリンセス特集                                                          | ラプンツェル ザ・シリーズ | 「ラプンツェル ザ・シリーズ／コロナの壁を越えて」               |               |
| 10 | 20        | ディズニー・チャンネル15周年 プリンセス特集                                                          | アバローのプリンセス エレナ | 「アバローのプリンセスエレナ／Song of the Sirenas」             |               |
| 10 | 20        | ディズニー・チャンネル15周年 プリンセス特集                                                          | ちいさなプリンセス ソフィア、悪魔バスター★スター・バタフライ |                                                                 |               |
| 10 | 27        | ディズニー・チャンネル15周年 ベイマックス特集                                                        | ベイマックス、ベイマックス ザ・シリーズ |                                                                 |               |
| 11 | 3         | ディズニー・チャンネル15周年 ハッピーバースデー！ミッキーマウス ミッキーマウス映画特集               | ミッキー、ドナルド、グーフィーの三銃士、ミッキーのミニー救出大作戦 |                                                                 |               |
| 11 | 3         | ディズニー・チャンネル15周年 ハッピーバースデー！ミッキーマウス ミッキーマウスとロードレーサーズ特集 | ミッキーマウスとロードレーサーズ |                                                                 |               |
| 11 | 10        | ディズニー・チャンネル15周年 ハッピーバースデー！ミッキーマウス ミッキーマウス特集                   | ミッキーマウス クラブハウス、ミッキーマウス！ |                                                                 |               |
| 11 | 18        | ディズニー・チャンネル15周年 ハッピーバースデー！ミッキーマウス                                      | ディズニークラシック短編集 蒸気船ウィリー、ファンタジア |                                                                 |               |
| 11 | 23        | 新作発見！ダックテイルズ アドベンチャー・フライデー                                                  | ダックテイルズ | #17                                                             | 17話連続放送  |
| 12 | 8         | ディズニー・チャンネル15周年 ディズニー／ピクサー特集                                                | インサイド・ヘッド、レミーのおいしいレストラン、モンスターズ・インク、カールじいさんの空飛ぶ家、トイ・ストーリー、トイ・ストーリー２、トイストーリー・オブ・テラー！、トイ・ストーリー 謎の恐竜ワールド |                                                                 |               |
| 12 | 15        | ディズニー・チャンネル15周年 ありがとう！パーティー                                                  | ズートピア |                                                                 |               |
| 12 | 15        | ディズニー・チャンネル15周年 ありがとう！パーティー                                                  | ディセンダント ショート・ストーリー／アンダー・ザ・シー、夢かなう!ディセンダント・スペシャル | 本編                                                            |               |
| 12 | 25-       | ディズニー・チャンネルの冬休み                                                                       | |                                                                 |               |

### 2019年
| 月 | 日    | タイトル                                                    | 編成作品 | 日本初放送エピソード                                | 備考                       |
| -- | ----- | ----------------------------------------------------------- | --- | --------------------------------------------------- | -------------------------- |
| 1  | 14    | 「ミッキーマウスとロードレーサーズ」連続放送                | ミッキーマウスとロードレーサーズ |                                                     |                            |
| 1  | 20    | 「ミッキーマウスとロードレーサーズ」連続放送                | ミッキーマウスとロードレーサーズ | #32                                                 |                            |
| 1  | 27    | 「ミッキーマウスとロードレーサーズ」連続放送                | ミッキーマウスとロードレーサーズ | #33                                                 |                            |
| 1  | 20    | 新春スター・バタフライ 新作決戦サンデー                     | 悪魔バスター★スター・バタフライ | #54-56                                              | シーズン3最終              |
| 1  | 26    | 新作登場！ミラキュラス・ウィークエンド レディバグサタデー   | ミラキュラス レディバグ&シャノワール | #25                                                 |                            |
| 1  | 27    | 新作登場！ミラキュラス・ウィークエンド シャノワールサンデー | ミラキュラス レディバグ&シャノワール | #26                                                 | シーズン1最終              |
| 2  | 11    | おめでとう！ソフィアの卒業パーティー                        | ちいさなプリンセス ソフィア | 「ちいさなプリンセス ソフィア／プリンセスのこころ」 |                            |
| 2  | 16    | ベイマックス 強敵！オバケ・ウィークエンド                   | ベイマックス ザ・シリーズ | #12-13                                              |                            |
| 2  | 23    | 新作発見！ダックテイルズ ミステリー・サタデー               | ダックテイルズ | #21-22                                              |                            |
| 3  | 2     | 新作スタート！ミラキュラス サタデー・サプライズ             | ミラキュラス レディバグ&シャノワール | #27                                                 | シーズン2初回              |
| 3  | 9     | 春の新作！ラプンツェル わくわくアドベンチャー               | ラプンツェル ザ・シリーズ | #32-34                                              | 6時間半連続放送#22-34      |
| 3  | 17    | ライオン・ガード 連続放送                                   | ライオン・ガード | #52-53                                              | 連続放送#50-53             |
| 3  | 23    | たんと！ディズニージュニア ちいさなプリンセス ソフィア      | ちいさなプリンセス ソフィア |                                                     | 特別エピソード5話連続放送  |
| 3  | 25    | ディズニー・チャンネルの春休み                              | ズートピア |                                                     |                            |
| 3  | 26    | ディズニー・チャンネルの春休み                              | ファインディング・ニモ |                                                     |                            |
| 3  | 27    | ディズニー・チャンネルの春休み                              | ファインディング・ドリー |                                                     |                            |
| 3  | 28    | ディズニー・チャンネルの春休み                              | モンスターズ・ユニバーシティ |                                                     |                            |
| 3  | 29    | ディズニー・チャンネルの春休み                              | Mr.インクレディブル |                                                     |                            |
| 3  | 30    | ディズニー・チャンネルの春休み                              | プレーンズ |                                                     |                            |
| 3  | 31    | ディズニー・チャンネルの春休み                              | ベイマックス |                                                     |                            |
| 3  | 25-31 | ディズニー・チャンネルの春休み                              | バンピリーナとバンパイアかぞく、ちいさなプリンセス ソフィア、おしゃれにナンシー・クランシー、ドックのおもちゃびょういん、ミッキーマウスとロードレーサーズ、ツムツム、アバローのプリンセス エレナ、ディズニー365、怪奇ゾーン グラビティフォールズ、ダックテイルズ、ミッキーマウス！、ビッグシティ・グリーン、マイロ・マーフィーの法則、ベイマックス ザ・シリーズ、モラン、ラプンツェル ザ・シリーズ、悪魔バスター★スター・バタフライ、ミラキュラス レディバグ＆シャノワール |                                                     |                            |
| 4  | 1-7   | ディズニー・チャンネルの春休み                              | バンピリーナとバンパイアかぞく、ちいさなプリンセス ソフィア、おしゃれにナンシー・クランシー、ドックのおもちゃびょういん、ミッキーマウスとロードレーサーズ、ツムツム、アバローのプリンセス エレナ、ディズニー365、怪奇ゾーン グラビティフォールズ、ダックテイルズ、ミッキーマウス！、ビッグシティ・グリーン、マイロ・マーフィーの法則、ベイマックス ザ・シリーズ、モラン、ラプンツェル ザ・シリーズ、悪魔バスター★スター・バタフライ、ミラキュラス レディバグ＆シャノワール |                                                     |                            |
| 4  | 1     | ディズニー・チャンネルの春休み                              | フリーキー・フライデー |                                                     |                            |
| 4  | 2     | ディズニー・チャンネルの春休み                              | ベビーシッター・アドベンチャー |                                                     |                            |
| 4  | 3     | ディズニー・チャンネルの春休み                              | ゾーイの秘密アプリ |                                                     |                            |
| 4  | 4     | ディズニー・チャンネルの春休み                              | プリンセス・プロテクション・プログラム |                                                     |                            |
| 4  | 5     | ディズニー・チャンネルの春休み                              | ゾンビーズ |                                                     |                            |
| 4  | 6     | ディズニー・チャンネルの春休み                              | ディセンダント |                                                     |                            |
| 4  | 7     | ディズニー・チャンネルの春休み                              | ディセンダント2 |                                                     |                            |
| 4  | 27-30 | ディズニー・チャンネル ビッグ10                             | ディズニー365 |                                                     |                            |
| 4  | 27    | ディズニー・チャンネル ビッグ10                             | ドックのおもちゃびょういん | #27                                                 | 連続放送#21-24,27          |
| 4  | 27    | ディズニー・チャンネル ビッグ10                             | ダックテイルズ | 「ダックテイルズ／影の戦い」                        | 連続放送#10-22             |
| 4  | 27    | ディズニー・チャンネル ビッグ10                             | ディセンダント ～英語歌詞付、ディセンダント2 ～英語歌詞付 |                                                     |                            |
| 4  | 28    | ディズニー・チャンネル ビッグ10                             | おしゃれにナンシー・クランシー | #14                                                 | #7-10,12-14                |
| 4  | 28    | ディズニー・チャンネル ビッグ10                             | ビッグシティ・グリーン | #18                                                 | 連続放送#4-18              |
| 4  | 28    | ディズニー・チャンネル ビッグ10                             | ハイスクール・ミュージカル ～英語歌詞付、ハイスクール・ミュージカル２ ～英語歌詞付 |                                                     |                            |
| 4  | 29    | ディズニー・チャンネル ビッグ10                             | パグ・パグ・アドベンチャー | #26                                                 | 連続放送#19,21-26          |
| 4  | 29    | ディズニー・チャンネル ビッグ10                             | マイロ・マーフィーの法則 | #34                                                 | 連続放送#21-34             |
| 4  | 29    | ディズニー・チャンネル ビッグ10                             | キャンプ・ロック ～英語歌詞付、キャンプ・ロック2 ファイナル・ジャム ～英語歌詞付、ザ・ロッジ |                                                     |                            |
| 4  | 30    | ディズニー・チャンネル ビッグ10                             | マペット・ベビー | #18                                                 | 連続放送#10-14,16,18       |
| 4  | 30    | ディズニー・チャンネル ビッグ10                             | モンスター・ホテル ザ・シリーズ | #26                                                 | 連続放送#10-12,14-17,19-26 |
| 4  | 30    | ディズニー・チャンネル ビッグ10                             | ティーン・ビーチ・ムービー ～英語歌詞付、ティーン・ビーチ2 ～英語歌詞付 |                                                     |                            |
| 5  | 1-6   | ディズニー・チャンネル ビッグ10                             | ザ・ペンギンズ from マダガスカル |                                                     | 連続放送#1-39,41-43        |
| 5  | 1-6   | ディズニー・チャンネル ビッグ10                             | ベイマックス ザ・シリーズ |                                                     | 連続放送#1-15              |
| 5  | 1     | ディズニー・チャンネル ビッグ10                             | ベイマックス／帰ってきたベイマックス |                                                     |                            |
| 5  | 1-2   | ディズニー・チャンネル ビッグ10                             | ラプンツェル ザ・シリーズ |                                                     | 連続放送#1-34              |
| 5  | 3-4   | ディズニー・チャンネル ビッグ10                             | 怪奇ゾーン グラビティフォールズ |                                                     | 連続放送#1-41              |
| 5  | 4     | ディズニー・チャンネル ビッグ10                             | グラビティフォールズの秘密 ～パインズの裏側 |                                                     |                            |
| 5  | 5-6   | ディズニー・チャンネル ビッグ10                             | ミラキュラス レディバグ＆シャノワール |                                                     | 連続放送#1-33              |
| 5  | 6     | ディズニー・チャンネル ビッグ10                             | フィニアスとファーブ／ザ・ムービー |                                                     |                            |
| 5  | 11    | 「ザ・ロッジ」 連続放送                                     | ザ・ロッジ |                                                     | 連続放送#1-10              |
| 5  | 18    | めっちゃ急展開！ スター・バタフライ 新作はじまるデー        | 悪魔バスター★スター・バタフライ | #57                                                 | 連続放送#40-57             |
| 5  | 25    | 「マイルズのミッション・フォース・ワン」連続放送            | マイルズのミッション・フォース・ワン | #21                                                 | 連続放送#16-21             |
| 5  | 25    | 「ティンカー・ベル」 6作品連続放送                          | ティンカー・ベル、ティンカー・ベルと月の石、ティンカー・ベルと妖精の家、ティンカー・ベルと輝く羽の秘密、ティンカー・ベルとネバーランドの海賊船、ティンカー・ベルと流れ星の伝説 |                                                     | シリーズ全6作品放送        |
| 6  | 9     | ハッピーバースデー！ ドナルドダック                         | ミッキーマウス クラブハウス、ミッキーマウスとロードレーサーズ |                                                     |                            |
| 6  | 9     | ハッピーバースデー！ ドナルドダック                         | ダックテイルズ | #26                                                 | シーズン2初回              |
| 6  | 16    | 新ヒーロー誕生！ミラキュラス新作サンデー                    | ミラキュラス レディバグ＆シャノワール | #38                                                 | 7話連続放送                |
| 6  | 29    | 一家団結！ビッグシティ・グリーン新作サタデー                | ビッグシティ・グリーン | #21                                                 |                            |
| 7  | 6     | 新シリーズさきどり！ 101匹わんちゃんデー                    | 101匹わんちゃんストリート | #1                                                  |                            |
| 7  | 26    | オリジナル・ムービー最新作「キム・ポッシブル」日本初放送！  | キム・ポッシブル | キム・ポッシブル                                    |                            |
| 7  | 26    | 新作ベイマックス 真夏のイッキ見バトル                       | ベイマックス ザ・シリーズ | #19、「ベイマックス／サンフランソウキョウを守れ！」 | シーズン最終、20話連続放送 |
| 7  | 27    | ディズニージュニア ぴかぴか！どようび                       | ギガントサウルス | #1-5                                                | 先行放送                   |
| 7  | 15    | ディズニー・チャンネルの海の日                              | |                                                     |                            |
| 8  | 2     | ディズニー・チャンネル ガールズパワー・サマー！             | マペット・ベビー |                                                     |                            |
| 8  | 2     | ディズニー・チャンネル ガールズパワー・サマー！             | ふしぎの国 アンフィビア |                                                     | 先行放送                   |
| 8  | 9     | ディズニー・チャンネル ガールズパワー・サマー！             | ドックのおもちゃびょういん |                                                     |                            |
| 8  | 9     | ディズニー・チャンネル ガールズパワー・サマー！             | ミラキュラス レディバグ&シャノワール |                                                     |                            |
| 8  | 16    | ディズニー・チャンネル ガールズパワー・サマー！             | 悪魔バスター★スター・バタフライ |                                                     |                            |
| 8  | 23    | ディズニー・チャンネル ガールズパワー・サマー！             | ちいさなプリンセス ソフィア |                                                     |                            |
| 8  | 23    | ディズニー・チャンネル ガールズパワー・サマー！             | アバローのプリンセス エレナ |                                                     | シーズン2最終              |
| 9  | 8     | マイロ・マーフィー おもいっきり！ フィナーレの法則          | マイロ・マーフィーの法則 | #39-41                                              | シリーズ最終               |
| 9  | 16    | 新作ビッグシティ・グリーン サンキュー！バーチャンの日       | ビッグシティ・グリーン | #28                                                 | 15話連続放送               |
| 9  | 23    | ディズニー・チャンネル ヴィランズ・デー！                   | ザ・ロッジ | #23-25                                              | シリーズ最終               |
| 10 | 1     | 101匹わんちゃんストリート10話連続放送                       | 101匹わんちゃんストリート |                                                     |                            |
| 10 | 12    | ママが帰ってくる!? ダックテイルズ 連続放送                  | ダックテイルズ |                                                     |                            |
| 10 | 19    | ヒーロー集結！ミラキュラスウィークエンド                    | ミラキュラス レディバグ＆シャノワール | #50-51                                              |                            |
| 10 | 26    | ディセンダント３ 放送記念！オール・オブ・ヴィランズ         | ディセンダント セット・イット・オフ、ディセンダント、ディセンダント キケンな世界、ディセンダント２ イッツ・ゴーイング・ダウン、ディセンダント2、夢かなう！ディセンダント・スペシャル、ディセンダント ショート・ストーリー／アンダー・ザ・シー |                                                     | プレゼントキャンペーン実施 |
| 10 | 26    | ディセンダント３ 放送記念！オール・オブ・ヴィランズ         | ディセンダント3 | 本編                                                | プレゼントキャンペーン実施 |
| 11 | 3     | ふしぎの国 アンフィビア 10話連続放送                        | ふしぎの国 アンフィビア | #10                                                 | 連続放送 #1-10             |
| 11 | 4     | 「ロボカー・ポリー」連続放送                                | ロボカー・ポリー |                                                     | 連続放送 #1-12             |
| 11 | 4     | 「トッツ とべ！ あかちゃん おとどけたい」先行放送           | トッツ とべ！ あかちゃん おとどけたい | #1-2                                                | 先行放送                   |
| 11 | 16    | 衝撃の新作！ラプンツェル・サタデー                          | ラプンツェル ザ・シリーズ | 「ラプンツェル ザ・シリーズ／運命の日」             |                            |
| 11 | 18    | ハッピーバースデー！ミッキーマウス                          | ツムツム | #36                                                 |                            |
| 11 | 18    | ハッピーバースデー！ミッキーマウス                          | ミッキーマウス！ | #78-83                                              |                            |
| 11 | 18    | ハッピーバースデー！ミッキーマウス                          | ミッキーマウス クラブハウス、ミッキーマウスとロードレーサーズ、ディズニー・コメディ・タイム、ミッキー、ドナルド、グーフィーの三銃士 |                                                     |                            |
| 11 | 29    | レディバグがお届け！ミラキュラス放送局                      | ミラキュラス レディバグ＆シャノワール | #53                                                 |                            |
| 12 | 7     | ディズニージュニアのクリスマス会                            | マペット・ベビー | #17                                                 |                            |
| 12 | 7     | ディズニージュニアのクリスマス会                            | パグ・パグ・アドベンチャー | #32                                                 |                            |
| 12 | 7     | ディズニージュニアのクリスマス会                            | おしゃれにナンシー・クランシー | #16                                                 |                            |
| 12 | 7     | ディズニージュニアのクリスマス会                            | ドックのおもちゃびょういん | #29                                                 |                            |
| 12 | 7     | ディズニージュニアのクリスマス会                            | すすめ！ オクトノーツ、しゅつどう！パジャマスク |                                                     |                            |
| 12 | 7     | 歌え！ ディズニー・チャンネル ミュージック・パーティー      | ディセンダント３ ～英語歌詞付 | 本編                                                |                            |
| 12 | 7     | 歌え！ ディズニー・チャンネル ミュージック・パーティー      | アバローのプリンセス エレナ | #46                                                 |                            |
| 12 | 7     | 歌え！ ディズニー・チャンネル ミュージック・パーティー      | ミラキュラス レディバグ＆シャノワール | #52                                                 |                            |
| 12 | 7     | 歌え！ ディズニー・チャンネル ミュージック・パーティー      | ディセンダント ～英語歌詞付、ディセンダント２ ～英語歌詞付、モアナと伝説の海 |                                                     |                            |
| 12 | 14    | アバローのプリンセス エレナ 冬の新作サタデー！              | アバローのプリンセス エレナ | #52                                                 |                            |
| 12 | 28    | グリーン家とベイマックスの ビック・ウィークエンド           | ビッグシティ・グリーン | #29-30                                              |                            |
| 12 | 29    | グリーン家とベイマックスの ビック・ウィークエンド           | ベイマックス ザ・シリーズ |                                                     |                            |

### 2020年
| 月 | 日                                    | タイトル                                                            | 編成作品 | 日本初放送エピソード                      | 備考                                     |
| -- | ------------------------------------- | ------------------------------------------------------------------- | --- | ----------------------------------------- | ---------------------------------------- |
| 1  | 4                                     | プリンセスがいっぱい！ハッピー・ソフィア・デー                      | ちいさなプリンセス ソフィア |                                           |                                          |
| 1  | 13                                    | どうなるドナルド！？ダックテイルズ連続放送                          | ダックテイルズ | #42                                       | 10話連続放送                             |
| 1  | 18                                    | ディセンダント ファッション・ チェック・ショー！                    | ディセンダント、ディセンダント ファッション・チェック！、ディセンダント2、ディセンダント2 ファッション・チェック！ |                                           |                                          |
| 1  | 18                                    | ディセンダント ファッション・ チェック・ショー！                    | ディセンダント3 ファッション・チェック！ | 本編                                      |                                          |
| 1  | 25                                    | スター・バタフライ フィナーレサタデー                               | 悪魔バスター★スター・バタフライ | #76-77                                    | シリーズ最終、プレゼントキャンペーン実施 |
| 2  | 8                                     | エレナの新魔法！パワーアップ大放送                                  | アバローのプリンセス エレナ | #57-58                                    | 連続放送 #49-56                          |
| 2  | 15                                    | 新作ミラキュラス！放課後パニック・サタデー                          | ミラキュラス レディバグ＆シャノワール | #57                                       |                                          |
| 2  | 24                                    | びっくり新展開!ラプンツェル・デー                                   | ラプンツェル ザ・シリーズ |                                           | 連続放送 #38-47                          |
| 2  | 24                                    | びっくり新展開!ラプンツェル・デー                                   | ラプンツェル ザ・シリーズ／帰ってきたラプンツェル | 本編                                      |                                          |
| 3  | 1                                     | マーベル ライジング：アイアンハート 初放送                          | マーベル ライジング |                                           | チャンネル初放送                         |
| 3  | 8                                     | 新作アンフィビア！ふしぎ体験サンデー                                | ふしぎの国 アンフィビア | #11                                       | 連続放送 #1-11                           |
| 3  | 14                                    | ベイマックス ザ・シリーズ 11話連続放送                              | ベイマックス ザ・シリーズ |                                           | 連続放送 #24-34                          |
| 3  | 20                                    | バンピリーナとバンパイアかぞく 連続放送                             | バンピリーナとバンパイアかぞく | #43                                       | 連続放送 #34-43                          |
| 3  | 20                                    | おめでとうメイヴィス！新作モンスターパーティー                      | モンスター・ホテル ザ・シリーズ | #27                                       | 連続放送 #18-26                          |
| 3  | 27-29                                 | 「ディセンダント」シリーズ 字幕版放送                               | ディセンダント3（字幕版） | 本編                                      |                                          |
| 3  | 27-29                                 | 「ディセンダント」シリーズ 字幕版放送                               | ディセンダント（字幕版）、ディセンダント2（字幕版） |                                           |                                          |
| 4  | 19                                    | 月と対決！ ダックテイルズ 新作サンデー                              | ダックテイルズ | #49                                       |                                          |
| 5  | 2-6                                   | ディズニー・チャンネルのゴールデンウィーク                          | ロケッティア | #1                                        |                                          |
| 5  | 2-6                                   | ディズニー・チャンネルのゴールデンウィーク                          | クープ & キャミ どっちがイイ？ | #1-5                                      |                                          |
| 5  | 9                                     | ビッグシティ・グリーン 新作ビックリ大放送！                         | ビッグシティ・グリーン | #31-32                                    |                                          |
| 5  | 16                                    | 101匹わんちゃんストリート 新作サタデー！                            | 101匹わんちゃんストリート | #19                                       | 連続放送 #12-19                          |
| 5  | 30                                    | ミッキーマウス ミックス・アドベンチャー 連続放送                    | ミッキーマウス ミックス・アドベンチャー |                                           | 連続放送 #1-6                            |
| 6  | 14                                    | 決戦！新作ラプンツェル ・デー                                       | ラプンツェル ザ・シリーズ |                                           |                                          |
| 6  | 21                                    | 新作ミラキュラス！お父サンデー                                      | ミラキュラス レディバグ＆シャノワール |                                           |                                          |
| 7  |                                       | ドックのおもちゃびょういん 連続放送                                 | ドックのおもちゃびょういん | #35                                       |                                          |
| 7  | 12                                    | ふしぎの国 アンフィビア 新作サンデー！                              | ふしぎの国 アンフィビア | #20                                       | シーズン1最終                            |
| 7  | 23                                    | ゾンビーズ2 プレミア・パーティー！                                  | ゾンビーズ2、ディセンダント リミックス・ダンスパーティー | 本編                                      |                                          |
| 7  | 23                                    | 「アウルハウス」／「エイリアンシッター ギャビー・デュラン」先行放送 | アウルハウス | #1-2                                      |                                          |
| 7  | 23                                    | 「アウルハウス」／「エイリアンシッター ギャビー・デュラン」先行放送 | エイリアンシッター ギャビー・デュラン | #1-2                                      |                                          |
| 8  | 3,10,17,24                            | ディズニー・チャンネル オール・ニュー・サマー！                     | ミッキーマウスミックス・アドベンチャー、 ブルーイ、マペット・ベビー、トッツとべ！あかちゃんおとどけたい、ギガントサウルス、ロケッティア、バンザイ！キング・ジュリアン、ベイマックス ザ・シリーズ、ミラキュラス レディバグ＆シャノワール、アウルハウス、アバローのプリンセス エレナ、ラプンツェル ザ・シリーズ、エイリアンシッター ギャビー・デュラン、クープ&キャミ どっちがイイ？ |                                           |                                          |
| 8  | ディズニー映画連続放送                |                                                                     | |                                           |                                          |
| 9  | 6                                     | ビッグシティ・グリーン 連続放送                                     | ビッグシティ・グリーン | ＃40                                      | 8話連続放送                              |
| 9  | 13                                    | アウルハウス 連続放送                                               | アウルハウス | ＃6                                       | 連続放送#1-6                             |
| 9  | 22                                    | ラプンツェル ザ・フィナーレ・パーティー！                           | ラプンツェル ザ・シリーズ | 「ラプンツェル ザ・シリーズ／さらなる力」 | シリーズ最終                             |
| 9  | 26                                    | 歌え！ディズニー・チャンネル カラオケ・パーティー                   | みんなで歌おう！ディズニーソング パート1 | 本編                                      |                                          |
| 9  | 26                                    | 歌え！ディズニー・チャンネル カラオケ・パーティー                   | ディセンダント 英語歌詞付、ディセンダント2 英語歌詞付、ディセンダント3 英語歌詞付 |                                           |                                          |
| 9  | 27                                    | 歌え！ディズニー・チャンネル カラオケ・パーティー                   | みんなで歌おう！ディズニーソング パート2、ゾンビーズ2 英語歌詞付、ディズニー・チャンネル サマーシング・アロング | 本編                                      |                                          |
| 9  | 27                                    | 歌え！ディズニー・チャンネル カラオケ・パーティー                   | ゾンビーズ 英語歌詞付 |                                           |                                          |
| 9  | 27                                    | おうこくのめいたんてい ミラ かんげいパーティー！                    | マペット・ベビー、ミッキーマウス ミックス・アドベンチャー、おしゃれにナンシー・クランシー、ドックのおもちゃびょういん |                                           |                                          |
| 9  | 27                                    | おうこくのめいたんてい ミラ かんげいパーティー！                    | おうこくのめいたんてい ミラ | ＃1-2                                     |                                          |
| 10 | 3                                     | モンスター・ホテル ザ・シリーズ 新作ハロウィーン                    | モンスター・ホテル ザ・シリーズ | #40                                       |                                          |
| 10 | 11                                    | ダックテイルズ 新作サンデー                                         | ダックテイルズ | #51                                       |                                          |
| 10 | 17                                    | バンザイ！キング・ジュリアン 連続放送                               | バンザイ！キング・ジュリアン |                                           |                                          |
| 10 | 18                                    | ミッキーマウス ミックス・アドベンチャー 連続放送                    | ミッキーマウス ミックス・アドベンチャー | #11                                       |                                          |
| 10 | 24                                    | 101匹わんちゃんストリート 新作クルエラ・サタデー                    | 101匹わんちゃんストリート | #25                                       |                                          |
| 10 | 31                                    | ディズニージュニア ハロウィーン                                     | |                                           |                                          |
| 11 | 3                                     | ビッグシティ・グリーン 新作大作戦                                   | ビッグシティ・グリーン | #41                                       |                                          |
| 11 | 7                                     | さいごのガオオ！ライオン・ガードだいほうそう                        | ライオン・ガード |                                           | シリーズ最終                             |
| 11 | 15                                    | ハッピーバースデー！ミッキーマウス                                  | ミッキーマウス ミックス・アドベンチャー | #14                                       |                                          |
| 11 | 23                                    | 新作エレナ！マジカル大放送                                          | アバローのプリンセス エレナ | ＃75-76                                   |                                          |
| 11 |                                       | ロケッティア 連続放送                                               | ロケッティア |                                           |                                          |
| 12 | 19                                    | ディセンダント 5周年パーティー！                                    | ディセンダント、ディセンダント2、ディセンダント3 |                                           |                                          |
| 12 | 12                                    | ミラキュラス 新作サタデー                                           | ミラキュラス レディバグ＆シャノワール | ＃76-78                                   |                                          |
| 12 |                                       | おうこくのめいたんてい ミラ 連続放送                                | おうこくのめいたんてい ミラ | #6                                        |                                          |
| 12 |                                       | ディズニー・チャンネル クリスマス                                   | ビッグシティ・グリーン | #34                                       |                                          |
| 12 | モンスター・ホテル ザ・シリーズ       | ディズニー・チャンネル クリスマス                                   | #32 |                                           |                                          |
| 12 | エイリアンシッター ギャビー・デュラン | ディズニー・チャンネル クリスマス                                   | #8 |                                           |                                          |
| 12 | クープ & キャミ どっちがイイ？        | ディズニー・チャンネル クリスマス                                   | #8 |                                           |                                          |
| 12 | キャンプ・キキワカ                    | ディズニー・チャンネル クリスマス                                   | #73 |                                           |                                          |
| 12 | レイブンのウチはチョー大変！          | ディズニー・チャンネル クリスマス                                   | #50 |                                           |                                          |
| 12 |                                       | ディズニージュニアのクリスマス会                                    | ギガントサウルス | #25                                       |                                          |
| 12 | ブルーイ                              | ディズニージュニアのクリスマス会                                    | #18 |                                           |                                          |
| 12 | ロケッティア                          | ディズニージュニアのクリスマス会                                    | #22 |                                           |                                          |
| 12 | バンピリーナとバンパイアかぞく        | ディズニージュニアのクリスマス会                                    | #46 |                                           |                                          |
| 12 | ドックのおもちゃびょういん            | ディズニージュニアのクリスマス会                                    | 「ドックのおもちゃびょういん ほっきょくレスキューたい／こおりがとけるひ」 |                                           |                                          |

### 2021年
| 月 | 日         | タイトル                                                   | 編成作品 | 日本初放送エピソード                                              | 備考                                         |
| -- | ---------- | ---------------------------------------------------------- | --- | ----------------------------------------------------------------- | -------------------------------------------- |
| 1  | 11         | マペット・ベビー 連続放送                                  | マペット・ベビー | #33                                                               |                                              |
| 1  | 23         | 新作ダックテイルズ マジカル・サタデー                      | ダックテイルズ | #58                                                               |                                              |
| 1  | 30         | アウルハウス 新作ビックリ大放送                            | アウルハウス | #10                                                               |                                              |
| 1  |            | バンピリーナとバンパイアかぞく 連続放送                    | バンピリーナとバンパイアかぞく | #50                                                               |                                              |
| 2  | 11         | ドックとあらおう！ゴシゴシ・デー                           | ドックはおもちゃドクター | 「ドックはおもちゃドクター／ドックといっしょ」、#38               |                                              |
| 2  | 13         | ミラキュラス・ワールド プレミアサタデー                    | ミラキュラス レディバグ＆シャノワール | 「ミラキュラス・ワールド／ニューヨーク ユナイテッド・ヒーローズ」 |                                              |
| 2  | 20         | プリンセス！エレナ フィナーレ・パーティー                  | アバローのプリンセス エレナ | 「アバローのプリンセス エレナ／女王になる日」                     | シリーズ最終                                 |
| 2  |            | ロスト・イン・オズ 連続放送                                | ロスト・イン・オズ |                                                                   |                                              |
| 3  | 6          | マペット・ベビー 連続放送                                  | マペット・ベビー | #41                                                               | 連続放送#36-41                               |
| 3  | 6          | 新作ビッグシティ！友達サタデー                             | ビッグシティ・グリーン | #42                                                               | 7話連続放送                                  |
| 3  | 13         | 新展開アンフィビア！ 旅立ちサタデー                        | ふしぎの国 アンフィビア | #21                                                               |                                              |
| 3  | 20         | ミッキーマウス ミックス・アドベンチャー 連続放送           | ミッキーマウス ミックス・アドベンチャー | #17                                                               |                                              |
| 3  | 20         | 新作ベイマックス！卒業サタデー                             | ベイマックス ザ・シリーズ |                                                                   | シーズン2最終                                |
| 3  | 27         | アップサイドダウン・マジック プレミアサタデー              | クイズニー、『ゾンビーズ』ミュージックビデオ『More Than A Mystery』、アップサイドダウン・マジック、『アップサイドダウン・マジック』ミュージックビデオ『Place for Us』   | 本編                                                              |                                              |
| 3  | 27         | アップサイドダウン・マジック プレミアサタデー              | ゾンビーズ２ |                                                                   |                                              |
| 4  | 5,12,19    | アースデイ with ナショナル ジオグラフィック                | キングダム・オブ・チャイナ:隠された大自然 特別版、世界大自然紀行:ハワイ 特別版                                                                                          |                                                                   |                                              |
| 4  | 17         | ダックテイルズ キケン知らずの新作サタデー                  | ダックテイルズ | 「ダックテイルズ／危険が俺を呼んでるぜ！」                        |                                              |
| 4  | 24         | 新作アウルハウス 入学準備サタデー                          | アウルハウス |                                                                   |                                              |
| 4  | 29-30      | ゴールデン・ミラキュラス・ウィーク！                       | ミラキュラス レディバグ＆シャノワール |                                                                   |                                              |
| 5  | 1-5        | ゴールデン・ミラキュラス・ウィーク！                       | ミラキュラス レディバグ＆シャノワール |                                                                   |                                              |
| 5  | 3-5        | ディズニージュニア ゴールデンだいほうそう！                | |                                                                   |                                              |
| 5  | 3          | ディズニー・チャンネル わくわくドキドキ大放送！            | ラプンツェル ザ・シリーズ |                                                                   | 人気シリーズの初回と最終話を放送             |
| 5  | 4          | ディズニー・チャンネル わくわくドキドキ大放送！            | 怪奇ゾーン グラビティフォールズ |                                                                   | 人気シリーズの初回と最終話を放送             |
| 5  | 5          | ディズニー・チャンネル わくわくドキドキ大放送！            | アバローのプリンセス エレナ |                                                                   | 人気シリーズの初回と最終話を放送             |
| 5  | 15         | 新作アンフィビア！グラビティ・サタデー                     | ふしぎの国 アンフィビア | #25                                                               | 6話連続放送                                  |
| 5  | 22         | ベイマックス！新展開サタデー                               | ベイマックス ザ・シリーズ | #49                                                               |                                              |
| 6  | 5          | ハッピーバースデー！ドナルドダック                         | ミッキーマウス クラブハウス |                                                                   |                                              |
| 6  | 5          | ハッピーバースデー！ドナルドダック                         | ミッキーマウス ミックス・アドベンチャー | #25                                                               |                                              |
| 6  | 5          | ハッピーバースデー！ドナルドダック                         | ダックテイルズ | #66-67                                                            | 15話連続放送                                 |
| 6  | 12         | ミラキュラス・ワールド 上海プレミアサタデー                | ミラキュラス レディバグ＆シャノワール | 「ミラキュラス・ワールド／上海 レジェンド・オブ・レディドラゴン」 |                                              |
| 6  | 19         | おうこくのめいたんてい ミラ おどろう！しんさくサタデー     | おうこくのめいたんてい ミラ | #16                                                               |                                              |
| 6  | 19         | 新作アンフィビア！再会サタデー                             | ふしぎの国 アンフィビア | #26                                                               |                                              |
| 6  | 26         | ロスト・イン・オズ ラスト・サタデー                        | ロスト・イン・オズ |                                                                   | 連続放送 #14-26                              |
| 8  | 1          | ディズニージュニア よろしく！スパイダーマン                | ミッキーマウス ミックス・アドベンチャー、ブルーイ、トッツ とべ！ あかちゃん おとどけたい、おさるのジョージ、おしゃれにナンシー・クランシー、おうこくのめいたんてい ミラ |                                                                   |                                              |
| 8  | 1          | ディズニージュニア よろしく！スパイダーマン                | よろしく！スパイディとすごいなかまたち | #1-6                                                              |                                              |
| 8  | 2          | 「ディズニー・チャンネル・ムービー」スタジオ地図作品初放送 | 時をかける少女 |                                                                   | チャンネル初放送、プレゼントキャンペーン実施 |
| 8  | 9          | 「ディズニー・チャンネル・ムービー」スタジオ地図作品初放送 | 未来のミライ |                                                                   | チャンネル初放送、プレゼントキャンペーン実施 |
| 8  | 16         | 「ディズニー・チャンネル・ムービー」スタジオ地図作品初放送 | サマーウォーズ |                                                                   | チャンネル初放送、プレゼントキャンペーン実施 |
| 8  | 23         | 「ディズニー・チャンネル・ムービー」スタジオ地図作品初放送 | おおかみこどもの雨と雪 |                                                                   | チャンネル初放送、プレゼントキャンペーン実施 |
| 8  | 7          | 「サルファー・スプリングスの秘密」先行放送                 | サルファー・スプリングスの秘密 | #1-2                                                              | 先行放送                                     |
| 8  | 7,14,21,28 | ミラキュラス！ミラクル・サマー                             | ミラキュラス レディバグ＆シャノワール |                                                                   | プレゼントキャンペーン実施                   |
| 9  | 11         | ビッグシティ・グリーン 新作サタデー                        | ビッグシティ・グリーン | #51-52,54-56                                                      |                                              |
| 9  | 12         | 「スパイディとすごいなかまたち」特別放送                   | スパイディとすごいなかまたち | #1-2                                                              |                                              |
| 9  | 18         | 「ウォーリーをさがせ！」 連続放送                          | ウォーリーをさがせ！ |                                                                   | 連続放送 #1-6                                |
| 9  | 18         | 「キャンプ･キキワカでチョー大変！」 初放送                 | レイブンのウチはチョー大変！ | #71                                                               |                                              |
| 9  | 18         | 「キャンプ･キキワカでチョー大変！」 初放送                 | キャンプ・キキワカ | #88                                                               |                                              |
| 9  | 20         | 「ミッキーマウス ミックス・アドベンチャー」 連続放送       | ミッキーマウス ミックス・アドベンチャー |                                                                   |                                              |
| 9  | 27         | 「アルビン！＆ しまっピーズ」放送スタート                  | アルビン！＆ しまっピーズ | #1-4                                                              |                                              |
| 10 | 2          | 「サルファー・スプリングスの秘密」連続放送                 | サルファー・スプリングスの秘密 |                                                                   | 連続放送 #1-4                                |
| 10 | 2          | ディズニー・チャンネル ハロウィーン                        | 世にも恐ろしいサプライズ ミッキーマウス！ ハロウィーン びっくりストーリー、ベイマックス ザ・シリーズ、ビッグシティ・グリーン                                            |                                                                   |                                              |
| 10 | 2          | ディズニー・チャンネル ハロウィーン                        | ダックテイルズ | #60                                                               |                                              |
| 10 | 2          | ディズニー・チャンネル ハロウィーン                        | ふしぎの国 アンフィビア | #31                                                               |                                              |
| 10 | 9          | ディズニージュニア ぎゃおぉ！ハロウィーン                  | |                                                                   |                                              |
| 10 | 10         | ミラキュラス！てんとうむしサンデー                         | ミラキュラス レディバグ＆シャノワール | #83                                                               |                                              |
| 10 | 16         | ベイマックス ザ・シリーズ ラスト・サタデー                 | ベイマックス ザ・シリーズ | #56-58                                                            |                                              |
| 11 | 3          | 新作アウルハウス！まるごと大放送                           | アウルハウス | #18-19                                                            | シーズン1一挙放送 #1-19                      |
| 11 | 13         | ハッピーバースデー！ミッキーマウス                         | ミッキーマウス ミックス・アドベンチャー | #34                                                               |                                              |
| 11 | 23         | パグ・パグ・アドベンチャー 連続放送                        | パグ・パグ・アドベンチャー |                                                                   |                                              |
| 11 | 27         | おうこくのめいたんてい ミラ 連続放送                       | おうこくのめいたんてい ミラ | #24-25                                                            |                                              |
| 11 | 27         | ディズニー・チャンネル プレミア・セレブレーション          | マジック ベイクオフ、ディセンダント ロイヤルウェディング、スピン |                                                                   |                                              |
| 12 | 5          | ディズニー・チャンネル クリスマス                          | ウォーリーをさがせ！ | #20                                                               |                                              |
| 12 | 8          | サルファー・スプリングスの秘密 シークレット・ナイト        | サルファー・スプリングスの秘密 | #9-11                                                             |                                              |
| 12 | 11         | ディズニージュニア クリスマス                              | ミッキーとミニー クリスマスにねがいを | 本編                                                              |                                              |
| 12 | 11         | ダックテイルズ ラスト・アドベンチャー                      | ダックテイルズ | ＃69、「ダックテイルズ／最後の冒険！」                            | シリーズ最終                                 |

### 2022年
| 月 | 日    | タイトル                                                      | 編成作品 | 日本初放送エピソード                                                           | 備考                          |
| -- | ----- | ------------------------------------------------------------- | --- | ------------------------------------------------------------------------------ | ----------------------------- |
| 1  | 10    | ディズニージュニア わくわくだいほうそう！                     | |                                                                                |                               |
| 1  | 10    | 「アルビン！＆ しまっピーズ」連続放送                         | アルビン!&しまっピーズ |                                                                                | 連続放送#1-10                 |
| 1  | 16    | ディズニー・チャンネル ヒーローサンデー                       | スパイディとすごいなかまたち | #7                                                                             |                               |
| 1  | 16    | ディズニー・チャンネル ヒーローサンデー                       | LEGO マーベル アベンジャーズ／地球を救う方法 | 「鉄人対決」、「敵の敵は味方」、「天気との闘い」、「レッドスカル・ライジング」 |                               |
| 1  | 16    | ディズニー・チャンネル ヒーローサンデー                       | ミラキュラス レディバグ＆シャノワール | #91                                                                            |                               |
| 1  | 16    | ディズニー・チャンネル ヒーローサンデー                       | スーパーヒーロー・パンツマン |                                                                                |                               |
| 1  | 23    | おうこくのめいたんてい ミラ しんさくサンデー                  | おうこくのめいたんてい ミラ | #26-27                                                                         |                               |
| 1  | 29    | 新作アンフィビア 家にカエル？サタデー                         | ふしぎの国 アンフィビア | #39-40                                                                         | シーズン2最終                 |
| 2  | 12    | ディズニー・チャンネル プリンセス・サタデー                   | ディズニープリンセス リミックス：アルティメット・プリンセス・セレブレーション | 本編                                                                           |                               |
| 2  | 12    | ディズニー・チャンネル プリンセス・サタデー                   | マジック ベイクオフ | ＃3                                                                            |                               |
| 2  | 12    | ディズニー・チャンネル プリンセス・サタデー                   | ちいさなプリンセス ソフィア、リトル・マーメイド |                                                                                |                               |
| 2  | 16    | 「アンディ・マック」 最終話初放送                             | アンディ・マック | #58-59                                                                         | シリーズ最終                  |
| 2  | 23    | かいけつ！チーム・チキン 先行放送                             | かいけつ！チーム・チキン |                                                                                | 先行放送                      |
| 3  | 6     | あたらしいおともだち！ミッキーマウス ファンハウス             | ミッキーマウス ファンハウス | #1                                                                             |                               |
| 3  | 19    | ビッグシティ・グリーン 新作サタデー                           | ビッグシティ・グリーン | #59-60                                                                         |                               |
| 3  | 21    | せかいをぼうけん！パグ・パグ・ホリデー                        | パグ・パグ・アドベンチャー |                                                                                |                               |
| 3  | 28-1  | 「キム・ポッシブル」一挙放送                                  | キム・ポッシブル |                                                                                | 連続放送 #1-66                |
| 4  | 3     | 春の新作！ベストフレンド・サンデー                            | ゴースト＆モリー | #1                                                                             | 先行放送                      |
| 4  | 3     | 春の新作！ベストフレンド・サンデー                            | ふしぎの国 アンフィビア | #41                                                                            |                               |
| 4  | 4~7   | 「マイリトルポニー ～トモダチは魔法～」一挙放送               | マイリトルポニー ～トモダチは魔法～ |                                                                                | 連続放送 #1-52                |
| 4  | 16    | ちきゅうはともだち ディズニージュニア                         | スパイディとすごいなかまたち | #13                                                                            |                               |
| 4  | 16    | ちきゅうはともだち ディズニージュニア                         | おたすけマニー、パグ・パグ・アドベンチャー、ドックのおもちゃびょういん |                                                                                |                               |
| 4  | 15,22 | アースデイ with ナショナル ジオグラフィック                   | |                                                                                |                               |
| 4  | 29    | 「ドックのおもちゃびょういん」連続放送                        | ドックのおもちゃびょういん |                                                                                | 連続放送 長編3話              |
| 5  | 2-6   | ディズニー・チャンネル ゴールデン大放送！                     | パグ・パグ・アドベンチャー、おさるのジョージ、ミッキーマウス ファンハウス、スパイディとすごいなかまたち、ディズニー・チャンネル アニマルワールド、アウルハウス、ふしぎの国 アンフィビア、ミラキュラス レディバグ＆シャノワール、ゴースト＆モリー、ゴーストフォース |                                                                                |                               |
| 5  | 3,4   | ディズニー・チャンネル スター・ウォーズの日                   | マジック ベイクオフ | #10                                                                            |                               |
| 5  | 8     | ディズニージュニア ははの日パーティー                         | |                                                                                |                               |
| 6  | 4     | ハッピーバースデー！ドナルドダック                            | 三人の騎士の伝説 |                                                                                | 全話一挙放送 #1-13            |
| 6  | 13    | 「サルファー・スプリングスの秘密」一挙放送                    | サルファー・スプリングスの秘密 |                                                                                | 連続放送 #1-11                |
| 6  | 18    | ミラキュラス 100話記念！ロマンティック大放送                  | ミラキュラス レディバグ＆シャノワール | #100                                                                           |                               |
| 6  | 19    | ディズニージュニア ちちの日パーティー                         | バンピリーナとバンパイアかぞく | #74-75                                                                         |                               |
| 6  | 26    | 626 スティッチの日                                            | |                                                                                |                               |
| 7  | 2     | ビッグシティ・グリーン 新作サタデー                           | ビッグシティ・グリーン | #61                                                                            | 連続放送 #54-61               |
| 7  | 9     | 「カンフー・パンダ ～運命の拳～」連続放送                     | カンフー・パンダ ～運命の拳～ |                                                                                | 連続放送 #1-10                |
| 7  | 16    | アリスとふしぎのくにのベーカリー 先行放送                     | ふしぎの国のアリス |                                                                                |                               |
| 7  | 16    | アリスとふしぎのくにのベーカリー 先行放送                     | アリスとふしぎのくにのベーカリー | #1-2                                                                           | 先行放送                      |
| 8  | 1-26  | 「ディズニー・チャンネル HEY! IT'S ミラクルタイム」夏休み編成 | |                                                                                |                               |
| 9  | 2     | 「カルメン・サンディエゴ」放送開始                            | カルメン・サンディエゴ |                                                                                | 先行放送                      |
| 9  | 17    | 「竜とそばかすの姫」とスタジオ地図作品特集                    | |                                                                                |                               |
| 9  | 19,24 | 「アリスとふしぎのくにのベーカリー」連続放送                  | アリスとふしぎのくにのベーカリー |                                                                                | 連続放送 #1-7                 |
| 9  | 23    | 「イーハー！きょうりゅうぼくじょう」連続放送                  | イーハー！きょうりゅうぼくじょう | #26                                                                            |                               |
| 10 | 2     | ディズニー・チャンネル ハロウィーン                           | ビッグシティ・グリーン | #66                                                                            |                               |
| 10 | 10    | ディズニージュニア ぎゃおぉ！ハロウィーン                     | |                                                                                |                               |
| 10 | 10    | ミラキュラス！ベストエピソード発表会                          | ミラキュラス レディバグ＆シャノワール | #105                                                                           |                               |
| 10 | 22    | 「ゾンビーズ３」 初放送                                       | ゾンビーズ、ゾンビーズ2、ゾンビーズ3 |                                                                                |                               |
| 10 | 22    | 「ゾンビーズ３」 初放送                                       | 「ゾンビーズ3」ミュージックビデオ “What is this Feeling” | 本編                                                                           |                               |
| 10 | 23    | 「レイブンのウチはチョー大変！」 シーズン５ 放送スタート      | レイブンのウチはチョー大変！ | #81-82、「バケーションはチョー大変！」                                         |                               |
| 10 | 30    | 「ウルトラバイオレット ＆ ブラックスコーピオン」放送スタート  | ウルトラバイオレット ＆ ブラックスコーピオン | #1-2                                                                           |                               |
| 10 | 30    | ゴーストフォース 秋のユウレイまつり                           | ゴーストフォース | #23-26                                                                         |                               |
| 11 | 3     | マペット・ベビー 新エピソードれんぞくほうそう                 | マペット・ベビー |                                                                                | 連続放送 #59-64               |
| 11 | 3     | 「ミュータント タートルズ」連続放送                           | ミュータント タートルズ |                                                                                | 連続放送 #1-8                 |
| 11 | 6     | カンフー・パンダ 運命の連続放送！                             | カンフー・パンダ ～運命の拳～ |                                                                                | シリーズ最終、連続放送 #23-26 |
| 11 | 6     | 「デニスとおれさま」放送開始                                  | デニスとおれさま | #1-8                                                                           | 先行放送                      |
| 11 | 13    | ハッピーバースデー！ミッキーマウス                            | ミッキーといっしょ | 短編本編                                                                       |                               |
| 11 | 13    | ハッピーバースデー！ミッキーマウス                            | ミッキーマウス ファンハウス | #18                                                                            |                               |
| 11 | 13    | ハッピーバースデー！ミッキーマウス                            | マジック ベイクオフ | #11                                                                            |                               |
| 11 | 13    | ハッピーバースデー！ミッキーマウス                            | ミッキーマウス クラブハウス、ミッキーマウスとロードレーサーズ、ディズニー・コメディ・タイム、ミッキーマウス！ |                                                                                |                               |
| 11 | 23    | 「ドックのおもちゃびょういん」連続放送                        | ドックのおもちゃびょういん |                                                                                |                               |
| 11 | 23    | 新作アウルハウス！マジカル大放送                              | アウルハウス | #37-40                                                                         | シーズン2最終                 |
| 12 | 3,4   | ディズニージュニアのクリスマス                                | スパイディとすごいなかまたち | #12                                                                            |                               |
| 12 | 4     | ディズニー・チャンネル クリスマス                             | マジック ベイクオフ | #12                                                                            |                               |
| 12 | 4     | ディズニー・チャンネル クリスマス                             | ふしぎの国 アンフィビア | #49                                                                            |                               |
| 12 | 4     | ディズニー・チャンネル クリスマス                             | ゴースト & モリー | #10                                                                            |                               |
| 12 | 4     | 「デニスとおれさま」連続放送                                  | デニスとおれさま | #29-30、「デニスとおれさま／サンタのおてつだい」                               |                               |
| 12 | 10    | ひらめき！ユリーカ はじまりパーティー                         | スパイディとすごいなかまたち | #25                                                                            |                               |
| 12 | 10    | ひらめき！ユリーカ はじまりパーティー                         | ミッキーマウス ファンハウス | #19                                                                            |                               |
| 12 | 10    | ひらめき！ユリーカ はじまりパーティー                         | アリスとふしぎのくにのベーカリー | #9-10                                                                          |                               |
| 12 | 10    | ひらめき！ユリーカ はじまりパーティー                         | ひらめき！ユリーカ | #1-2                                                                           |                               |
| 12 | 10    | メリー・ミラキュラス！パーティー                              | ミラキュラス レディバグ＆シャノワール | #106                                                                           |                               |
| 12 | 11    | 「ブルーイ」連続放送                                          | ブルーイ |                                                                                |                               |
| 12 | 11    | 「ビッグシティ・グリーン」連続放送                            | ビッグシティ・グリーン | #67-70                                                                         |                               |
| 12 | 17    | 「パグ・パグ・アドベンチャー」連続放送                        | パグ・パグ・アドベンチャー |                                                                                |                               |
| 12 | 25-30 | 「フルーツバスケット」一挙放送                                | フルーツバスケット |                                                                                | 連続放送 #1-63                |

### 2023年
| 月 | 日         | タイトル                                                          | 編成作品 | 日本初放送エピソード                                   | 備考                                        |
| -- | ---------- | ----------------------------------------------------------------- | --- | ------------------------------------------------------ | ------------------------------------------- |
| 1  | 9          | ドックのおいわいパーティー！                                      | ドックはおもちゃドクター | 「ドックはおもちゃドクター／10さいのおいわい」         |                                             |
| 1  | 16         | スパイディとすごいヒーローの日                                    | スパイディとすごいなかまたち |                                                        |                                             |
| 1  | 21         | 最終カエル決戦！アンフィビア・サタデー                            | ふしぎの国 アンフィビア | #56-58                                                 | シリーズ最終 連続放送 #50-58                |
| 1  | 22         | おしゃれミニー！みずたまの日                                      | |                                                        |                                             |
| 2  | 11         | ミラキュラス！ミラクルバレンタイン                                | ミラキュラス レディバグ＆シャノワール | #107-108                                               |                                             |
| 2  | 11         | スーパーナチュラル・アカデミー 先行放送                           | スーパーナチュラル・アカデミー | #1-2                                                   |                                             |
| 2  | 18         | 「タラ・ダンカン」連続放送                                        | タラ・ダンカン |                                                        | 連続放送 #1-20                              |
| 2  | 22         | 「デニスとおれさま」連続放送                                      | デニスとおれさま | 「デニスとおれさま／ルームメイト」                     |                                             |
| 2  | 23         | 「ひらめき！ユリーカ」連続放送                                    | ひらめき！ユリーカ |                                                        | 連続放送 #1-6                               |
| 3  | 4          | ゴースト & モリー 新作サタデー                                    | ゴースト & モリー | #19-20                                                 | シーズン1最終、連続放送#15-20               |
| 3  | 11         | カルメン・サンディエゴ 新作サタデー                               | カルメン・サンディエゴ |                                                        | シリーズ最終、連続放送#28-33                |
| 3  | 18         | ビッグシティ・グリーン 新作サタデー                               | ビッグシティ・グリーン | 「ゾンビーズ with ビッグシティ・グリーン」、#71-74     | 連続放送 #70-74                             |
| 3  | 21         | ミッキーマウス ファンハウス ドキドキだいぼうけん                  | ミッキーマウス ファンハウス | #24-26,#21                                             |                                             |
| 3  | 21         | 新作パワー！ダブルヒーロー大作戦                                  | ハーフ・ヒーロー | #1-2                                                   |                                             |
| 3  | 21         | 新作パワー！ダブルヒーロー大作戦                                  | ハムスターとグレーテル | #1-2                                                   |                                             |
| 3  | 27-31      | ディズニー・チャンネル 春休み編成                                 | マイリトルポニー ～トモダチは魔法～、ベイマックス ザ・シリーズ、ミッキーマウス！、ダックテイルズ、よろしく！スパイディとすごいなかまたち、スパイディとすごいなかまたち、ブルーイ、おさるのジョージ、魔入りました！入間くん、ふしぎの国 アンフィビア、デニスとおれさま、ミラキュラス レディバグ&シャノワール、タラ・ダンカン、しろくまカフェ、アウルハウス |                                                        |                                             |
| 3  | 27         | ディズニー・チャンネル 春休み編成                                 | ＰＡＮ ～ネバーランド、夢のはじまり～ |                                                        |                                             |
| 3  | 27-28      | ディズニー・チャンネル 春休み編成                                 | インクハート／魔法の声 |                                                        |                                             |
| 3  | 28-29      | ディズニー・チャンネル 春休み編成                                 | 101 |                                                        |                                             |
| 3  | 28-30      | ディズニー・チャンネル 春休み編成                                 | ビッグシティ・グリーン |                                                        |                                             |
| 3  | 29-30      | ディズニー・チャンネル 春休み編成                                 | ベイマックス |                                                        |                                             |
| 3  | 29-31      | ディズニー・チャンネル 春休み編成                                 | フィニアスとファーブ |                                                        |                                             |
| 3  | 30-31      | ディズニー・チャンネル 春休み編成                                 | アラジン |                                                        |                                             |
| 3  | 31         | ディズニー・チャンネル 春休み編成                                 | フィニアスとファーブ／ザ・ムービー、ゾンビーズ with ビッグシティ・グリーン |                                                        |                                             |
| 4  | 3-7        | ディズニー・チャンネル 春休み編成                                 | |                                                        |                                             |
| 4  | 1          | トッツ！しんさく おとどけサタデー                                 | |                                                        |                                             |
| 4  | 8          | アウルハウス 新作サタデー                                         | アウルハウス | #41                                                    |                                             |
| 4  | 9          | スパイディとすごいなかまたち パワーアップサンデー                 | スパイディとすごいなかまたち | #26-27                                                 |                                             |
| 4  | 9          | ムーンガール ＆ デビル・ダイナソー 先行放送                       | ムーンガール ＆ デビル・ダイナソー | #1                                                     |                                             |
| 4  | 22         | ちきゅうはともだち ディズニージュニア                             | ミッキーマウス ファンハウス、パグ・パグ・アドベンチャー、スパイディとすごいなかまたち、かいけつ！チーム・チキン |                                                        |                                             |
| 5  | 3-7        | ディズニー・チャンネル ゴールデン大放送！                         | |                                                        |                                             |
| 5  | 4          | ヤング・ジェダイ・アドベンチャー 先行放送                         | ヤング・ジェダイ・アドベンチャー | #1-2                                                   |                                             |
| 5  | 13,14      | スーパーナチュラル・アカデミー ファイナル・ウィークエンド         | スーパーナチュラル・アカデミー | #15-16                                                 |                                             |
| 5  | 20         | 新作パニック！ダブルヒーロー大作戦                                | ハムスターとグレーテル | #9-12                                                  |                                             |
| 5  | 21         | 新作パニック！ダブルヒーロー大作戦                                | ハーフ・ヒーロー | #8-11                                                  |                                             |
| 5  | 21         | 「デニスとおれさま」連続放送                                      | デニスとおれさま | 「チョキチョキのピザ･パーティー」、「マクラ･ファイト」 |                                             |
| 5  | 27         | ミッキーマウス ファンハウス しんさくサタデー                      | ミッキーマウス ファンハウス | #27                                                    |                                             |
| 5  | 27         | ディズニー100 特別編成                                            | 101匹わんちゃん、リロ アンド スティッチ ザ・シリーズ、アラジンの大冒険、ラプンツェル ザ・シリーズ、白雪姫 |                                                        |                                             |
| 5  | 28         | 「ムーンガール ＆ デビル・ダイナソー」連続放送                    | ムーンガール ＆ デビル・ダイナソー |                                                        |                                             |
| 6  | 3          | ミラキュラス連続放送 クワミのおさらい                             | ミラキュラス レディバグ＆シャノワール |                                                        |                                             |
| 6  | 5-9        | ディズニー・チャンネル プリンセスウィーク                         | アバローのプリンセス エレナ、ラプンツェル ザ・シリーズ |                                                        |                                             |
| 6  | 7          | ハッピーバースデー！ドナルドダック                                | ディズニー・コメディ・タイム |                                                        |                                             |
| 6  | 7          | ハッピーバースデー！ドナルドダック                                | 三人の騎士の伝説 |                                                        | 全話一挙放送                                |
| 6  | 11         | ビッグシティ・グリーン 新作イッキ見サンデー                       | ビッグシティ・グリーン | #75-79                                                 |                                             |
| 6  | 17         | 新作ミラキュラス！どうするクワミ？                                | ミラキュラス レディバグ＆シャノワール | #114-115                                               |                                             |
| 6  | 24         | ディズニー100 特別編成                                            | リロ アンド スティッチ ザ・シリーズ、リロ＆スティッチ |                                                        |                                             |
| 6  | 26         | 626 スティッチの日                                                | スティッチと砂の惑星、スティッチ！パーフェクト・メモリー |                                                        |                                             |
| 7  | 11         | ハムスターとグレーテルとダレだ？新作コラボ大作戦                  | ハムスターとグレーテル | #16                                                    |                                             |
| 7  | 17         | ミッキーマウス ファンハウス ワクワクうみの日                      | ミッキーマウス ファンハウス | #32-33                                                 |                                             |
| 7  | 17         | おさるのジョージ 連続放送                                         | おさるのジョージ |                                                        |                                             |
| 7  | 29         | ちいさなプリンセス ソフィア 連続放送                              | ちいさなプリンセス ソフィア |                                                        |                                             |
| 7  | 29         | ディズニー100 特別編成「塔の上のラプンツェル」                    | ラプンツェル ザ・シリーズ、塔の上のラプンツェル |                                                        |                                             |
| 7  | 30         | アウルハウス 新作サンデー                                         | アウルハウス | #42                                                    |                                             |
| 8  | 5,12,19,26 | ディズニージュニア ぴかぴかサマー                                 | アリスとふしぎのくにのベーカリー | #22-25                                                 |                                             |
| 8  | 5,12,19,26 | ディズニージュニア ぴかぴかサマー                                 | スパイディとすごいなかまたち | #34-37                                                 |                                             |
| 8  | 5,12,19,26 | ディズニージュニア ぴかぴかサマー                                 | ファイヤーバディ | #9-12                                                  |                                             |
| 8  | 5,12,19,26 | ディズニージュニア ぴかぴかサマー                                 | パグ・パグ・アドベンチャー、スター・ウォーズ：ヤング・ジェダイ・アドベンチャー、 スーパーキティ |                                                        |                                             |
| 8  | 5,12,19,26 | ミラクルサマー！クイズ・ミラＱラス                                | ミラキュラス レディバグ＆シャノワール | #116-120                                               |                                             |
| 8  | 6,13,20,27 | ムーンガール ＆ デビル・ダイナソー 新作サマー                     | ムーンガール ＆ デビル・ダイナソー | #12-16                                                 |                                             |
| 8  | 26         | ディズニー100 特別編成『トイ・ストーリー』                        | ディズニー１００ リメンバー・ザット ～語りつがれる物語～ | 本編                                                   |                                             |
| 8  | 26         | ディズニー100 特別編成『トイ・ストーリー』                        | トイ・ストーリー トゥーン 、トイ・ストーリー |                                                        |                                             |
| 9  | 2          | タラ・ダンカン 新作サタデー                                       | タラ・ダンカン | #47-52                                                 |                                             |
| 9  | 18         | ハムスターとグレーテル 新作ビックリ大放送                         | ハムスターとグレーテル | #17-20                                                 |                                             |
| 9  | 23         | ゴースト & モリー ドキドキ新展開！                                | ゴースト & モリー | #21-22                                                 | 新シーズン                                  |
| 9  | 30         | 新作コメディ『キフ』 先行放送！                                   | キフ | #1-2                                                   |                                             |
| 9  | 30         | ディズニー100 特別編成                                            | トイ・ストーリー4 |                                                        |                                             |
| 10 | 1          | ディズニー・チャンネル ハロウィーン                               | ハムスターとグレーテル | #8                                                     |                                             |
| 10 | 1          | ディズニー・チャンネル ハロウィーン                               | フィニアスとファーブ、マイロ・マーフィーの法則、世にも恐ろしいサプライズ ミッキーマウス！ ハロウィーン びっくりストーリー、ダックテイルズ、ビッグシティ・グリーン |                                                        |                                             |
| 10 | 1          | ディズニー・チャンネル ハロウィーン                               | アウルハウス | #43                                                    |                                             |
| 10 | 9          | ディズニージュニア ぎゃおぉ！ハロウィーン                         | ミッキー ふたりのまじょのおはなし、バンピリーナとバンパイアかぞく |                                                        |                                             |
| 10 | 9          | ディズニージュニア ぎゃおぉ！ハロウィーン                         | ひらめき！ユリーカ | #14                                                    |                                             |
| 10 | 9          | ディズニージュニア ぎゃおぉ！ハロウィーン                         | ファイヤーバディ | #14                                                    |                                             |
| 10 | 9          | ディズニージュニア ぎゃおぉ！ハロウィーン                         | スパイディとすごいなかまたち | #53                                                    |                                             |
| 10 | 9          | 新作ミラキュラス！マカロンパーティー                              | ミラキュラス レディバグ＆シャノワール | #121                                                   |                                             |
| 10 | 9          | 「ジュラシック・ワールド／サバイバル・キャンプ」放送開始          | ジュラシック・ワールド／サバイバル・キャンプ |                                                        | 先行放送                                    |
| 10 | 15         | 「サルファー・スプリングスの秘密」シーズン3放送開始               | サルファー・スプリングスの秘密 | #20-21                                                 |                                             |
| 10 | 28         | ディズニー100特別編成                                             | モンスターズ・ワーク |                                                        | 全10話テレビ初放送                          |
| 10 | 28         | ディズニー100特別編成                                             | ディズニー１００ リメンバー・ザット ～語りつがれる物語～、ホーンテッドマンション、モンスターズ・インク |                                                        |                                             |
| 10 | 29         | ミッキーの ぎゃおぉ！ハロウィーン                                 | ミッキーマウス クラブハウス／ミッキーのモンスターミュージカル、ミッキー ふたりのまじょのおはなし、ミッキーマウス クラブハウス、ミッキー＆フレンズ：トリック・オア・トリート |                                                        |                                             |
| 11 | 3          | スパイディとすごいなかまたち グングン・ホリデー                   | スパイディとすごいなかまたち | #46                                                    | ミズ・マーベルが登場するエピソードを放送    |
| 11 | 18         | ハッピーバースデー！ミッキーマウス                                | ミッキーマウス ファンハウス | #34-39                                                 | 6話連続放送                                 |
| 11 | 18         | ディズニー・チャンネル20周年スペシャル！ミュージック・サタデー    | キフ | #11,#5                                                 |                                             |
| 11 | 18         | ディズニー・チャンネル20周年スペシャル！ミュージック・サタデー    | ゾンビーズ ザ・シリーズ ショーツ | #1-4                                                   |                                             |
| 11 | 18         | ディズニー・チャンネル20周年スペシャル！ミュージック・サタデー    | ハムスターとグレーテル | #21-22                                                 |                                             |
| 11 | 18         | ディズニー・チャンネル20周年スペシャル！ミュージック・サタデー    | フィニアスとファーブ／ザ・ムービー：キャンディス救出大作戦 |                                                        | テレビ初放送                                |
| 11 | 18         | ディズニー・チャンネル20周年スペシャル！ミュージック・サタデー    | マイロ・マーフィーの法則、ラプンチェル ザ・シリーズ、ゾンビーズ、オースティン ＆ アリー、天才学級アント・ファーム、フィニアスとファーブ、ハイスクール・ミュージカル／ザ・ムービー、ファンタジア |                                                        |                                             |
| 11 | 23         | ディズニージュニア ワンニャンパーティー！                         | パグ・パグ・アドベンチャー、スーパーキティ |                                                        | チャンネル初放送エピソードを3話ずつ連続放送 |
| 11 | 27         | ディズニー映画『アナと雪の女王』公開10周年特別編成                | アナと雪の女王 エルサのサプライズ、アナと雪の女王／家族の思い出 |                                                        |                                             |
| 12 | 2          | ディズニー・チャンネル クリスマス                                 | クリスマスショート with ビッグシティ・グリーン | 本編                                                   |                                             |
| 12 | 2          | ディズニー・チャンネル クリスマス                                 | ビッグシティ・グリーン | #80                                                    |                                             |
| 12 | 2          | ディズニー・チャンネル クリスマス                                 | ゴースト & モリー | #40                                                    |                                             |
| 12 | 2          | ディズニー・チャンネル クリスマス                                 | ミラキュラス レディバグ＆シャノワール、トイ・ストーリー 謎の恐竜ワールド、アナと雪の女王／家族の思い出 |                                                        |                                             |
| 12 | 3          | ディズニージュニアのクリスマス                                    | アリスとふしぎのくにのベーカリー | #21                                                    |                                             |
| 12 | 3          | ディズニージュニアのクリスマス                                    | パグ・パグ・アドベンチャー | #113                                                   |                                             |
| 12 | 3          | ディズニージュニアのクリスマス                                    | スパイディとすごいなかまたち | #33                                                    |                                             |
| 12 | 3          | ディズニージュニアのクリスマス                                    | ファイヤーバディ | #15                                                    |                                             |
| 12 | 3          | ディズニージュニアのクリスマス                                    | スーパーキティ | #24                                                    |                                             |
| 12 | 3          | ディズニージュニアのクリスマス                                    | ミッキーの クリスマスをすくえ | 本編                                                   |                                             |
| 12 | 9          | 新作イッキ見！ミラキュラス大放送                                  | ミラキュラス レディバグ＆シャノワール | #122-125,#131                                          |                                             |
| 12 | 10         | アリスと ふゆのティーパーティー                                   | アリスとふしぎのくにのベーカリー | #28,#30                                                |                                             |
| 12 | 16         | ミッキーのクリスマスパーティー                                    | ミッキーマウス クラブハウス／マジックきかんしゃ、ミッキーマウス クラブハウス、ミッキーの クリスマスをすくえ、ミッキーとミニー クリスマスにねがいを |                                                        |                                             |
| 12 | 23         | ヤング・ジェダイ ふゆのビッグアドベンチャー                       | スター・ウォーズ：ヤング・ジェダイ・アドベンチャー | #13,#16-19                                             |                                             |
| 12 | 23         | ディズニー・チャンネル20周年スペシャル！ アドベンチャー・サタデー | ヒックとドラゴン～バーク島の冒険～ |                                                        | 先行放送                                    |
| 12 | 23         | ディズニー・チャンネル20周年スペシャル！ アドベンチャー・サタデー | ノーティ・ナイン | 本編                                                   |                                             |
| 12 | 23         | ディズニー・チャンネル20周年スペシャル！ アドベンチャー・サタデー | スティッチ！、ダックテイルズ、アナと雪の女王／家族の思い出、スイート・ライフ オン・クルーズ、キャンプ・キキワカ、怪奇ゾーン グラビティフォールズ、ふしぎの国 アンフィビア、ファインディング・ニモ |                                                        |                                             |
| 12 | 23         | ディズニー・チャンネル20周年スペシャル！ アドベンチャー・サタデー | アラジン(2019) |                                                        | CS初放送                                    |
| 12 | 25-31      | ディズニー・チャンネル 冬休み編成                                 | |                                                        |                                             |

### 2024年
| 月 | 日                    | タイトル                                                                    | 編成作品 | 日本初放送エピソード | 備考                 |
| -- | --------------------- | --------------------------------------------------------------------------- | --- | -------------------- | -------------------- |
| 1  | 1-5                   | ディズニー・チャンネル 冬休み編成                                           | |                      |                      |
| 1  | 8                     | ディズニージュニア ようこそ！しんヒーロー                                   | スーパーキティ、キーヤとキモージャヒーロー |                      |                      |
| 1  | 8                     | タツドシ大放送！ヒックとドラゴン祭り                                        | ヒックとドラゴン2、ヒックとドラゴン～バーク島の冒険～ |                      |                      |
| 1  | 13,14,20,21           | タツドシ大放送！ジュラシック祭り                                            | ジュラシック・ワールド／サバイバル・キャンプ |                      |                      |
| 1  | 27                    | おさるのジョージ ウッキー・サタデー！                                       | おさるのジョージ |                      | 6話連続放送          |
| 1  | 27                    | ディズニー・チャンネル20周年スペシャル！コメディ・サタデー                  | やらなきゃ！ヘイリー | #1-2                 |                      |
| 1  | 27                    | ディズニー・チャンネル20周年スペシャル！コメディ・サタデー                  | アーチボルドの大冒険、スイチュー！フレンズ、バッド・ヘア・デー、バケーションはチョー大変！、スイート・ライフ、グッドラック・チャーリー、ビッグシティ・グリーン、フィニアスとファーブ／ザ・ムービー、ジャングル・クルーズ                                                             |                      |                      |
| 1  | 27                    | ディズニー・チャンネル20周年スペシャル！コメディ・サタデー                  | キフ | #10,12               |                      |
| 1  | 28                    | ミラキュラス おさらいサンデー                                               | ミラキュラス レディバグ＆シャノワール |                      | 連続放送 #114-125    |
| 2  | 4                     | くまのプーさん みんないっしょサンデー                                       | くまのプーさんといっしょ | #1-2                 |                      |
| 2  | 4                     | くまのプーさん みんないっしょサンデー                                       | いっしょにあそぼう！くまのプーさん | #1-2                 |                      |
| 2  | 4                     | くまのプーさん みんないっしょサンデー                                       | プーさんといっしょ、ドックのおもちゃびょういん、くまのプーさん クリストファー・ロビンを探せ！ |                      |                      |
| 2  | 12                    | ディズニージュニア どきどきバレンタイン                                     | ミッキーマウス クラブハウス、マペット・ベビー、バンピリーナとバンパイアかぞく、ドックはおもちゃドクター、パグ・パグ・アドベンチャー、スーパーキティ |                      |                      |
| 2  | 12                    | ハムスターとグレーテル 新作大放送                                           | ハムスターとグレーテル |                      |                      |
| 2  | 23                    | ミッキーマウス ファンハウス アドベンチャースペシャル                        | ミッキーマウス ファンハウス | #42-44               |                      |
| 2  | 24                    | アリスとふしぎなしんさくレシピ                                              | アリスとふしぎのくにのベーカリー |                      |                      |
| 2  | 24                    | ディズニー・チャンネル20周年スペシャル！マジカル・サタデー                  | プリティ・フリーキン・スケアリー | #1-2                 |                      |
| 2  | 24                    | ディズニー・チャンネル20周年スペシャル！マジカル・サタデー                  | ミラベルと魔法だらけの家 |                      | チャンネル初放送     |
| 2  | 24                    | ディズニー・チャンネル20周年スペシャル！マジカル・サタデー                  | アバローのプリンセス エレナ、ラプンツェル ザ・シリーズ、ディセンダント、ウェイバリー通りのウィザードたち、レイブン 見えちゃってチョー大変！、悪魔バスター★スター・バタフライ、アウルハウス、オズ はじまりの戦い                                                                      |                      |                      |
| 3  | 3                     | 新作イッキ見サンデー！                                                      | やらなきゃ！ヘイリー | #6-10                |                      |
| 3  | 10                    | 新作イッキ見サンデー！                                                      | キフ | #17-19,#21-22        |                      |
| 3  | 17                    | 新作イッキ見サンデー！                                                      | ビッグシティ・グリーン | #81-85               |                      |
| 3  | 14                    | ディズニー映画『アナと雪の女王』公開10周年特別編成                          | アナと雪の女王 エルサのサプライズ、アナと雪の女王／家族の思い出 |                      |                      |
| 3  | 20                    | ディズニー・チャンネル プリンセス・スペシャル                               | ちいさなプリンセス ソフィア、ちいさなプリンセス ソフィア／プリンセス アイビーの のろい、リトル・マーメイド III／はじまりの物語、シンデレラ III 戻された時計の針、美女と野獣／ベルのファンタジーワールド、アナと雪の女王 エルサのサプライズ、アナと雪の女王／家族の思い出             |                      |                      |
| 3  | 23                    | スパイディとすごいなかまたち パワーアップサタデー！                         | スパイディとすごいなかまたち | #47-52               |                      |
| 3  | 23                    | ディズニー・チャンネル20周年スペシャル！ヒーロー・サタデー                  | ハムスターとグレーテル | #27-28               |                      |
| 3  | 23                    | ディズニー・チャンネル20周年スペシャル！ヒーロー・サタデー                  | ムーンガール ＆ デビル・ダイナソー | #17-18               |                      |
| 3  | 23                    | ディズニー・チャンネル20周年スペシャル！ヒーロー・サタデー                  | ミラキュラス・ワールド／パリシェイディバグ＆クロウノワール | 本編                 |                      |
| 3  | 23                    | ディズニー・チャンネル20周年スペシャル！ヒーロー・サタデー                  | ベイマックス／帰ってきたベイマックス、トイ・ストーリー 謎の恐竜ワールド、カンフー・プリンセス ウェンディ・ウー、ティーン・スパイ K.C.、キム・ポッシブル、ふしぎの国 アンフィビア、ミラキュラス レディバグ＆シャノワール、チキン・リトル、Mr.インクレディブル                         |                      |                      |
| 3  | 25-29                 | ディズニー・チャンネル 春休み編成                                           | |                      |                      |
| 4  | 1-5                   | ディズニー・チャンネル 春休み編成                                           | |                      |                      |
| 4  | 6,13                  | モンスターズ・ワーク 連続放送                                               | モンスターズ・ワーク |                      | シーズン1一挙放送    |
| 4  | 13                    | アリスと はるのウキウキパーティー                                           | アリスとふしぎのくにのベーカリー | #38,#45,#49          |                      |
| 4  | 21                    | ユリーカのひらめき！だいほうそう                                            | ひらめき！ユリーカ | #29-30               |                      |
| 4  | 21                    | ムーンガール 新作サンデー                                                   | ムーンガール ＆ デビル・ダイナソー | #19-22               |                      |
| 4  | 27                    | ミッキーマウス ファンハウス みんなでぼうけんサタデー                        | ミッキーマウス ファンハウス | #40-41,45,47,49,53   |                      |
| 4  | 27                    | ディズニー・チャンネル20周年 スペシャル！みんなスター・サタデー             | ミッキーマウス！、ハイスクール・ミュージカル、シークレット・アイドル ハンナ・モンタナ、サニー with チャンス、シェキラ！、リロ アンド スティッチ ザ・シリーズ、フィニアスとファーブ、モンスターズ・ユニバーシティ、ワンス・アポン・ア・スタジオ -100年の思い出-、カーズ／クロスロード |                      |                      |
| 4  | 27                    | ディズニー・チャンネル20周年 スペシャル！みんなスター・サタデー             | ゴースト & モリー | #28,31               |                      |
| 4  | 27                    | ディズニー・チャンネル20周年 スペシャル！みんなスター・サタデー             | やらなきゃ！ヘイリー | #12                  |                      |
| 4  | 27                    | ディズニー・チャンネル20周年 スペシャル！みんなスター・サタデー             | ビッグシティ・グリーン | #86-87               |                      |
| 4  | 27                    | ディズニー・チャンネル20周年 スペシャル！みんなスター・サタデー             | モンスターズ・ワーク | #11-12               |                      |
| 4  | 29-30                 | ゴールデン・ウイーク特集                                                    | |                      |                      |
| 5  | 1-3                   | ゴールデン・ウイーク特集                                                    | |                      |                      |
| 5  | 4,5                   | ゴールデン・ウイーク特集                                                    | シュレック、シュレック2、シュレック3 |                      |                      |
| 5  | 4                     | ゴールデン・ウイーク特集                                                    | スター・ウォーズ：ヤング・ジェダイ・アドベンチャー |                      |                      |
| 5  | 5                     | ゴールデン・ウイーク特集                                                    | スパイディとすごいなかまたち | #54-57               |                      |
| 5  | 6                     | ゴールデン・ウイーク特集                                                    | おさるのジョージ |                      |                      |
| 5  | 6                     | 「スタミュ」放送開始                                                        | スタミュ |                      |                      |
| 5  | 11,12                 | 毎月新作！5月のミラキュラス・ウィークエンド                                 | ミラキュラス レディバグ＆シャノワール | #126                 |                      |
| 5  | 18                    | ビックリ新作ウィークエンド！                                                | キフ | #23-24               |                      |
| 5  | 19                    | ビックリ新作ウィークエンド！                                                | ハムスターとグレーテル | #29-30               |                      |
| 5  | 25                    | ハッピーバースデー！グーフィー                                              | グーフィー・ムービー ホリデーは最高！！、ディズニー・コメディ・タイム、史上最強のグーフィー・ムービー Xゲームで大パニック！ |                      |                      |
| 6  | 1                     | ビックリ新作ウィークエンド！                                                | ゴースト & モリー | #32-35               |                      |
| 6  | 2                     | ビックリ新作ウィークエンド！                                                | ムーンガール＆デビル・ダイナソー | #23-26               |                      |
| 6  | 9                     | ハッピーバースデー！ドナルドダック                                          | ミッキーマウス ミックス・アドベンチャー、ミッキーマウス ファンハウス、ダックテイルズ、ディズニー・コメディ・タイム、三人の騎士の伝説、三人の騎士 |                      |                      |
| 6  | 15,16                 | 毎月新作！6月のミラキュラス・ウィークエンド                                 | ミラキュラス レディバグ＆シャノワール |                      |                      |
| 6  | 16                    | 「響け！ユーフォニアム」放送開始                                            | 響け！ユーフォニアム |                      |                      |
| 6  | 22,23                 | モンスターズ・ワーク 連続放送                                               | モンスターズ・ワーク |                      |                      |
| 6  | 26                    | 626 スティッチの日                                                          | リロ＆スティッチ２、リロイ＆スティッチ、スティッチと砂の惑星、スティッチ！パーフェクト・メモリー |                      |                      |
| 6  | 29                    | ディズニー・チャンネル ファンタジームービー                                 | ラプンツェル あたらしい冒険、アナと雪の女王 エルサのサプライズ、アナと雪の女王／家族の思い出、ティンカー・ベル、ピーター・パン |                      |                      |
| 7  | 7                     | ディズニージュニア の たなばたまつり                                        | ドックのおもちゃびょういん、パップストラクション、ミッキーマウス クラブハウス、おさるのジョージ |                      |                      |
| 7  | 7                     | ディズニージュニア の たなばたまつり                                        | アリスとふしぎのくにのベーカリー | #26                  |                      |
| 7  | 7-12                  | 新作イッキ見！ジュラシック・ウィーク                                        | ジュラシック・ワールド／サバイバル・キャンプ |                      |                      |
| 7  | 13                    | 『アイドルプリンセス★ロリロック』先行放送スペシャル                         | スイートプリキュア♪ |                      |                      |
| 7  | 13                    | 『アイドルプリンセス★ロリロック』先行放送スペシャル                         | アイドルプリンセス★ロリロック | #1-2                 |                      |
| 7  | 13,14                 | 毎月新作！7月のミラキュラス・ウィークエンド                                 | ミラキュラス レディバグ＆シャノワール | #128                 |                      |
| 7  | 15                    | アリエル とうたおう！うみの日 パーティー                                    | ちいさなプリンセス ソフィア／にんぎょの ともだち、リトル・マーメイド III／はじまりの物語、リトル・マーメイド、モアナと伝説の海、おさるのジョージ６ いざ出航！キャプテン・ジョージ |                      |                      |
| 7  | 15                    | アリエル とうたおう！うみの日 パーティー                                    | ディズニージュニア アリエル にんぎょのおはなし | #1-10                |                      |
| 7  | 20,27                 | 「スタミュ」「響け！ユーフォニアム」連続放送                                | スタミュ |                      |                      |
| 7  | 21,28                 | 「スタミュ」「響け！ユーフォニアム」連続放送                                | 響け！ユーフォニアム |                      |                      |
| 7  | 27                    | ビックリ新作ウィークエンド！                                                | やらなきゃ！ヘイリー | #13-17               |                      |
| 7  | 28                    | ビックリ新作ウィークエンド！                                                | ゴースト & モリー | #36-39,41            |                      |
| 7  | 15-                   | ディズニー・チャンネル 夏休み編成                                           | |                      |                      |
| 8  | -23                   | ディズニー・チャンネル 夏休み編成                                           | |                      |                      |
| 8  | 1                     | スパイディ！しんさくだいほうそう                                            | スパイディとすごいなかまたち | #61-64               |                      |
| 8  | 3,10,17,24            | 最終決戦！ミラキュラス・サマー                                              | ミラキュラス レディバグ＆シャノワール | #129-130             |                      |
| 8  | 3                     | ディズニー・チャンネル・ムービー ファンタジック・サマー！                   | メアリと魔女の花、海獣の子供 |                      |                      |
| 8  | 10                    | ディズニー・チャンネル・ムービー ファンタジック・サマー！                   | ＰＡＮ ～ネバーランド、夢のはじまり～、シンデレラ(2021) |                      |                      |
| 8  | 17                    | ディズニー・チャンネル・ムービー ファンタジック・サマー！                   | チャーリーとチョコレート工場、ドクター・ドリトル |                      |                      |
| 8  | 25                    | ミッキーマウス ファンハウス なつのだいぼうけん                              | ミッキーマウス ファンハウス | #57-59               |                      |
| 8  | 25                    | 『ディセンダント ライズ・オブ・レッド』初放送スペシャル                     | ディセンダント、ディセンダント2、ディセンダント3、ディセンダント ライズ・オブ・レッド |                      |                      |
| 8  | 26-30                 | ディズニー・チャンネル プリンセス・ウィーク                                 | ディズニージュニア アリエル | #1-5                 |                      |
| 9  | 8                     | ビックリ新作サンデー！                                                      | やらなきゃ！ヘイリー | #18-22               |                      |
| 9  | 15                    | ビックリ新作サンデー！                                                      | キフ | #25-28               |                      |
| 9  | 22                    | ビックリ新作サンデー！                                                      | ビッグシティ・グリーン | #88-89               |                      |
| 9  | 22                    | ビックリ新作サンデー！                                                      | ビッグシティ・グリーン／ザ・ムービー 宇宙でバカンス | 本編                 |                      |
| 9  | 16                    | ブルーイ ワクワクだいほうそう！                                             | ブルーイ |                      | 連続放送#44-49       |
| 9  | 16                    | ティンカー・ベル ６作品一挙放送！                                           | |                      |                      |
| 9  | 23                    | ヤング・ジェダイ・アドベンチャー ドキドキだいほうそう！                     | スター・ウォーズ：ヤング・ジェダイ・アドベンチャー、スター・ウォーズ：ヤング・ジェダイ・アドベンチャーショーツ |                      |                      |
| 9  | 28-29                 | アイドルプリンセス★ロリロック おさらい放送                                  | アイドルプリンセス★ロリロック |                      | 連続放送#1-6         |
| 10 | 5,12,19,26            | 毎週びっくり！ハロウィーン・サタデー                                        | |                      |                      |
| 10 | 6                     | さよなら20周年！最終話スペシャル                                            | キム・ポッシブル、スイチュー!フレンズ、なんだかんだワンダー、スイート・ライフ、ハンナ・モンタナ フォーエバー、ウェイバリー通りのウィザードたち、悪魔バスター★スター・バタフライ、怪奇ゾーン グラビティフォールズ、フィニアスとファーブ                                               |                      | 各作品の最終話を放送 |
| 10 | 7-10                  | ミラキュラス！てんとうむしナイト                                            | |                      |                      |
| 10 | 7-11                  | 秋のディズニー・オン・クラシック ウィーク                                   | |                      |                      |
| 10 | 14                    | ディズニージュニア ぎゃおぉ！ハロウィーン                                   | |                      |                      |
| 10 | 14                    | ハムスターとグレーテル 新作ワンツーパンチ！                                 | ハムスターとグレーテル | #31-32               | 8話連続放送          |
| 10 | 21-24,28-31           | サルファー・スプリングスの秘密 一挙放送                                     | サルファー・スプリングスの秘密 |                      | 全話一挙放送         |
| 10 | 26                    | スパイディとアリエル ドキドキウィークエンド                                 | スパイディとすごいなかまたち |                      |                      |
| 10 | 27                    | スパイディとアリエル ドキドキウィークエンド                                 | ディズニージュニア アリエル |                      |                      |
| 10 | 27                    | ゾンビーズ ザ・シリーズ 先行放送                                            | ゾンビーズ ザ・シリーズ | #1-3,#12             |                      |
| 11 | 4                     | ヤング・ジェダイ・アドベンチャー ドキドキだいほうそう！                     | スター・ウォーズ：ヤング・ジェダイ・アドベンチャー |                      |                      |
| 11 | 11-14                 | フィニアスとファーブ 秋のカモノウィーク                                     | フィニアスとファーブ |                      |                      |
| 11 | 17                    | ハッピーバースデー！ミッキーマウス                                          | ミッキーマウス ファンハウス | #50,60-62,65-66      |                      |
| 11 | 17                    | ハッピーバースデー！ミッキーマウス                                          | ディズニー・コメディ・タイム、ミッキー、ドナルド、グーフィーの三銃士、ポップアップ ミッキー ～すてきなクリスマス、ワンス・アポン・ア・スタジオ -100年の思い出- |                      |                      |
| 11 | 18-21                 | 新作たっぷり！大収穫ウィーク                                                | ハムスターとグレーテル | #33-36               |                      |
| 11 | 18-21                 | 新作たっぷり！大収穫ウィーク                                                | アイドルプリンセス★ロリロック | #17-20               |                      |
| 11 | 18-21                 | 新作たっぷり！大収穫ウィーク                                                | ムーンガール ＆ デビル・ダイナソー | #27-30               |                      |
| 11 | 18-21                 | 新作たっぷり！大収穫ウィーク                                                | ゾンビーズ ザ・シリーズ | #4-7                 |                      |
| 11 | 23                    | スーパーキティ しんさくニャンダフルサタデー                                 | スーパーキティ |                      |                      |
| 11 | 23,30                 | 「響け！ユーフォニアム２」連続放送                                          | 響け！ユーフォニアム２ |                      | 一挙放送#1-#13       |
| 11 | 24                    | ティンカー・ベル ６作品一挙放送！                                           | ティンカー・ベル、ティンカー・ベルと月の石、ティンカー・ベルと妖精の家、ティンカー・ベルと輝く羽の秘密、ティンカー・ベルとネバーランドの海賊船、ティンカー・ベルと流れ星の伝説 |                      |                      |
| 11 | 25-28                 | 家族に感謝！ビッグシティ・ウィーク                                          | ビッグシティ・グリーン | #91                  |                      |
| 11 | 28                    | 家族に感謝！ビッグシティ・ウィーク                                          | ビッグシティ・グリーン／ザ・ムービー 宇宙でバカンス |                      |                      |
| 11 | 25-29                 | マイリー・サイラス “ディズニー・レジェンド”受賞記念「ハンナ・モンタナイト」 | シークレット・アイドル ハンナ・モンタナ |                      |                      |
| 12 | 2-6                   | マイリー・サイラス “ディズニー・レジェンド”受賞記念「ハンナ・モンタナイト」 | シークレット・アイドル ハンナ・モンタナ |                      |                      |
| 12 | 9-13                  | マイリー・サイラス “ディズニー・レジェンド”受賞記念「ハンナ・モンタナイト」 | ハンナ・モンタナ フォーエバー |                      |                      |
| 12 | 7,8,14,15,21,22,23-25 | ディズニージュニア クリスマス・スペシャル                                   | |                      |                      |
| 12 | 14                    | ディズニージュニア クリスマス・スペシャル                                   | ミッキーの ずーっとすてきなクリスマス | 本編                 |                      |
| 12 | 8                     | キフ 冬のウキウキ新作ショー                                                 | グレーテスト・ショートショー | #3                   |                      |
| 12 | 8                     | キフ 冬のウキウキ新作ショー                                                 | キフ | #29-30               |                      |
| 12 | 9-12,16-19            | 冬のジュラシック・ウィーク                                                  | ジュラシック・ワールド／サバイバル・キャンプ |                      |                      |
| 12 | 14                    | ディズニー・チャンネル 新作クリスマス・パーティー！                         | くまのプーさん みんなのクリスマス、美女と野獣／ベルの素敵なプレゼント、ポップアップ ミッキー ～すてきなクリスマス、くるみ割り人形と秘密の王国 |                      |                      |
| 12 | 14                    | ディズニー・チャンネル 新作クリスマス・パーティー！                         | バレービューのヴィランたち | #38                  |                      |
| 12 | 14                    | ディズニー・チャンネル 新作クリスマス・パーティー！                         | キャンプ・キキワカ 牧場ライフ | #42                  |                      |
| 12 | 14                    | ディズニー・チャンネル 新作クリスマス・パーティー！                         | ゾンビーズ ザ・シリーズ | #17                  |                      |
| 12 | 14                    | ディズニー・チャンネル 新作クリスマス・パーティー！                         | ビッグシティ・グリーン | #92                  |                      |
| 12 | 22-25                 | ディズニー・チャンネル クリスマス・スペシャル                               | |                      |                      |
| 12 | 23-31                 | ディズニー・チャンネル 冬休み編成                                           | |                      |                      |
| 12 | 28                    | ミラキュラス・ワールド ドキドキ新作発表会                                   | ミラキュラス レディバグ＆シャノワール、ミラキュラス・ワールド／ニューヨーク ユナイテッド・ヒーローズ、ミラキュラス・ワールド／上海 レジェンド・オブ・レディドラゴン、ミラキュラス・ワールド／パリ シェイディバグ＆クロウノワール                                                     |                      |                      |
| 12 | 28                    | ミラキュラス・ワールド ドキドキ新作発表会                                   | ミラキュラス・ワールド／ロンドン 時間の果てに | 本編                 |                      |
| 12 | 31                    | 年越しミラキュラス！                                                        | ミラキュラス・ワールド／ロンドン 時間の果てに、ミラキュラス・ワールド／上海 レジェンド・オブ・レディドラゴン、ミラキュラス レディバグ＆シャノワール |                      |                      |

### 2025年
| 月 | 日        | タイトル                                                                                      | 編成作品 | 日本初放送エピソード | 備考                            |
| -- | --------- | --------------------------------------------------------------------------------------------- | --- | -------------------- | ------------------------------- |
| 1  | 1-5       | ディズニー・チャンネル 冬休み編成                                                             | |                      |                                 |
| 1  | 11        | ディズニー・チャンネル わんわんサタデー                                                       | パップストラクション、わんわん物語 II、きつねと猟犬2/トッドとコッパーの大冒険、101匹わんちゃんII パッチのはじめての冒険、スペース・バディーズ ～小さな5匹の大冒険～、トレジャー・バディーズ ～小さな5匹の大冒険～、ブルーイ、わんわん物語(2019) |                      |                                 |
| 1  | 12,19,26  | おさるのジョージ ウキウキ！ウッキーサンデー                                                   | おさるのジョージ |                      | シーズン15を毎週5話ずつ連続放送 |
| 1  | 25        | 『プリモ ～わたしと12人のイトコ』 先行放送                                                    | プリモ ～わたしと12人のイトコ | #1-2                 |                                 |
| 2  | 1         | ディズニージュニア わくわくバレンタイン                                                       | ミッキーマウス クラブハウス、アリスとふしぎのくにのベーカリー、スーパーキティ、スパイディとすごいなかまたち |                      |                                 |
| 2  | 1         | ディズニージュニア わくわくバレンタイン                                                       | パップストラクション | #19                  |                                 |
| 2  | 1         | ディズニージュニア わくわくバレンタイン                                                       | ミッキーマウス ファンハウス | #79                  |                                 |
| 2  | 1         | 「プリキュア」連続放送                                                                        | スイートプリキュア♪、スマイルプリキュア！ |                      |                                 |
| 2  | 8         | ディズニー・チャンネル ドキドキ！冒険スペシャル                                               | ブラザー・ベア２、アイス・エイジ、ナルニア国物語 第3章：アスラン王と魔法の島、ピノキオ |                      |                                 |
| 2  | 8         | ディズニー・チャンネル ドキドキ！冒険スペシャル                                               | キフ：ロード･オブ･ザ･リングライト | 本編                 |                                 |
| 2  | 15        | ロリロック 新作サタデー                                                                       | アイドルプリンセス★ロリロック | #23-26               | シーズン最終                    |
| 2  | 22        | マリーといっしょ ねこねこサタデー                                                             | スーパーキティ、ミラキュラス レディバグ＆シャノワール、ガーフィールド、ガーフィールド2、おしゃれキャット |                      |                                 |
| 2  | 24        | アリエルと おきにいりホリデー                                                                 | ディズニージュニア アリエル | #15-16               |                                 |
| 3  | 1,8,15,22 | 春のブルーイ・サタデー                                                                        | |                      |                                 |
| 3  | 14        | 実写映画『白雪姫』公開記念                                                                    | 美女と野獣 |                      |                                 |
| 3  | 21        | 実写映画『白雪姫』公開記念                                                                    | 白雪姫 |                      |                                 |
| 3  | 20        | はるのスパイディ・パーティー                                                                  | スパイディとすごいなかまたち | #71-77               |                                 |
| 3  | 20        | 魔法は止まらない！ウィザード・ホリデー                                                        | ウェイバリー通りのウィザードたち、帰ってきたウィザードたち アレックスvsアレックス |                      |                                 |
| 3  | 20        | 魔法は止まらない！ウィザード・ホリデー                                                        | ウェイバリー通りのウィザードたち 魔法は止まらない！ | #1-2                 |                                 |
| 3  | 24-28,31  | ディズニー・チャンネル 春休み編成                                                             | |                      |                                 |
| 4  | 1-4       | ディズニー・チャンネル 春休み編成                                                             | |                      |                                 |
| 4  | 5         | スター・ウォーズ セレブレーション ジャパン2025開催記念『スター・ウォーズ』新3部作 3週連続放送 | スター・ウォーズ エピソード1／ファントム・メナス |                      |                                 |
| 4  | 12        | スター・ウォーズ セレブレーション ジャパン2025開催記念『スター・ウォーズ』新3部作 3週連続放送 | スター・ウォーズ エピソード2／クローンの攻撃 |                      |                                 |
| 4  | 19        | スター・ウォーズ セレブレーション ジャパン2025開催記念『スター・ウォーズ』新3部作 3週連続放送 | スター・ウォーズ エピソード3／シスの復讐 |                      |                                 |
| 4  | 26        | 『交響詩篇エウレカセブン』劇場版 GW一挙放送！                                                 | 交響詩篇エウレカセブン ポケットが虹でいっぱい |                      |                                 |
| 4  | 27        | 『交響詩篇エウレカセブン』劇場版 GW一挙放送！                                                 | 交響詩篇エウレカセブン ハイエボリューション１ |                      |                                 |
| 5  | 3         | 『交響詩篇エウレカセブン』劇場版 GW一挙放送！                                                 | ANEMONE／交響詩篇エウレカセブン ハイエボリューション |                      |                                 |
| 5  | 4         | 『交響詩篇エウレカセブン』劇場版 GW一挙放送！                                                 | EUREKA／交響詩篇エウレカセブン ハイエボリューション |                      |                                 |